# Vambeřická poutní cesta
Vambeřická poutní cesta je historická mariánská poutnická trasa vedoucí z Broumovského výběžku (Kladského pomezí) do Dolního Slezska (Kladska). Měří přibližně 20 km a spojuje Polici nad Metují s tzv. Slezským Jeruzalémem – Vambeřicemi s poutní bazilikou Navštívení Panny Marie. Trasa překonává Broumovské stěny (CHKO Broumovsko) a úpatí Stolových hor. Vede napříč Polickem, Machovskem přes horské sedlo u Machovského kříže a Kladskem (přesněji oblastí kolem bývalého královského města Radków).
Jedná se o nekomponovanou poutní trasu, která se utvářela na sklonku 17. století a zejména v průběhu 18. století za rozkvětu pozdně barokního mariánského kultu. Trasa byla průběžně doplňována o sakrální památky a původně tvořila nejkratší spojnici napříč místní kulturní krajinou. Vedení současné poutní trasy se v některých úsecích liší od původní – dochází k jejímu odklonu. Soubor soch Vambeřické cesty u městské části Velká Ledhuje a obce Suchý Důl je památkově chráněný. Většina sakrálních staveb na cestě také spadá pod památkovou ochranu.
Trasa navazuje zčásti na Sudetskou/Kladskou Svatojakubskou cestu (Sudecka Droga Św. Jakuba: Międzygórze–Lubań) v rámci etapy kladského úseku Vambeřice–Broumov od roku 2014. Dále propojuje trasu Svatojakubské cesty – Východočeské trasy (napojení od Polska, propojení Police nad Metují a Broumova a následná návaznost v Božanově na Vambeřickou cestu). Vambeřicemi navíc prochází Stezka blahoslaveného kněze Gerharda Hirschfeldera v Kladském výběžku.

## Historie a fenomén poutní cesty

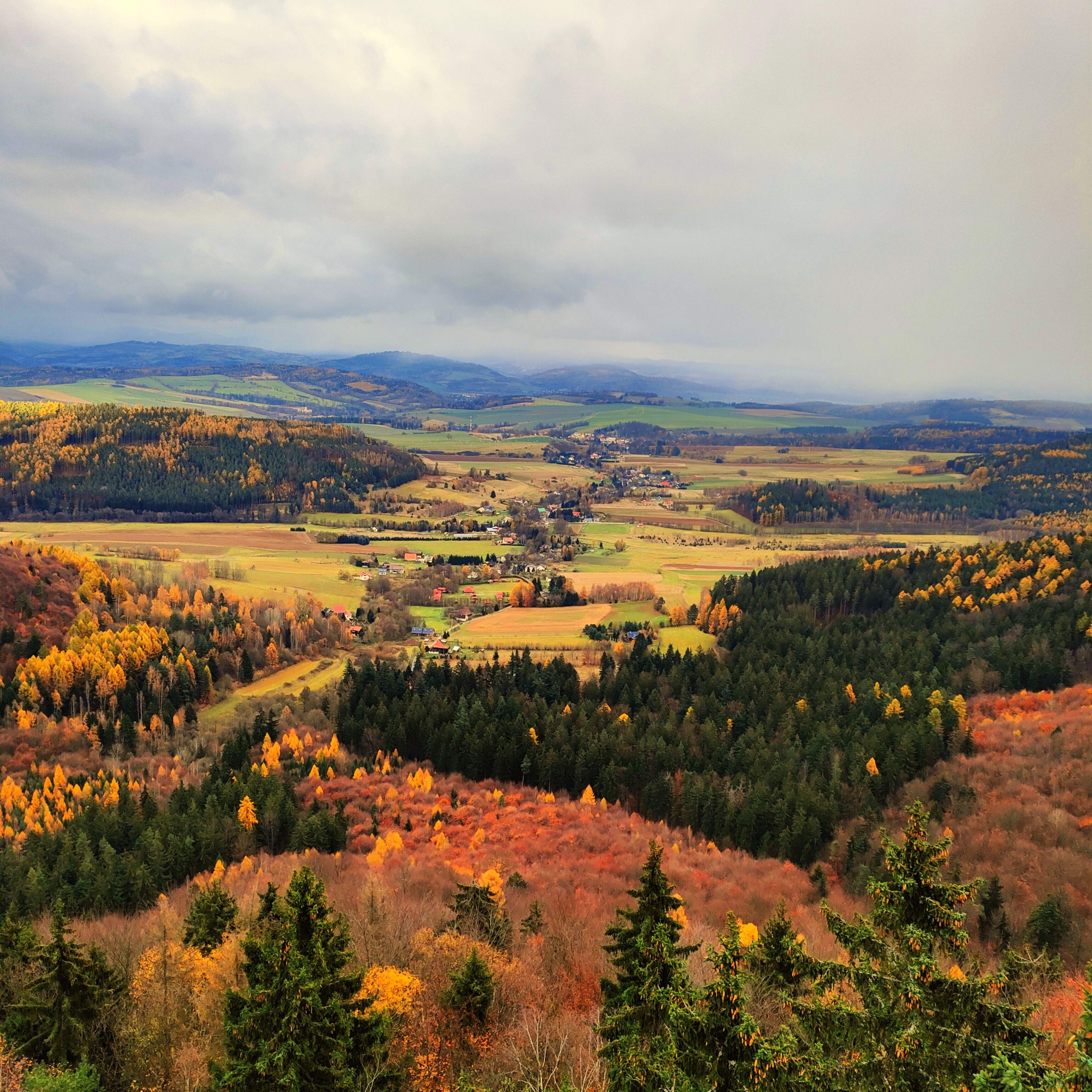
Pohled na Kladskou kotlinu s Vambeřicemi od NP Stolové hory

##### Počátek poutní tradice
Přestože první spolehlivý písemný doklad o Vambeřicích-Albendorfu pochází z roku 1330, počátky mariánské úcty jsou spjaty s legendou o slepém Janovi z Ratna údajně již k 12. století. Na dnešním místě návrší Sijón (Syjon) měl být při modlení zázračně uzdraven zásahem vyšší moci Madony, která byla umístěna uvnitř lipového stromu, a měl být pod ním poté postaven kamenný oltář k roku 1218. Následně od roku 1263 zde prý stával dřevěný kostel jako tzv. Andělská stavba. Od této události je odvozen původ úcty k malé lipové milostné gotické sošce (dnes označované jako Vambeřická Královna rodin a patronka kladské země) vysoké jen 28 cm, pocházející ze 13. či 14. století. Problematická je však existence fary ve Vambeřicích v předhusitském období (kostel Navštívení Zázračné Panny Marie k roku 1418). Není zcela prokazatelná a byla narušena husitským vpádem do Kladska, nicméně od 15. století se již jednalo o významné poutní místo (původně šlo o zemědělskou ves). Zmiňováni jsou i četní poutníci z českých zemí k 16. století. Následně je až k roku 1512 spolehlivě zmiňován kamenný chrám vybudovaný rytířem Ludvíkem Pannwitzem, ale bohužel byl poničen švédskými vojsky za třicetileté války roku 1645.

##### Procesí a zlatá éra Slezského Jeruzaléma
Po udělení buly pro poutní slavnost roku 1718 papežem Klimentem XI. začal význam poutního areálu areálu rapidně vzrůstat. Následně po výstavbě baziliky (viz níže) vznikla na konci 17. století poutní cesta z Broumovského výběžku. Vedla z Police nad Metují do dolnoslezských (kladských) Vambeřic kolem Broumovských stěn a úpatí Stolových hor. Tuto trasu dodnes honosně dotváří četná zastavení v podobě soch a křížů pocházejících z konce 18. století a zejména z 19. století, které vznikaly spontánně na pozemcích zdejších majitelů. Zároveň posloužily jako vhodné místo pro odpočinek vzhledem k náročné horské cestě, kterou museli poutníci překonat. Ačkoliv Vambeřická cesta nepatřila v Čechách mezi nejvýznamnější, posloužila jako efektivní nástroj lokální rekatolizace v rámci diecéze královéhradecké a upevnila postavení katolíků v jinak luteránském Pruském Slezsku.

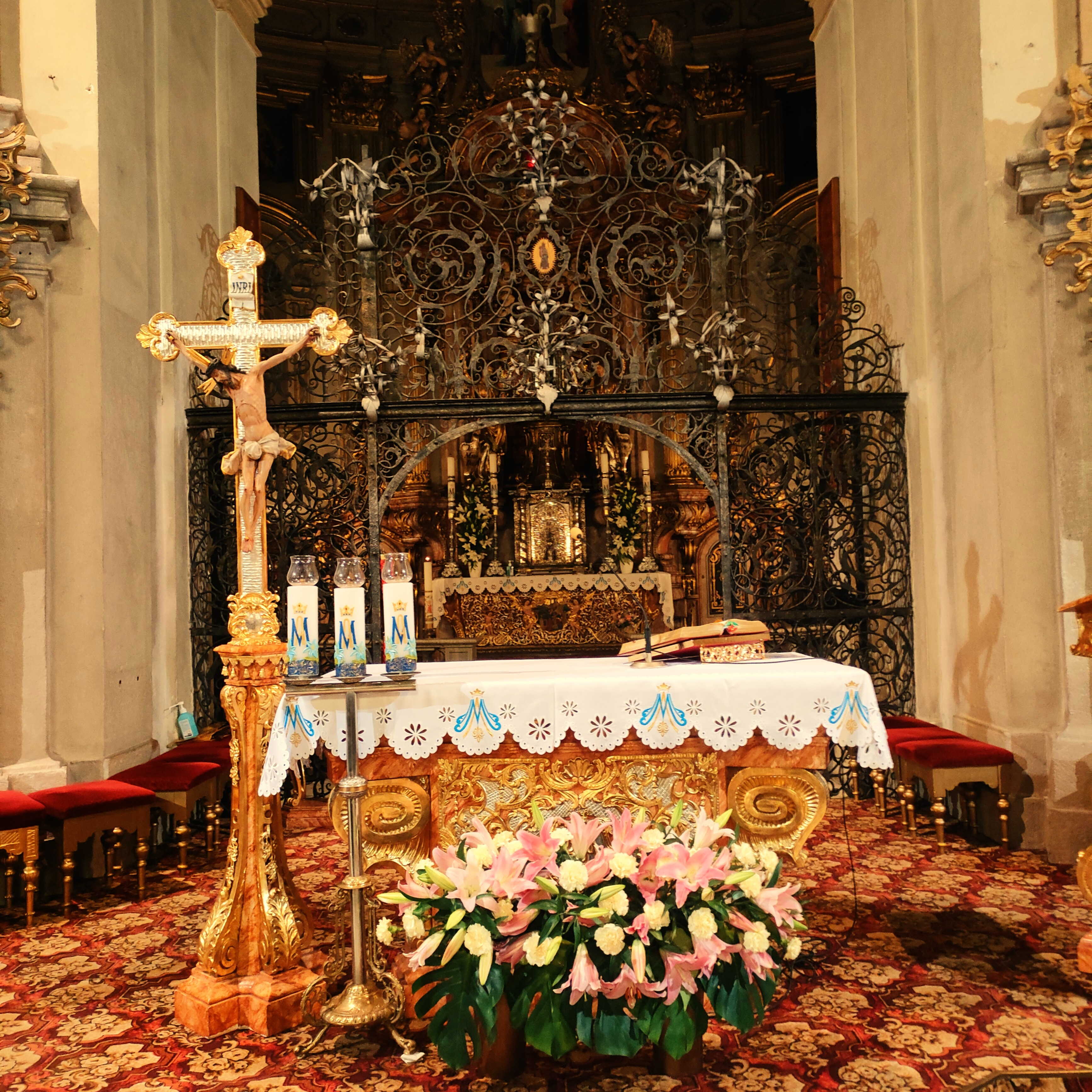
Oltář vambeřické baziliky Navštívení Panny Marie

Organizovaná barokní procesí byla nejrozsáhlejší na počátku 1. poloviny 18. století. Již roku 1738 máme doklad o velkolepém pompézním pětidenním procesí (kolem 4 500 poutníků) z horlivého podnětu opočenského pána Rudolfa Josefa z Colloreda, který důrazně potíral protestantské tendence, navíc stavěl nové kostely. Pouť vedl na své náklady z Opočna přes Dobrušku, Olešnici v Orlických horách, Dušníky a Vartu, chtěl totiž přijmout zejména mladší lid ke katolictví. Každoroční tradice počínala dva dny před Navštívením Panny Marie (2. července, vycházelo se tedy 30. června), k roku 1744 je pak zmínka evidující 1 348 poutníků, což dokládá postupný úpadek. Procesí mělo jasný řád a stanovená pravidla, kterými se řídilo. Zároveň však bylo narušováno v letech 1740–42 slezskými války (zásadní zabrání území Kladska Pruskem, předtím bylo po šest století součástí Českého království) a ani promyšlená pompa zprvu zcela nenaplnila svůj potenciál. Naprosto zásadním důsledkem počátku tradice bylo však rozšíření putování do Vambeřic v rámci celé severovýchodočeské oblasti, kdy opočenské panství vytvořilo vzorný předobraz rekatolizace.

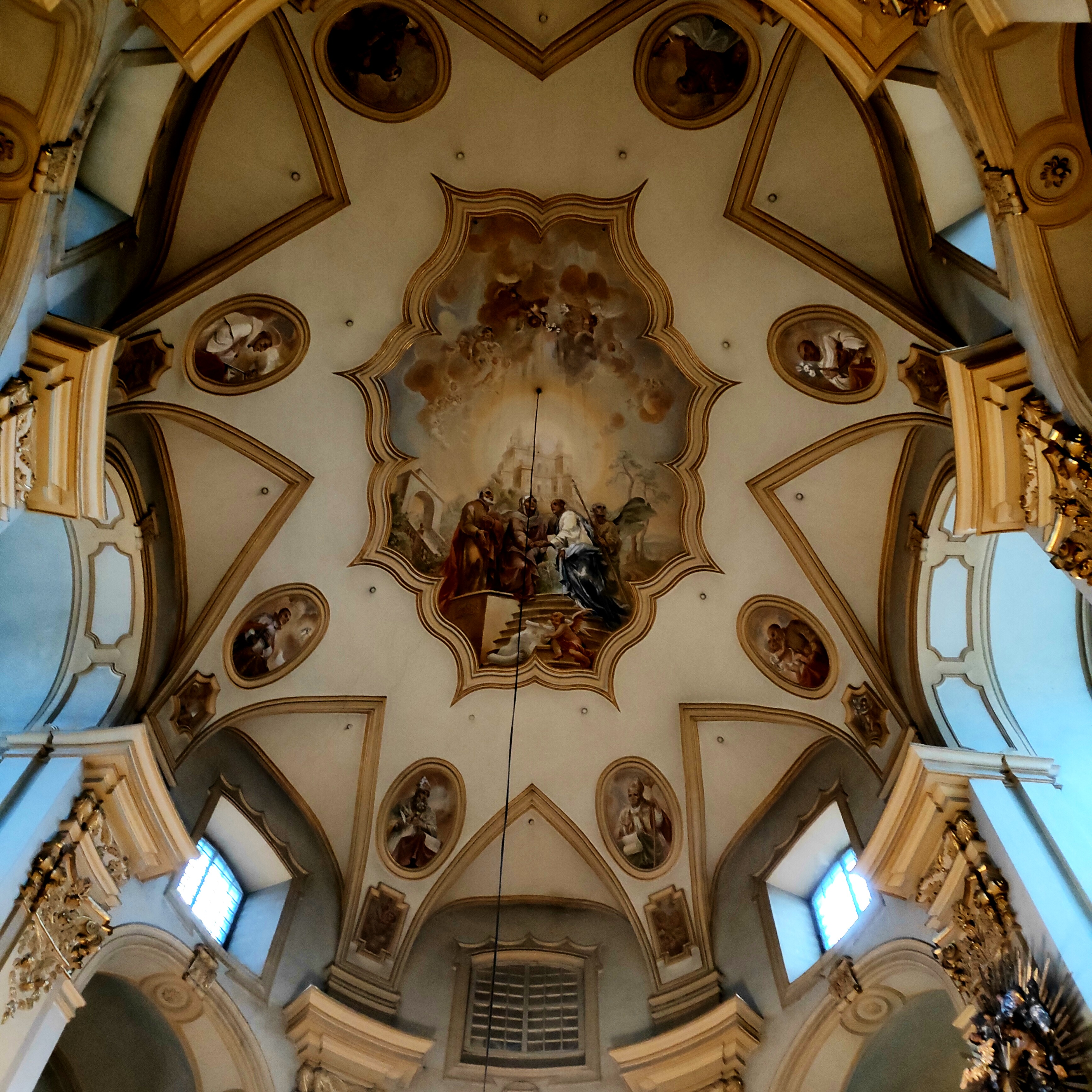
Interiér jednolodní vambeřické baziliky (kopule)

V 18. století se pravidelně na Velký pátek konaly v Polici nad Metují pašijové hry spojené s procesím na nedalekou dominantu Ostaš. Oblíbené bylo taktéž putování do Teplic nad Metují, Svatoňovic (křížová cesta Mariánský sad), Vernéřovic, Rokole či k poutní kapli Hvězda. Poutníci z Broumova pak směřovali trasu do Vambeřic přes Martínkovice a Božanov. Mnozí poutníci (především z Opočenska a Dobrušska) se však vydávali i přes zemskou bránu u Náchodu do Kladské kotliny ke Kladsku a Vartě (Bardu), následně přicházeli až do Vambeřic. Tradičními výchozími body byly však Police nad Metují, Suchý Důl a Machov. V 18. a 19. století poutníci z českých zemí směřovali své kroky do nejrůznějších vzdálených míst i mimo Vambeřice a Vartu. V případě Slezska se například jednalo o Čenstochovou či Kalvárii Zebřidovskou. Prostřednictvím lidové slovesnosti vznikaly i četné lidové písně.

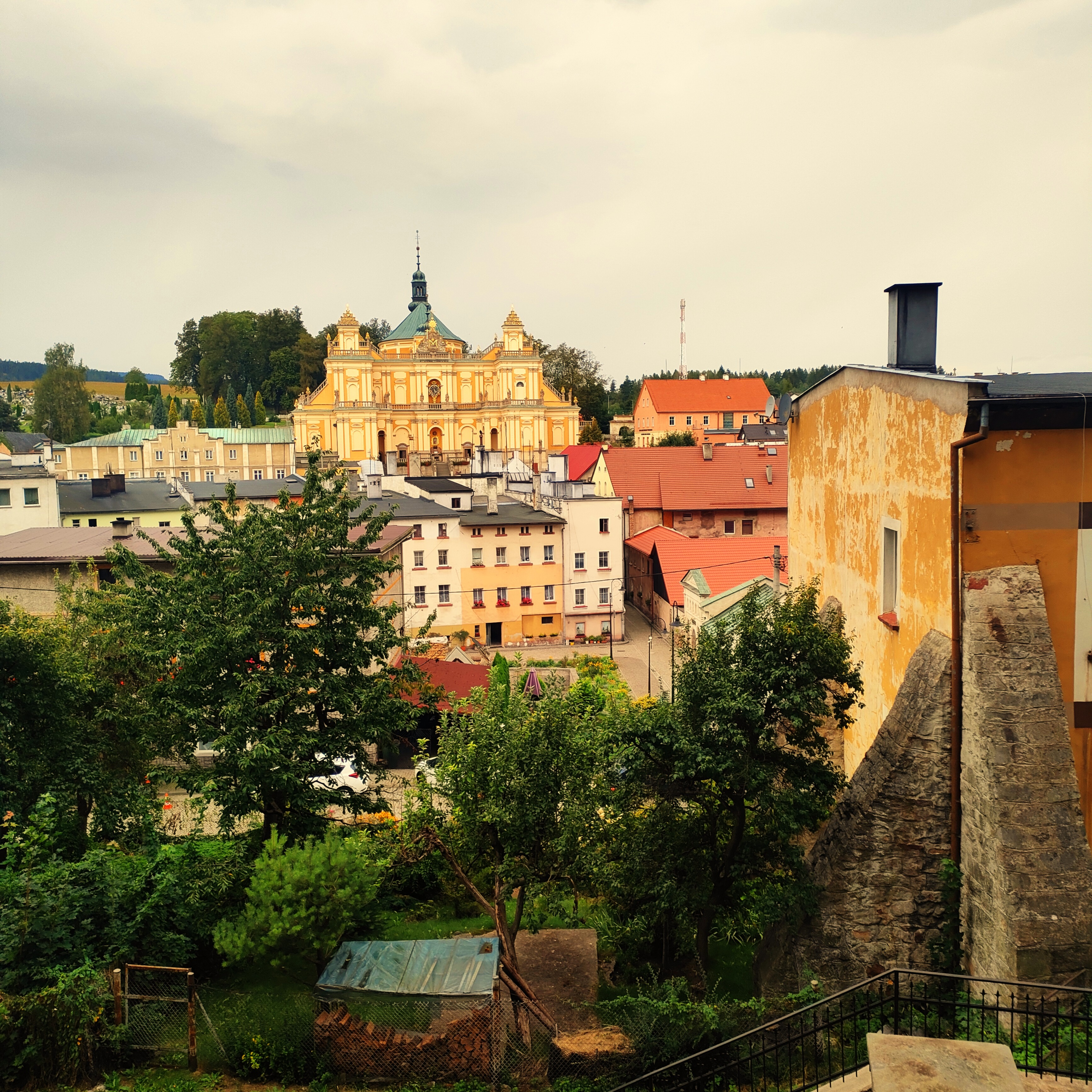
Výhled na poutní areál ve Vambeřicích

##### Dočasný úpadek
Útlum nastal během ustanovení tereziánské a josefínské církevní politiky, která prosazovala výrazné omezení konání vícedenních poutí a velkých procesí. Pozoruhodné je však to, že na místní úrovni docházelo k soustavnému porušování nařízení a částečně se tak nabourávaly reformní snahy. Zároveň se díky tomuto kroku výrazně rozvinulo lokální poutnictví. Přestože byla tradice poměrně rychle obnovena, již nikdy nedosáhla své plné okázalosti dob minulých v podobě velkolepých barokních procesí. Navíc probíhaly i snahy o vyčlenění Kladska z arcidiecéze pražské (diecéze královéhradecké) a jeho připojení k diecézi vratislavské ve Slezsku. V Kladsku tak docházelo ke sporům mezi katolickou církví a pruskou vládou zejména v 2. polovině 18. století, kdy byl záměr mít alespoň kontrolu nad katolíky, když se zde reformace nevydařila. Po sjednocení Německa se v Kladsku pak projevuje nacionalismus a česká menšina žila už jen v tzv. Českém koutku (dnešní okolí Lázní Chudoba).

##### Trend poutnictví a rozvoj turismu do Vambeřic v 19. století
Novodobý trend poutnictví a zcela nová éra v rámci Vambeřické poutní cesty, která byla i často zmiňována v krásné literatuře z 19. století, odráží důležité upevnění lidové víry v každodenním životě. Zároveň však dokládá ekonomický charakter v kontextu rozvoje poutního průmyslu a prodeje četných suvenýrů. Mimo romány krásné literatury (Babička, Bylo nás pět, U nás, Frantina) zachytil důvěryhodně malebnou krajinu a fenomén poutě například slavný dobrušský písmák Alois Beer obrazem i slovy. Krajina Kladského pomezí v tvorbě ovlivnila i Františka Kupku, který taktéž do Vambeřic putoval. V 19. století psal o Vambeřicích dále historik Václav Vladivoj Tomek (zde je patrná turistická i duchovní motivace) a František Adolf Šubert. Pro východočeské území byly Vambeřice nadále velice oblíbeným a hojně navštěvovaným poutním místem. Dovršením přechodu od duchovních poutí k turismu byla dokončená výstavba železnice do Meziměstí roku 1875. Dvacetipětikilometrová poutní trasa tradičně počínala u nádražní budovy v Polici nad Metují (historicky však od polického kostela Nanebevzetí Panny Marie, kdy původně měla přibližně 20 km) a směřovala k Broumovským stěnám až do Vambeřic. Areál tak opět zaplnily davy poutníků, nicméně v této době je již nutné hovořit zejména o turistech. Další příliv poutníků umožnila výstavba železniční tratě Dzierżoniów (Reichenbach) – Radków (Wünschelburg) známé jako Sovihorská dráha a v prodlouženém úseku do Radkówa Stolová dráha z roku 1903. 

Lokálně se konala taktéž velkolepá procesí do Suchého Dolu, kde bylo spatřeno zjevení v Šolcově/Ticháčkově lese (údajná série suchodolských zjevení Panny Marie v letech 1892–1895 prostřednictvím dívky Kristiny Ringlové). Suchý Důl tak postihl pozoruhodný fenomén barokního mariánského kultu až na sklonku 19. století. Předcházelo mu šíření lurdského zázraku a byla tak zbudována kaple Panny Marie Lurdské. Putovali zde tisíce poutníků denně i přes nařízený zákaz. Situace byla tak rozsáhlá, že se posilovaly vlakové spoje ze širokého okolí a denně navštívilo poutní místo až na 15 tisíc poutníků. Na Policku tak došlo dočasně k rozkvětu obchodu, kdy stánky kopírovaly cestu z Police nad Metují až do Suchého Dolu. Roku 1893 mělo do Police prý přijít až na 400 tisíc osob. Po roce 1895 tradice hromadných procesí do Suchého Dolu zaniká z důvodů soustavných restrikcí. Nicméně i tak na místu zjevení byla zbudována zelená Ticháčkova kaple v roce 1897. Dalším lokálním poutním místem se stala kaple Panny Marie Lurdské (kaple Nanebevzetí Panny Marie) s léčivým pramenem a křížovou cestou u Božanova (památkově chráněna od roku 2024).

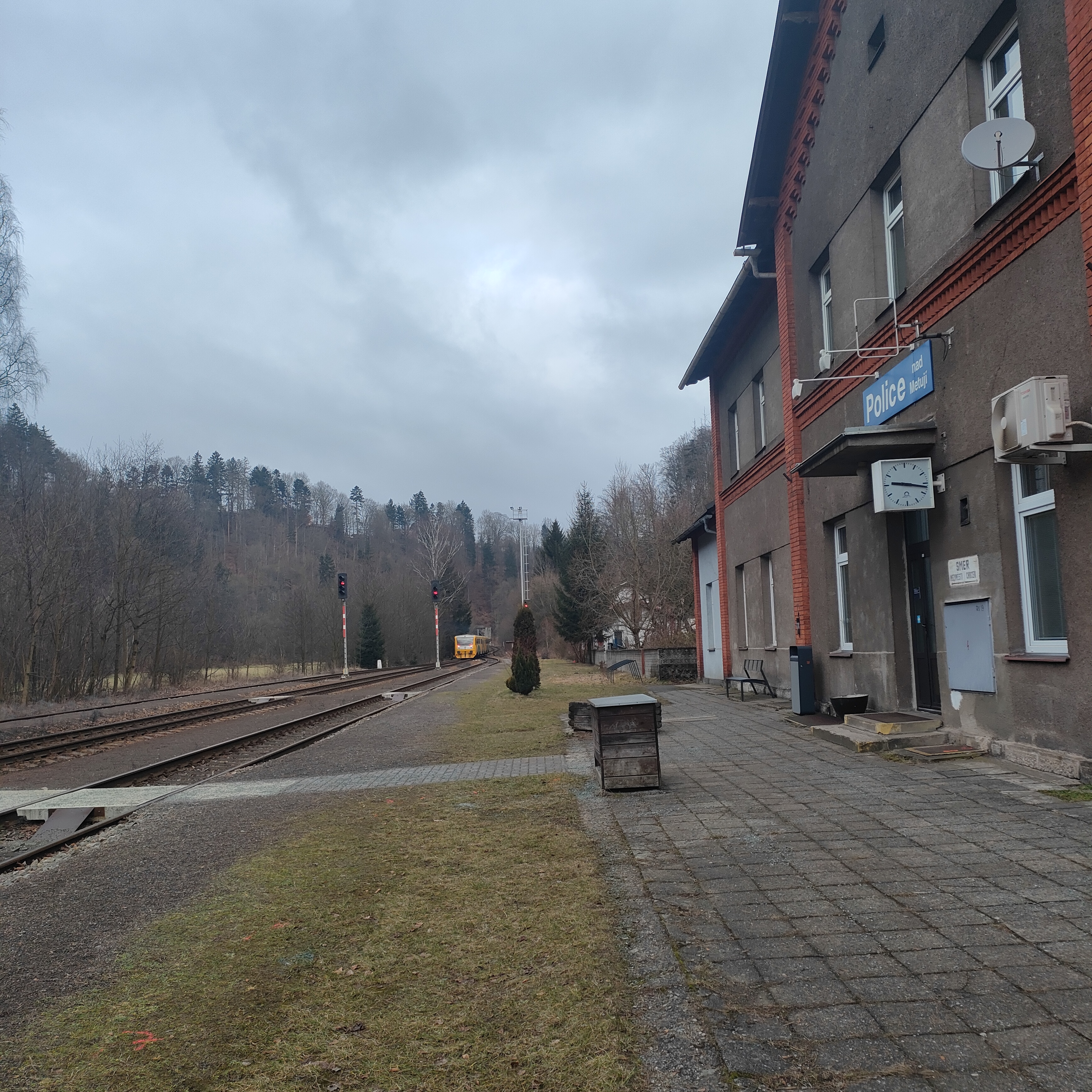
Současný pohled na stanici Police nad Metují (2025)
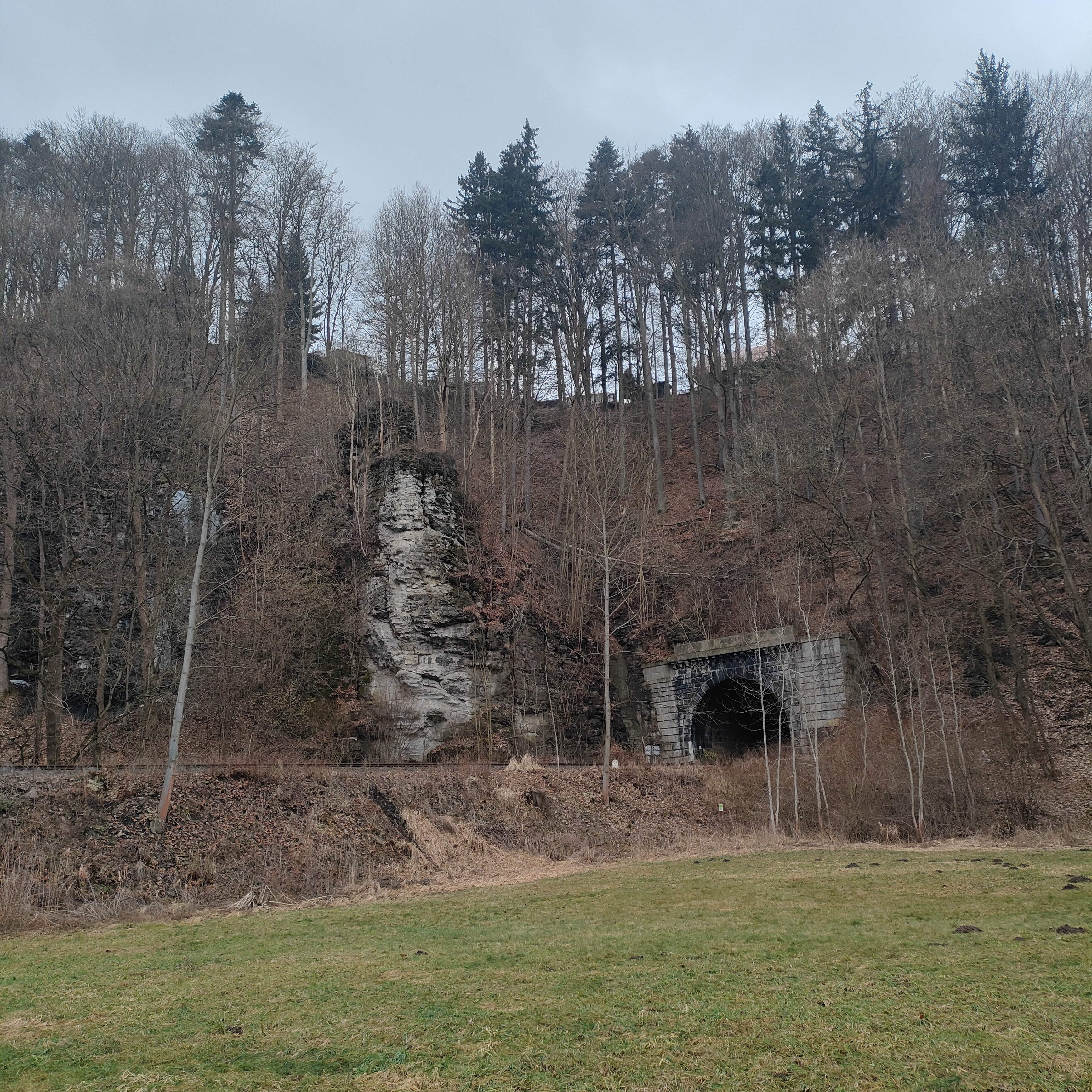
Železnice z Police nad Metují do Meziměstí (Petrovický tunel)
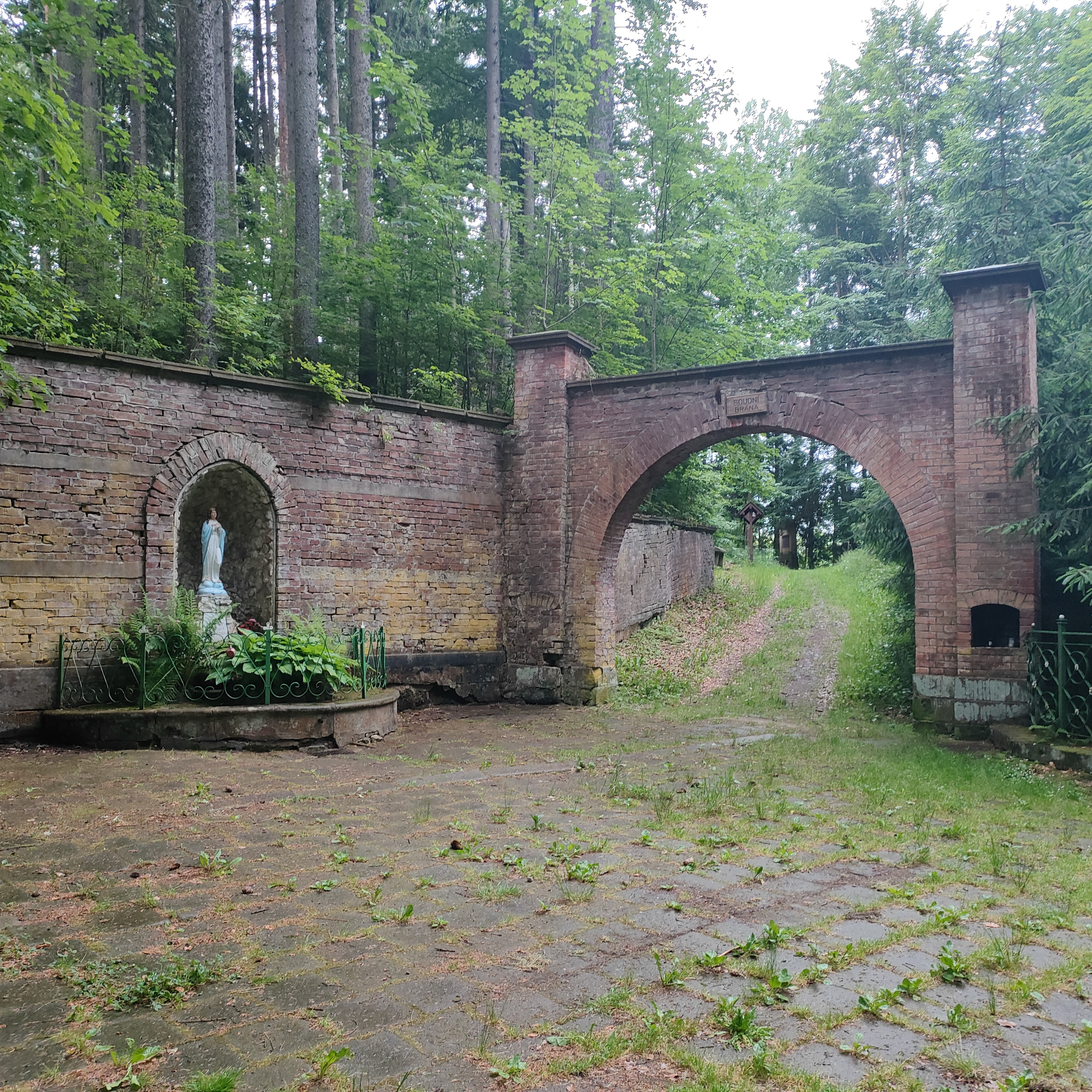
Křížová cesta v Suchém Dole se Soudní branou
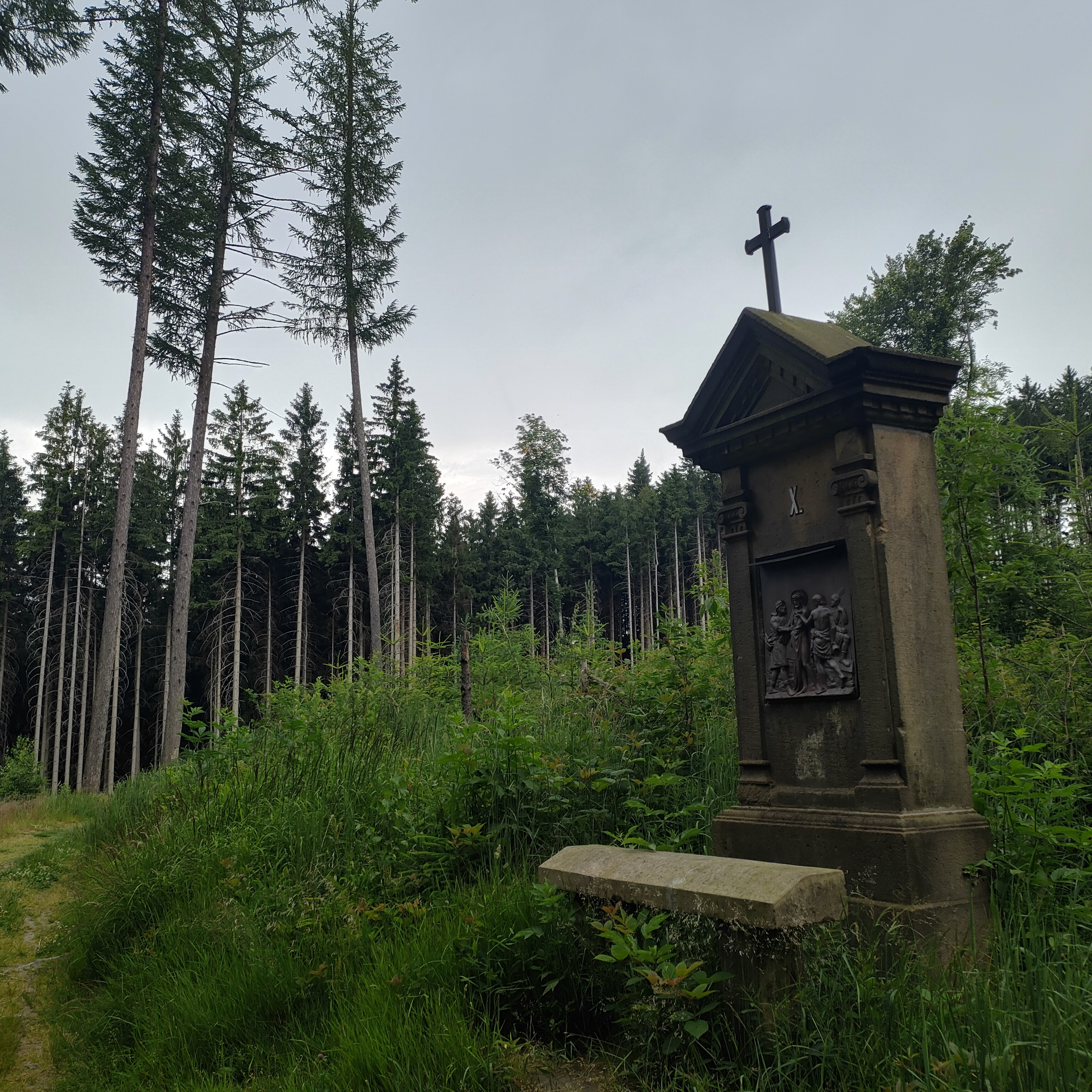
Křížová cesta v Suchém Dole
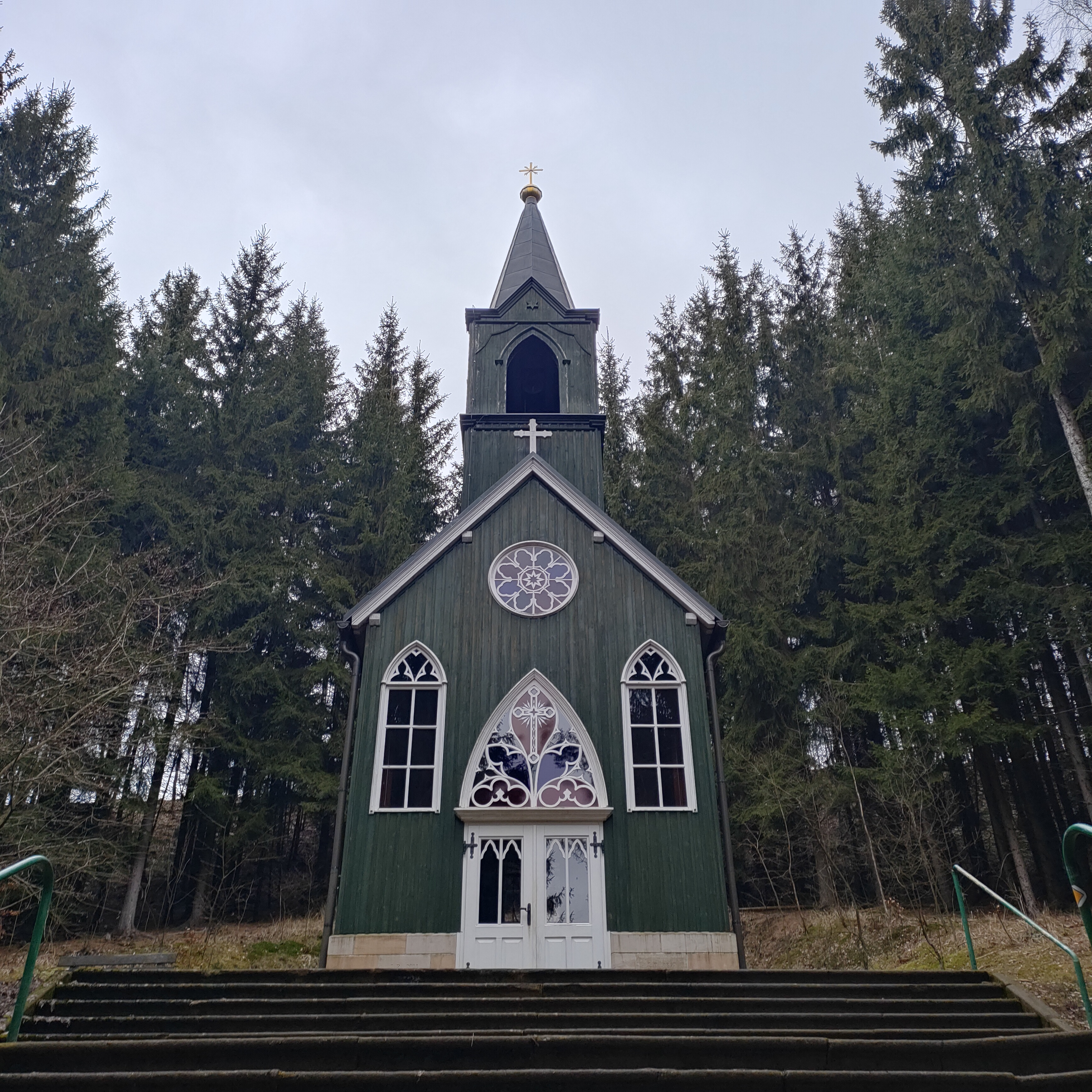
Ticháčkova (Zelená) kaple v Suchém Dole
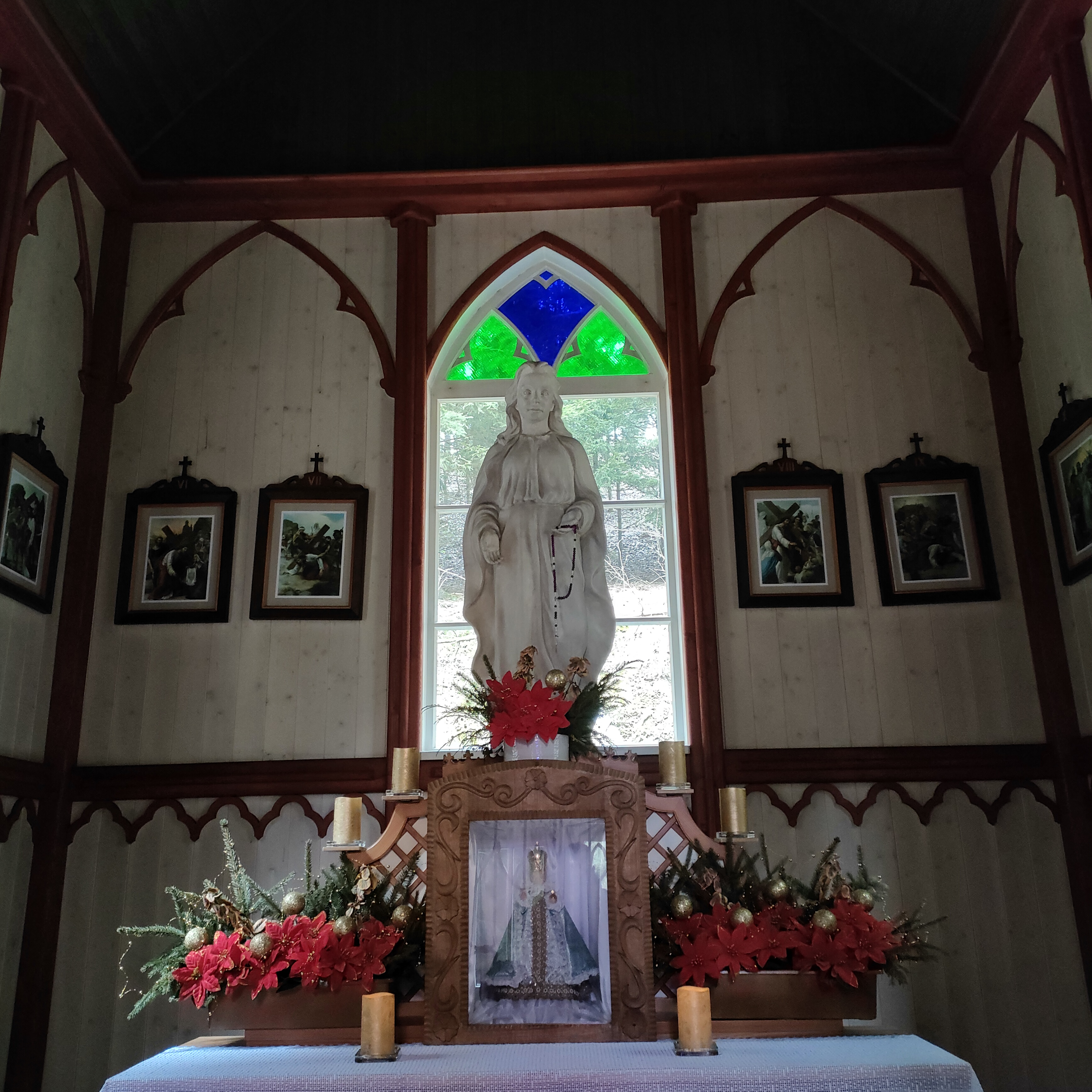
Interiér Ticháčkovy kaple v Suchém Dole
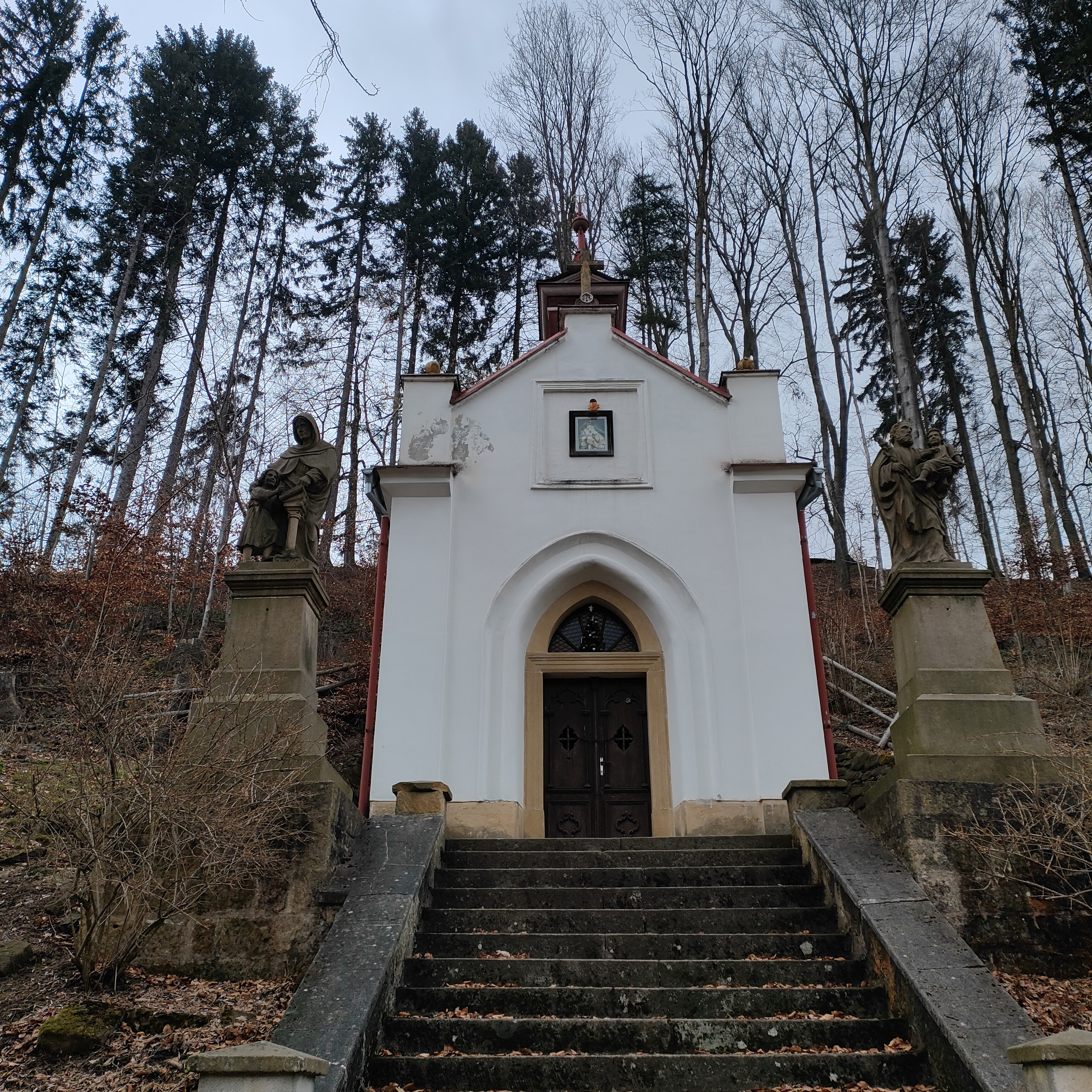
Kaple Panny Marie Lurdské v Suchém Dole
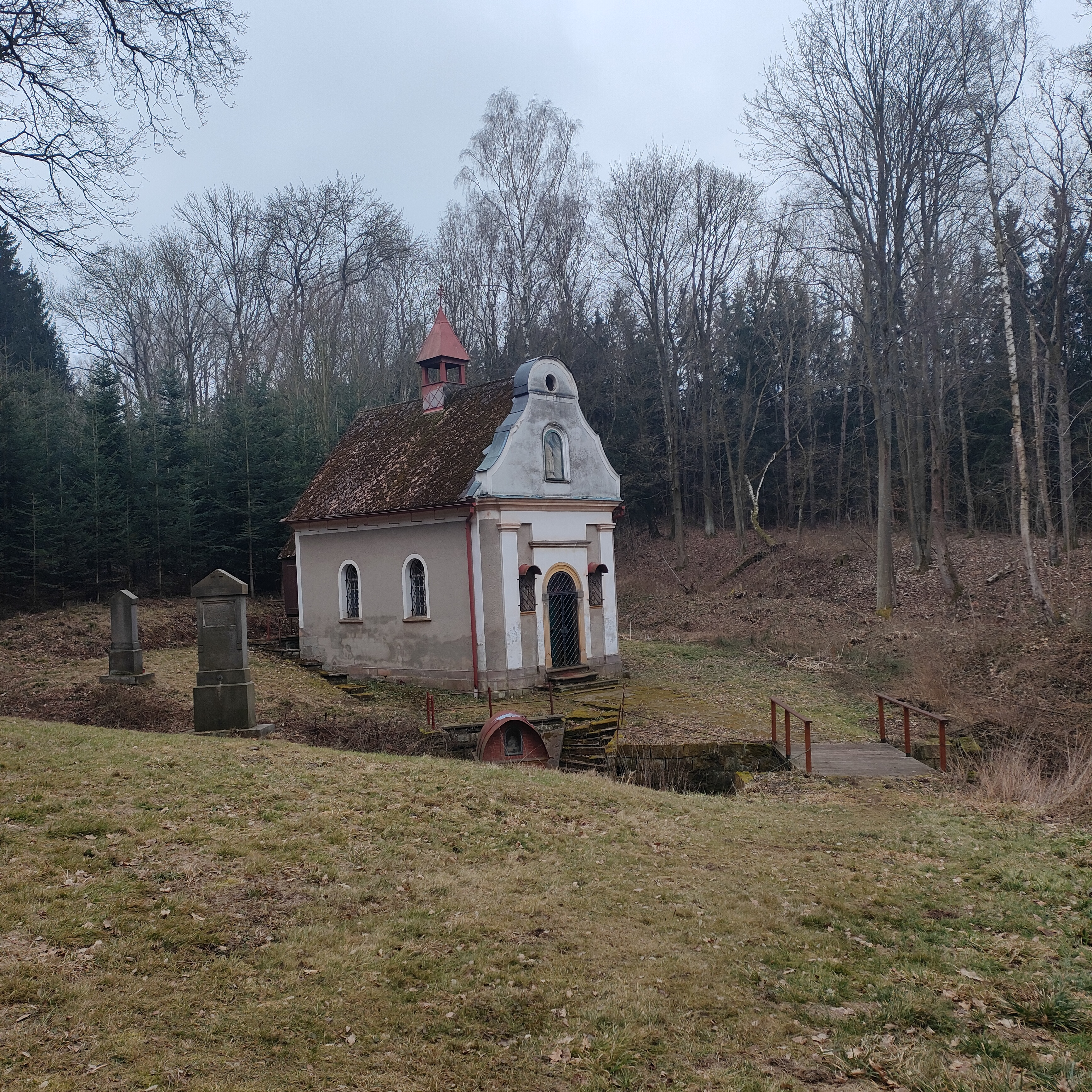
Kaple Panny Marie Lurdské s křížovou cestou (Božanov)

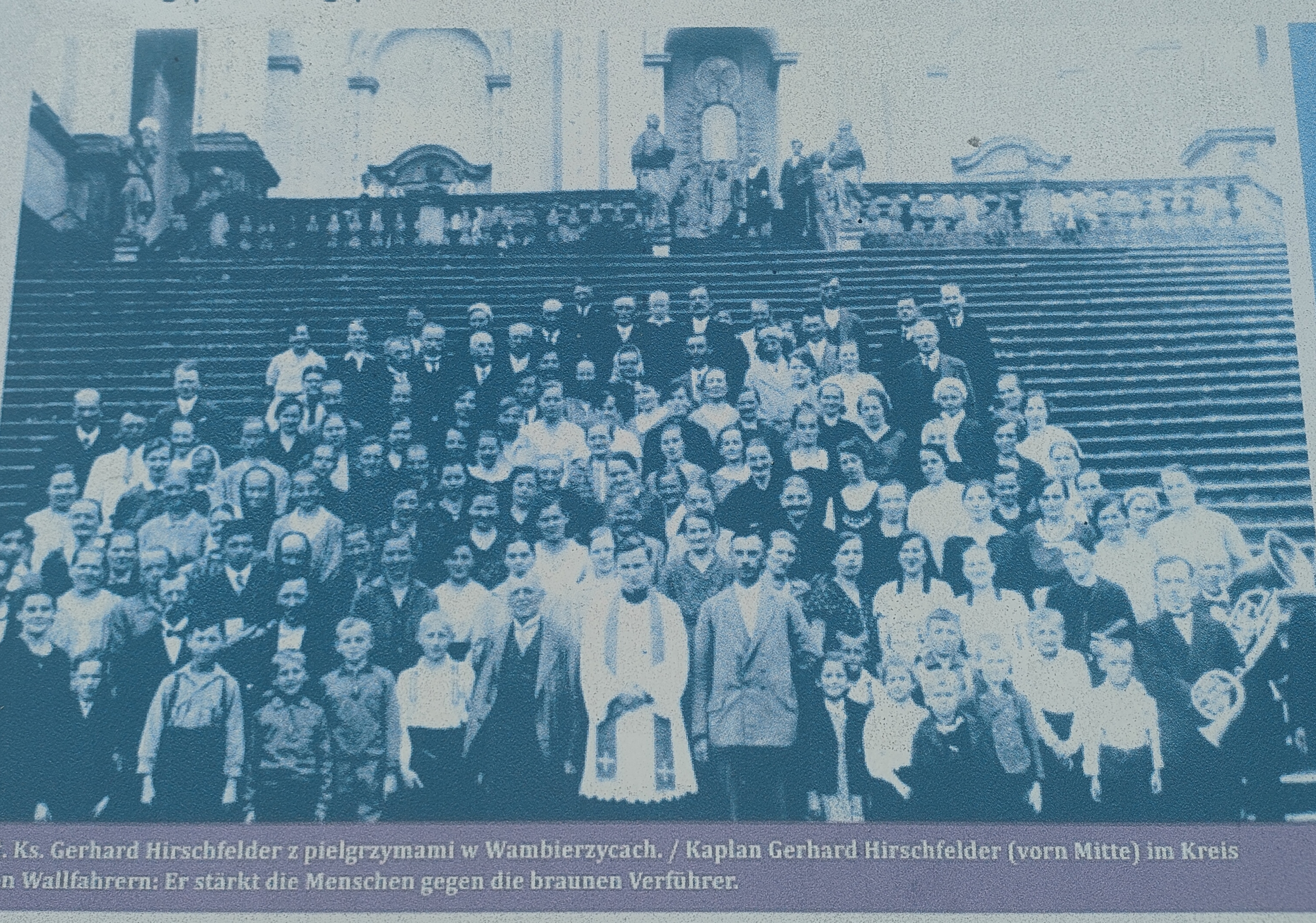
Poutníci před vambeřickou poutní bazilikou s Gerhardem Hirschfelderem (1939)

Ročně do Vambeřic putovalo několik desítek tisíc poutníků, na počátku 18. století se počet pohyboval kolem 80 tisíců, ke konci 19. století se dokonce počet odhaduje na 150 tisíc.

##### Vývoj ve 20. století
Na počátku 20. století bylo putování do Vambeřic stále velice oblíbené a časté. V první polovině 20. století píše o poutích Karel Michl a Josef Zídka. Roku 1936 byl vambeřický kostel povýšen papežem Piem XI. na basilicu minor. Poslední organizovaná vambeřická pouť z Náchodu/Hronovska a z Police nad Metují před uzavřením státních hranic se konala roku 1947 a tradice byla tak přerušena na 55 let. Vambeřická cesta tak pustla a byla částečně poškozena, některé pěšiny navíc zanikly.

## Poutní areál ve Vambeřicích (Slezský Jeruzalém a jeho symbolika)

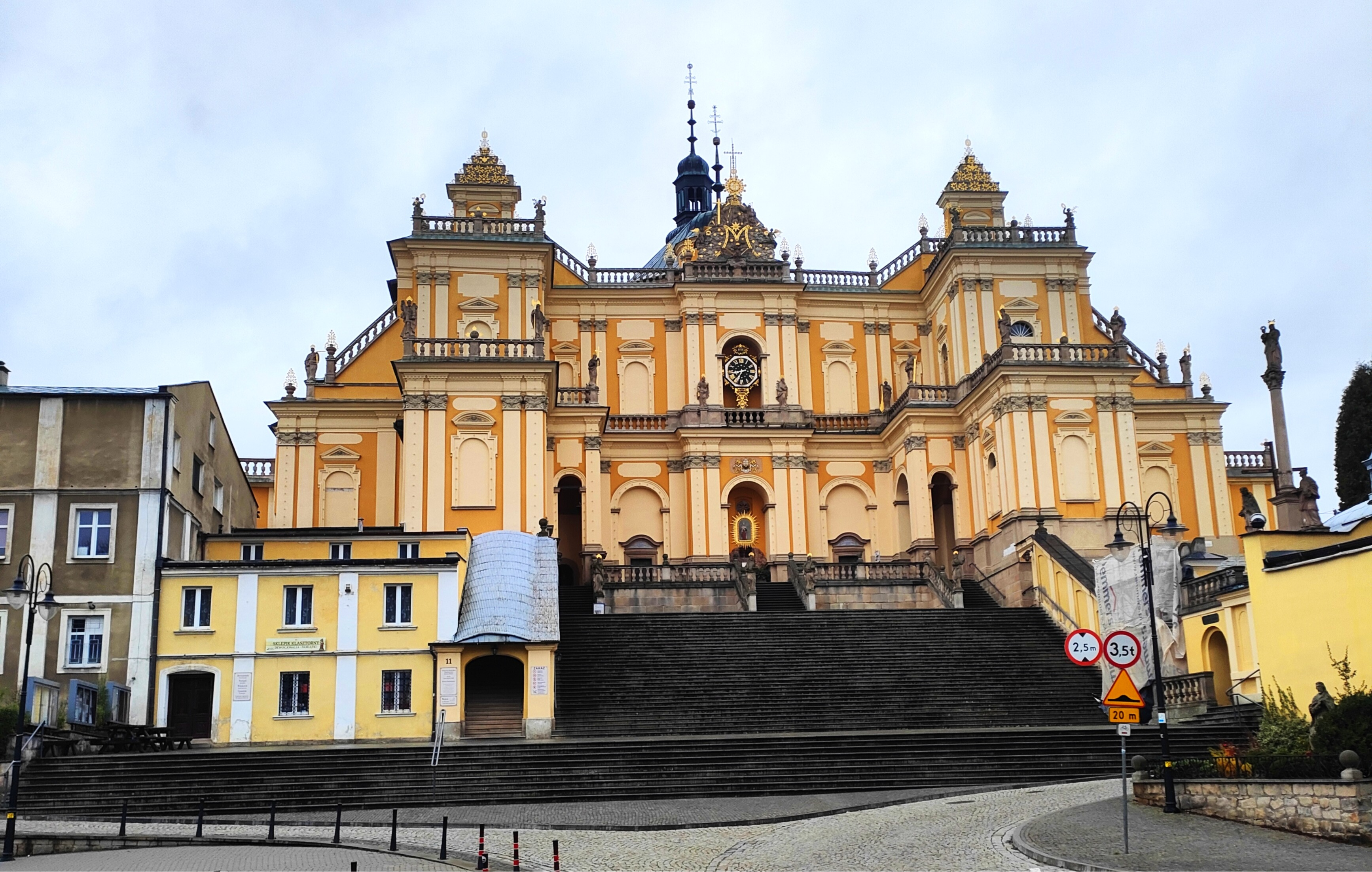
Bazilika Navštívení Panny Marie ve Vambeřicích

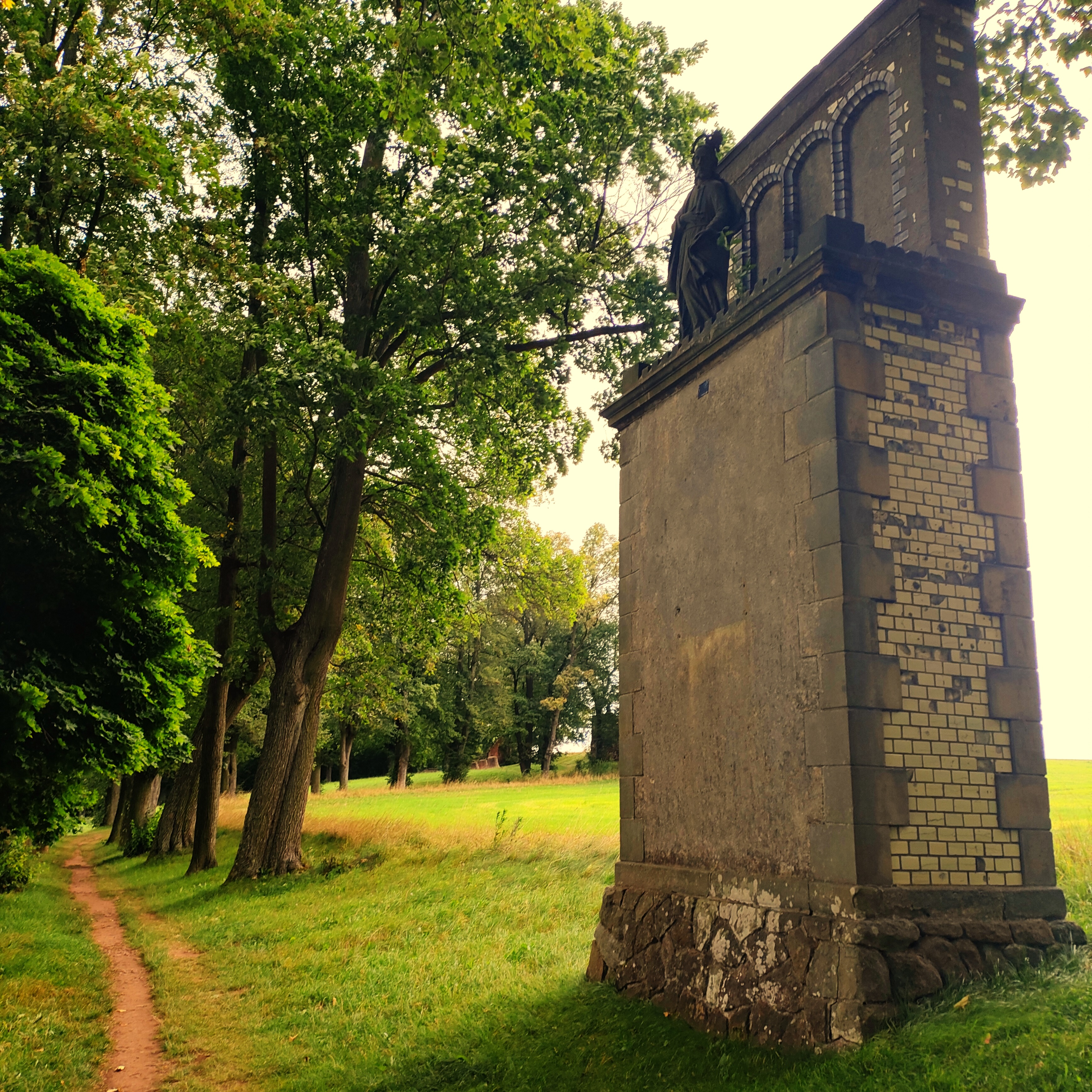
Vambeřická křížová cesta u Kalvárie

Velkolepému projektu výstavby vambeřického chrámu v duchu radikální barokizace předcházely další zázraky. Nejprve se jednalo o léčivý pramen, který měl roku 1678 vytrysknout v těsné blízkosti chrámu, a uzdravil mnoho lidí. Následně o rok později došlo k zajímavému úkazu, kdy měla nad kostelem nadpozemsky svítit sluneční záře. Vambeřický kostel Navštívení Panny Marie (od 1936 s titutem basilica minor) byl vystavěný ve dvou fázích jako symbolický předobraz katolické barokní okázalosti i v návaznosti zázraků na přilehlém návrší Syjon. Majitel dolnoratského panství a nejvýznamnější majitel Vambeřic vůbec, Daniel Paschasius z Osterbergu, přebudoval ves v okázalou kopii Jeruzaléma, o kterém nejednou hloubavě četl. Paschasius lpěl na symbolice – samotné pahorky nad okolní krajinou pojmenoval biblickými jmény Sinaj, Tábor, Oreb a Olivetská hora, centrem obce navíc protékal potok Cedron. Nechal vybudovat skvostnou Kalvárii mezi lety 1683–1708, které vévodil i nově postavený chrám během let 1695–1710 (měl imitovat jeruzalémský Šalamounův chrám). Od roku 1693 se dokonce začaly pořádat oblíbené pašijové hry. Křížová cesta s Kalvárií čítá 16 bran (devět z nich vede přímo od kopcovité krajiny a vytváří systém cest) a 135 zastavení – tvoří tak jednu z nejrozsáhlejších křížových cest v Evropě. Kalvárie měla taktéž silný ikonografický podtext a měla navozovat spojení s Jeruzalémem. Kvůli špatné konstrukci byl však chrám rozebrán již roku 1715 a dochovalo se pouze barokní průčelí.

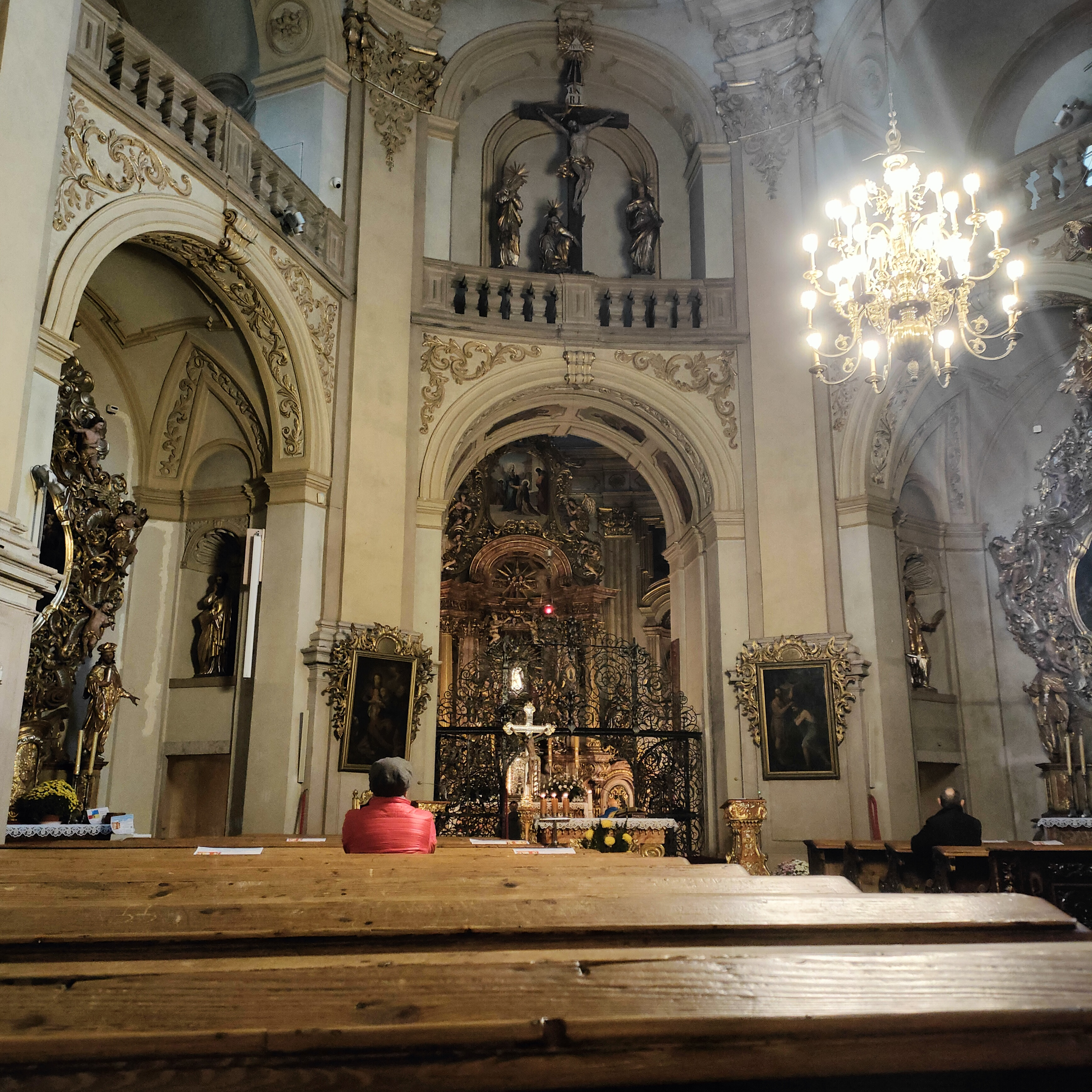
Interiér vambeřické baziliky (svatyně vambeřické Matky Boží, patronky rodin a kladské země)

Za nového majitele Františka Antonína z Götzen vyrostla monumentální stavba na základech předchozího nepovedeného záměru do dnešní velkolepé podoby v letech 1715–1717, s úpravami do roku 1723 (konsekrace roku 1720). Byla tak dokončena proměna v Slezský Jeruzalém, přičemž finální projekt byl v pořadí čtvrtým kostelem. Bazilika vyrostla na osmiúhelníkovém půdorysu. K pozdně barokní mariánské svatyni s mohutným sloupovým průčelím vede mohutné terasovité schodiště s 57 schody, což má také svoji symboliku. Oltář z roku 1720 se zmiňovanou soškou posvátné Vambeřické Madony a kazatelna z roku 1723 jsou dílem Karla Sebastiana Flackera. Příhodné je to, že Panna Maria Vambeřická nebyla po celou dobu vývoje areálu vystavena žádné újmě, symbolicky byla vlastně nedotknutelná.

Na rozdíl od samotné Vambeřické poutní cesty byl tak přilehlý komplex poutního areálu silně komponovaný do krajiny (ucelený kompoziční záměr) a sloužil jako nástroj citového zaujetí poutníků především v období rekatolizace.

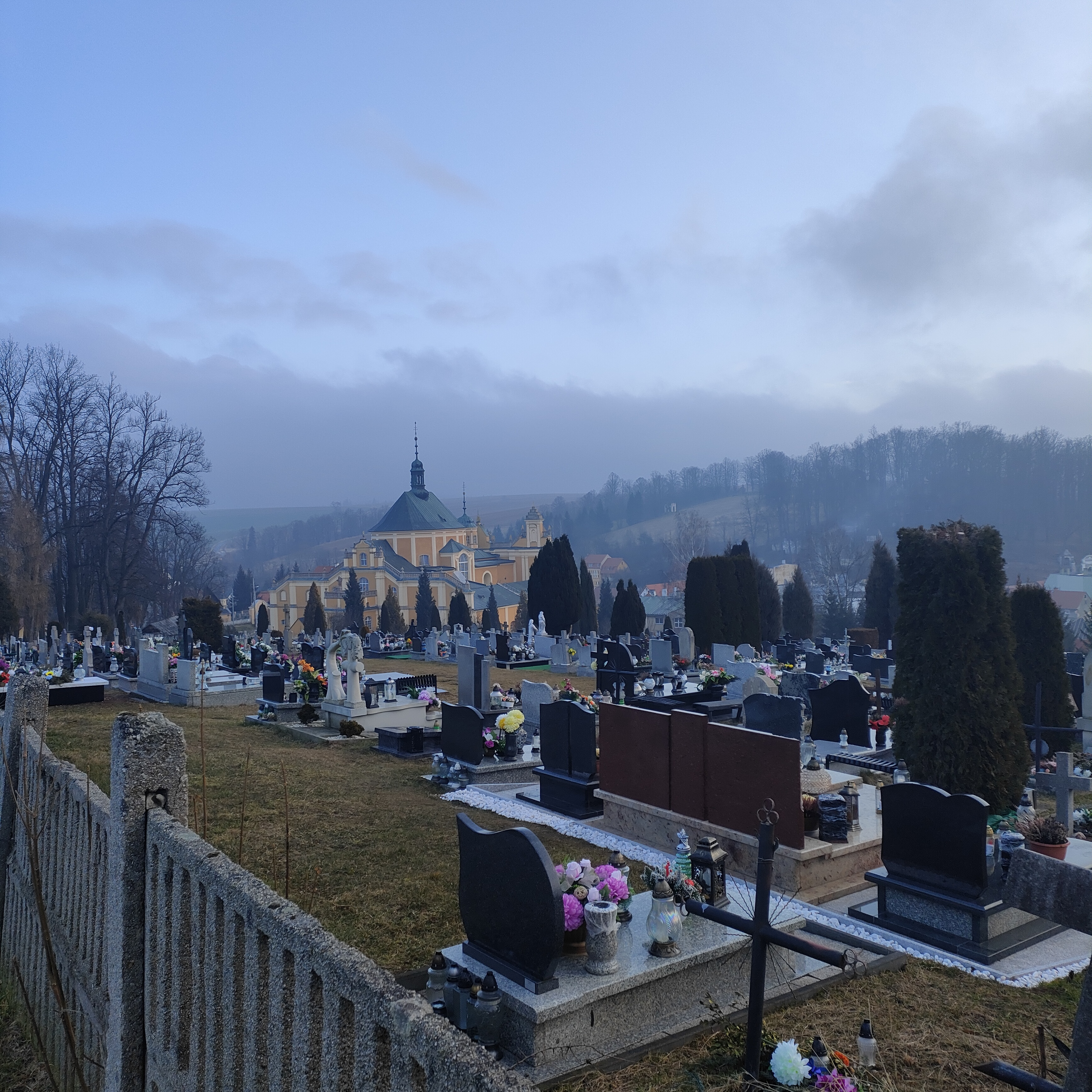
Pohled na vambeřickou baziliku od návrší Syjon
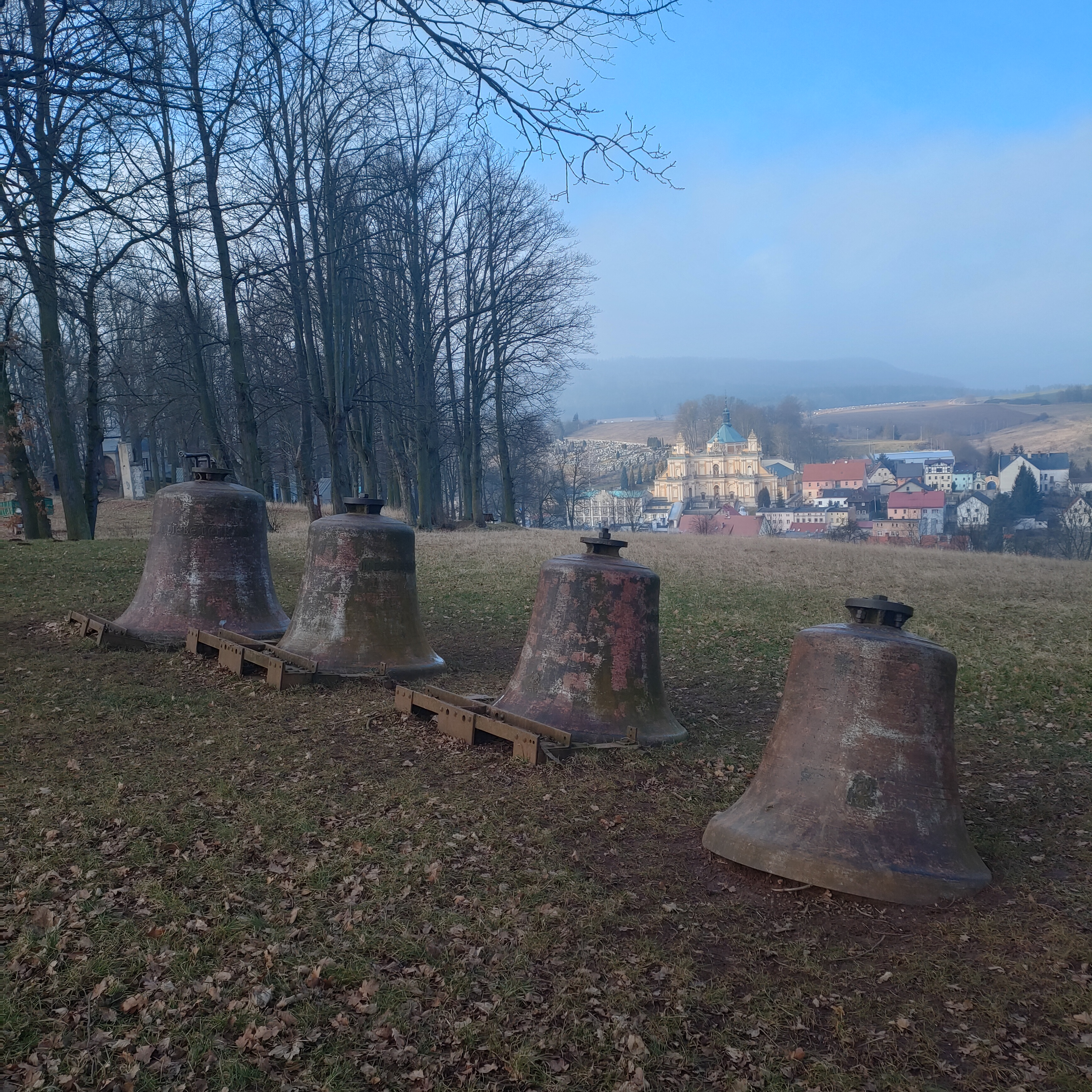
Výhled od Kalvárie ve Vambeřicích
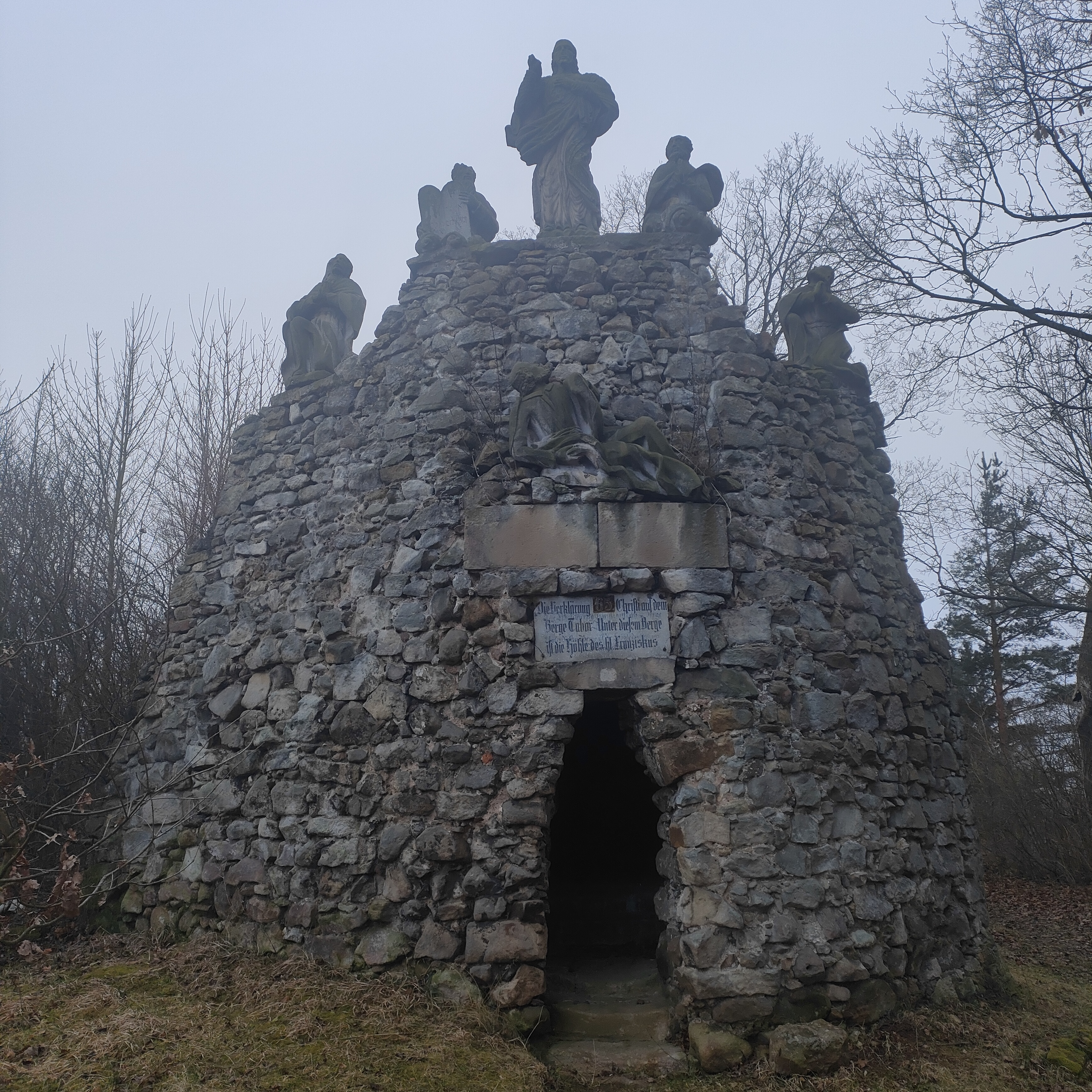
Proměnění na hoře Tábor u návrší Tábor

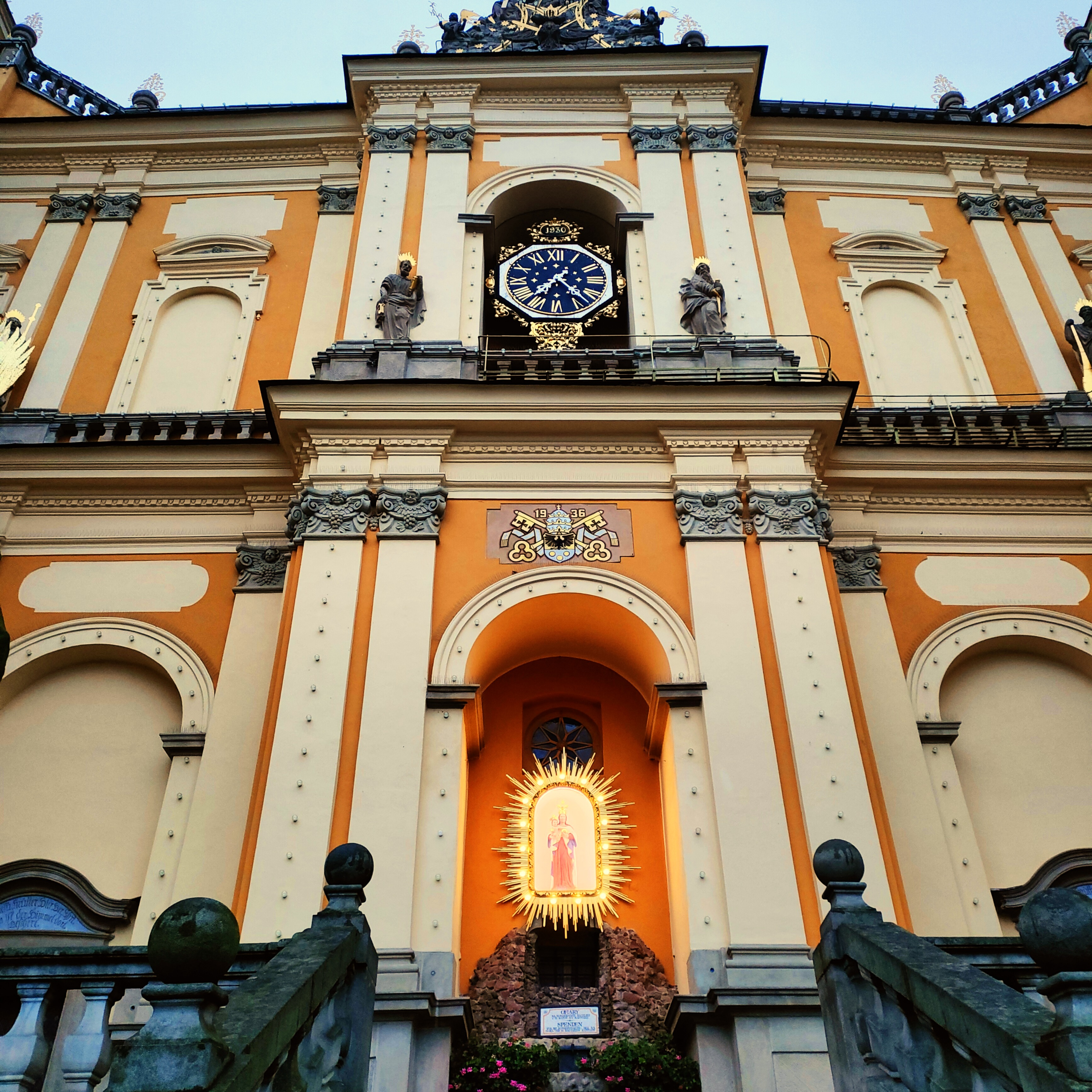
Detail průčelí baziliky Nanebevzetí Panny Marie ve Vambeřicích

## Mariánský kult v Kladsku a v Broumovském výběžku

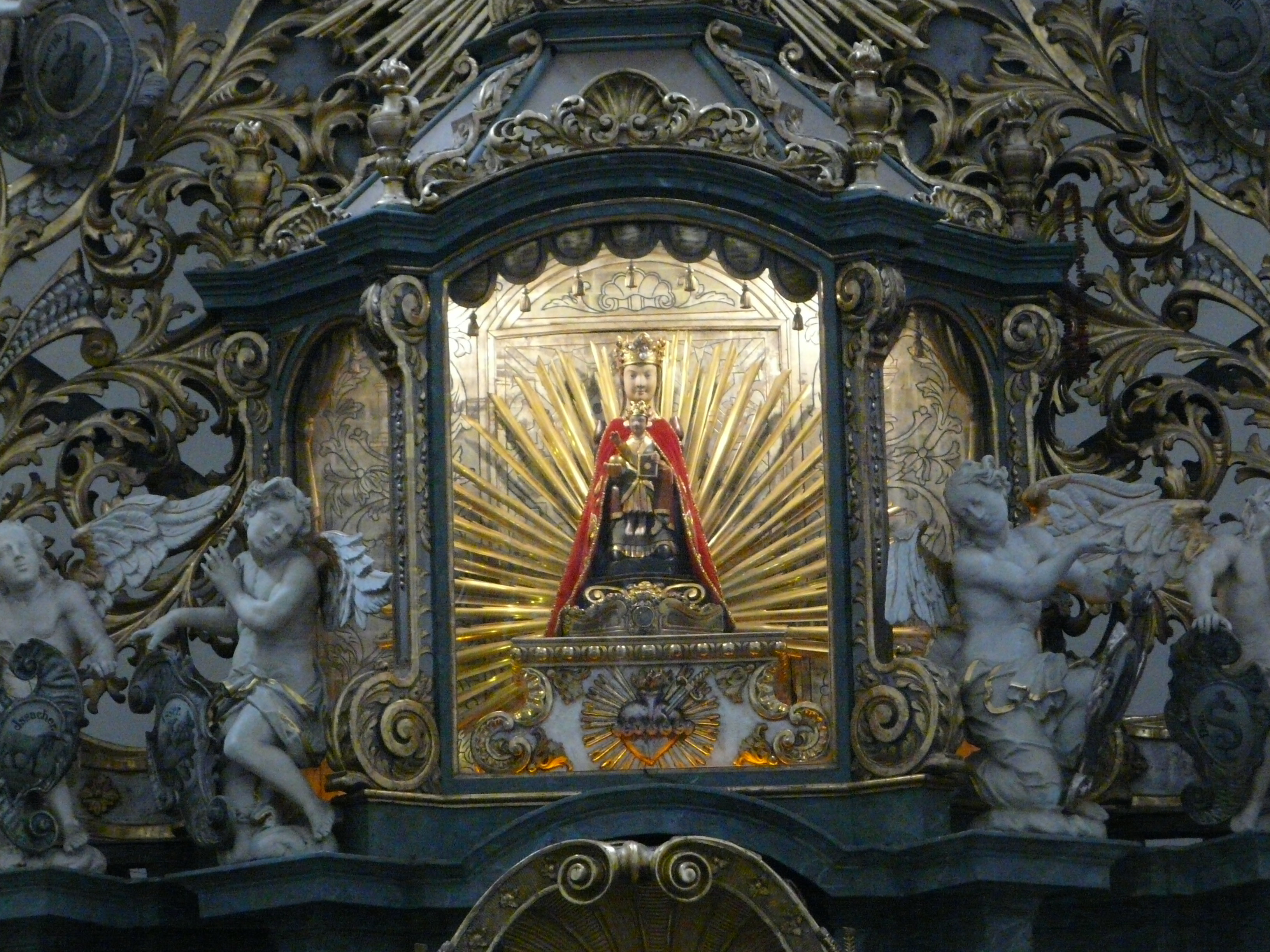
Soška Panny Marie Wartské (Trůnící Madony) v bazilice Nanebevzetí Panny Marie

Kladsko již odedávna představovalo osobitý multikulturní region se spletitým vývojem formování území a národní identity jako takové. Správa území Policka a Broumovska se přelévala jednotlivě mezi spádovou oblast Kladska a Hradecka až do počátku 16. století. Přitom průběh v historickém Kladsku byl ještě komplikovanější. Samotná kulturní krajina mu navíc vtiskla později přízvisko „Boží země”, kterou má ochraňovat slavná patronka Panna Marie Albendorfská (viz výše).
Město Kladsko (Glatz, Kłodzko) bylo centrem silného mariánského kultu, který významně pozvedl první arcibiskup pražský Arnošt z Pardubic jako donátor proslulé deskové malby Madony Kladské. Inicioval taktéž výstavbu zdejšího kostela Nanebevzetí Panny Marie.

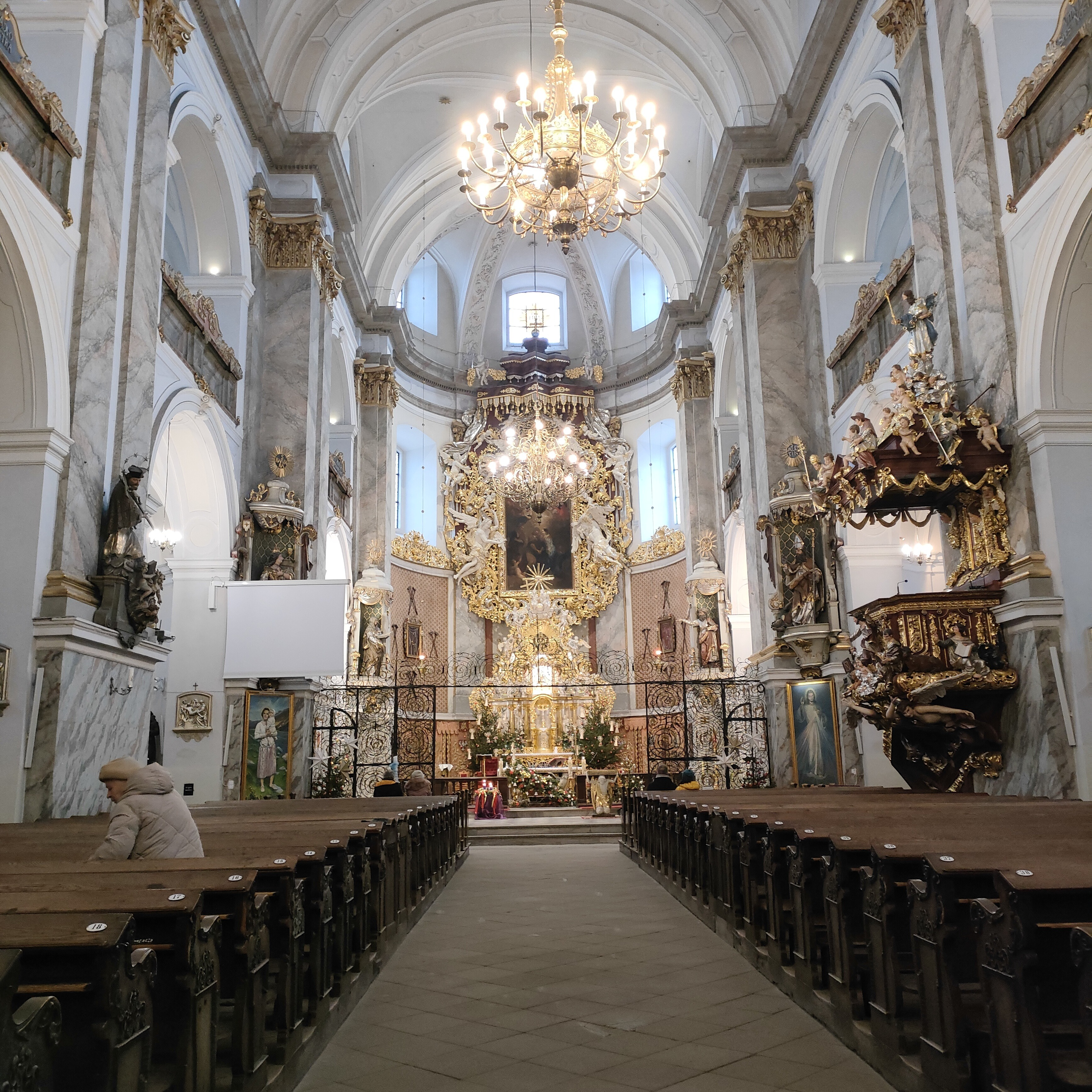
Bazilika Navštívení Panny Marie ve Vartě (Bardu)

I přes významné postavení katolické církve v kladské oblasti se během 16. století proměnila struktura a převažovaly již protestantské fary. Následným primárním cílem habsburských vládců byla rekatolizace luteránského Kladska. Rekatolizační činnost taktéž velice podporovala diecéze královéhradecká, která byla založena roku 1664. Efektivním nástrojem (i za pomoci jezuitů v Kladsku a benediktinů v oblasti Policka a Broumovska) se stalo prostoupení do každodenního života obyvatel prostřednictvím formování barokní krajiny a obnovením staré tradice mariánských legend.
Mariánskou úctu lze doložit v Kladsku a přilehlém Dolním Slezsku příkladem slavné milostné sošky Panny Marie Wartské (Varta, dnešní Bardo) pocházející z 11. století, které je také připisováno mnoho zázraků. Madona Vartská (tzv. Trůnící Madona) je nejstarší dolnoslezskou soškou. Do vzdálenější Varty se pravidelně začalo putovat kolem roku 1585, kdy Poličtí překonali morovou epidemii, a na důkaz poděkování započali putovní tradici.

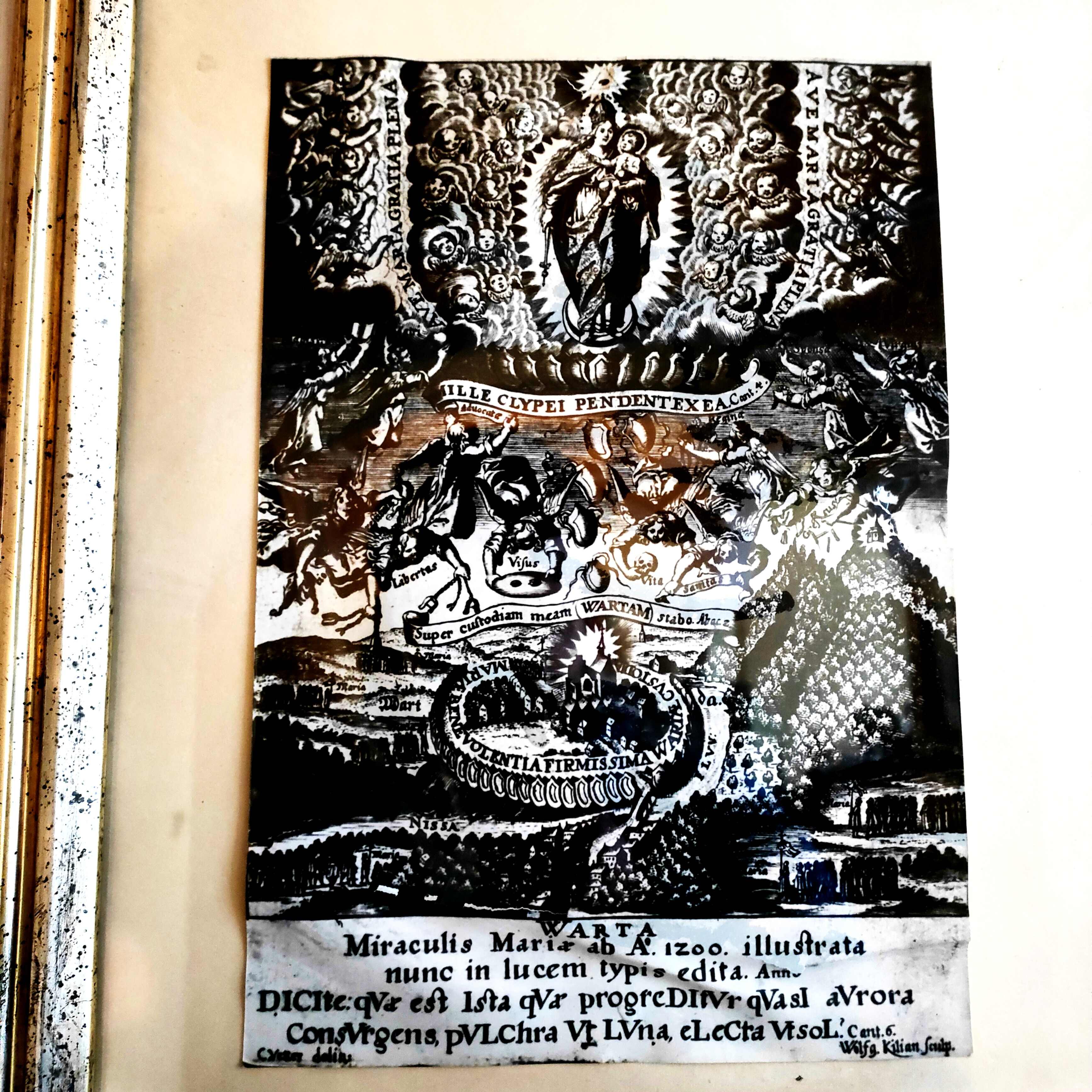
Zázrak Panny Marie Wartské (Muzeum sakrálního umění v Bardu)

Velmi hustou síť lokálních mariánských poutních míst mimo jiné dotvářela Křesobor (Krzeszlów), Nová Ruda (Nowa Ruda), Dolní a Horní Stěnava (Dolna a Górna Ścinawka) či Gořanov (Gorzanów). Stejně tak tomu bylo na Kralicku (Hora Matky Boží, iniciátor biskup Tobiáš Jan Becker), Náchodsku a Broumovsku (broumovský a polický klášter), kde vznikla taktéž monumentální barokní tzv. broumovská skupina kostelů (postavená v letech 1690–1743, např. kostel sv. Máří Magdaleny v Božanově či kaple Panny Marie Sněžné na Hvězdě, dílo Dientzenhoferů). Celá tato soustava posloužila jako efektivní bariéra proti pronikajícím luteránským vlivům ze Sudet do východočeské oblasti. Vambeřická cesta byla vázaná na Policko, Broumovsko, Hronovsko a Dobrušsko-Opočensko (Podorlicko). Často do Vambeřic putovali lidé i z Moravy, především z Hané. Prioritou taktéž byla snaha o citové zaujetí poutníka.
Zajímavá je také úcta kladských katolíků k Arnoštovi z Pardubic, který byl spjatý s krajem, pozvedl i významným způsobem mariánský kult. Jeho osoba se stala symbolem (i přes český původ) a došlo k vystavění nového náhrobku ve zdejším kostele k roku 1870. Až v 19. století proniká mariánská úcta v plném slova smyslu (viz výše).
Basilice minor od roku 1980 vévodí slavnostně korunovaná soška Madony (od této události s titulem Vambeřická Královna rodin a patronka kladské země), která byla s proslulostí poutního místa spjata již od nepaměti. Korunoval ji arcibiskup Stefan Wyszyński. Jednalo se o vůbec nejvýznamnější okamžik v kontextu osmi staletí trvající tradice duchovní krajiny.

## Průběh a trasy poutní cesty
Podrobná trasa:
historická cesta (nejkratší spojnice i přes zaniklé polní cesty, 20,2 km):
kostel Nanebevzetí Panny Marie v Polici nad Metují (původně klášterní kostel) / sloup Panny Marie Bolestné na polickém náměstí – socha sv. Jana Nepomuckého u potoka Ledhujka – socha sv. Václava (snad nejcennější plastika celé trasy, z dílny Maxmiliána Brokoffa) – Vižňový důl: Kříž z červeného pískovce, Švorčíkův kříž, Fulkův kříž, Švorčíkův kříž II – sousoší Korunování Panny Marie – Kohlův kříž – Barešův kříž – Cihlářův kříž – Ringlův kříž – stoupání k Broumovským stěnám – hřeben Broumovských stěn – Pánův kříž – Machovský kříž – Kříž U Veverky – Boží muka u Červené Hory (okraj Božanova) – Studená Voda (Kříž U Studené Vody) – kostel sv. Andreje Boboliho a kostel sv. Doroty v kladském Radkově – kříž u Radkova a další malé sakrální stavby (viz níže) – Nowy Świat (Ratno Dolne) – výklenková kaplička Panny Marie Čenstochové – Kříž nad Vambeřicemi – socha sv. Jana Nepomuckého u Vambeřic – bazilika Navštívení Panny Marie ve Vambeřicích
současná cesta (22,5 km / 22,9 km) / (novodobá trasa, od vybudování železnice do Meziměstí roku 1875, 26,7 km):
(nádraží Police nad Metují, 3,5 km od centra města) – (barokní mariánský sloup Panny Marie Bolestné na polickém náměstí z roku 1707) – kostel Nanebevzetí Panny Marie v Polici nad Metují (původně klášterní kostel) – socha sv. Jana Nepomuckého u potoka Ledhujka a Ledhujský kříž – Suchý Důl-Pohoř – Vambeřická cesta a okolí Kohlova kříže (bílé značení, krátká odbočka) – Barešův kříž – Cihlářův kříž – Ringlův kříž – stoupání k Broumovským stěnám – Pelovka – hřeben Broumovských stěn – Pánův kříž – Machovský kříž – Horní Božanov – kostel sv. Máří Magdaleny v Božanově – Hraniční přechod Božanov / Radków – kostel sv. Andreje Boboliho a kostel sv. Doroty v kladském Radkově – kříž u Radkova a další malé sakrální stavby Svatojakubské cesty (viz níže) – Nowy Świat – výklenková kaplička Panny Marie Čenstochové – Kříž nad Vambeřicemi – socha sv. Jana Nepomuckého u Vambeřic – bazilika Navštívení Panny Marie ve Vambeřicích
| název průchozího bodu trasy (zastavení)               | fotografie lokality | vzdálenost od počátku (km) | vzdálenost od cíle (km) | značení a terén | popis a zajímavosti | poznámky |
| ----------------------------------------------------- | ------------------- | -------------------------- | ----------------------- | --- | --- | --- |
| 1) kostel Nanebevzetí Panny Marie v Polici nad Metují |                     | 0 km                       | 22,5 km                 | počátek trasy u portálu/Selendrova sloupu větvení Svatojakubské cesty a turistických tras, chodník | mohutný kostel ze 13. století (přemyslovská gotika), v 18. století barokně přestavěn, původně náležel ke přilehlému klášteru benediktinů | Městská památková zóna Police nad Metují, kulturní památka |
| 2) socha sv. Jana Nepomuckého nad potokem Ledhujka    |                     | 0,5 km                     | 22 km                   | rozcestí historické cesty, současné trasy a Svatojakubské (východočeské) cesty, chodník/asfalt | pískovcová socha s trojdílným podstavcem z roku 1869 u mostku potoku Ledhujka, lidový projev zbožnosti, přesun od mostku kvůli rekonstrukci roku 2017 | Městská památková zóna Police nad Metují, kulturní památka, nápis: „Muž mlčenlivý a rozumný ctěn bude. Oroduj za nás sv. Jene. Dědiči země české.“                           |
| 3) Ledhujský kříž                                     |                     | 1 km                       | 21,5 km                 | současná trasa cesty, ulice Ledhujská, počátek mírného stoupání z Pohoře, asfalt | železný kříž na mohutném kamenném podstavci zdobeném volutami s datací k roku 1796 | Městská část Velká Ledhuje |
| 4) Kohlův kříž                                        |                     | 3,6 km                     | 18,9 km                 | spojení současné cesty (bílé značení trasy č. 4151) s historickou, vyhlídkové místo na kopci s dominantou krajiny, cyklotrasa/asfalt, cesta od Pohoře | ocelový kříž na kamenném podstavci z roku 1796 vystavěný rodinou Kohlových ze Suchého Dolu, znatelné neodborné zásahy | otevřená krajina CHKO Broumovsko s výhledem na Ostaš a Broumovské stěny, katastr obce Suchý Důl                                                                              |
| 5) Barešův kříž                                       |                     | 4,2 km                     | 18,3 km                 | splynutí s historickou cestou (bílé značení trasy č. 4151) u polnohospodářství, nedaleko rozcestí na Suchý Důl a Bělý, cyklotrasa/asfalt | původní kamenný kříž na podstavci pocházel z roku 1791, současný je již bez korpusu a je ohrazen dřevěným plotem | výhledy na zvlněný horizont s ostrůvkami vegetace, Suchý Důl |
| 6) Cihlářův kříž                                      |                     | 4,8 km                     | 17,7 km                 | historická i současná linie trasy (bílé značení trasy č. 4151), blízko u odbočky směrem na Slavný, počátek stoupání k Polickým stěnám, cyklotrasa/asfalt | kamenný kříž s korpusem a dvěma figurami na podstavci, kamenné sloupky ohraničující kříž, původně z roku 1836 | jeden z nejslavnějších křížů Vambeřické poutní cesty, Suchý Důl |
| 7) Ringlův kříž                                       |                     | 5,4 km                     | 17,1 km                 | historická i současná podoba cesty podél okraje lesa přímou polní spojnicí, bez značení, náročnější úsek se stoupáním a výhledy na okolí | kamenný kříž s korpusem a dvěma figurami na podstavci, ohraničen dřevěným plotkem a kamennými sloupkami, deska s datací k roku 1922 | ke kříži vede odbočka pěšinky přes mladý smrkový porost, porost v bezprostřední blízkosti je pak pokácený, Suchý Důl                                                         |
| 8) Pánův kříž                                         |                     | 7,6 km                     | 14,9 km                 | historická i současná podoba cesty, napojení na prosté značení stezky Wambeřické spojovací (5. zastavení) a dnešních turistických tras u Pelovky (Kamenná cesta, červená trasa Hřebenovka), stoupání k Polickým stěnám, horská lesní cesta (zalesněný hřbet Broumovských stěn) a cyklotrasa/asfalt | v lese umístěný kovový kříž u rozcestí tří turistických tras, pískovcový podstavec umístěný na skalnatém útvaru, kříž z roku 1827 | okraj pásma ochrany NPP Polické stěny, tradiční místo odpočinku poutníků i turistů (nedaleký přístřešek), nejvyšší bod celé Vambeřické poutní cesty (724 m n. m.), Suchý Důl |
| 9) Machovský kříž                                     |                     | 9,1 km                     | 13,4 km                 | historická i současná podoba cesty, červená turistická trasa a křižovatka cest v lesním horském prostředí, klesání pod Božanovským Špičákem, počátek historické kamenné dlažby | kamenný kříž s korpusem, reliéf Panny Marie s kamenným podstavcem, umístění u horského sedla, datace k roku 1859 | nedaleký (80 m) hraniční přechod Machovský kříž / Pasterka, tradiční místo napojení poutníků z Machova, Machov                                                               |
| 10) Kostel sv. Máří Magdaleny v Božanově              |                     | 13,6 km                    | 8,9 km                  | historická cesta (kamenná dlažba) modré turistické trasy přechází ve vesnickou zástavbu podél komunikace, prudké klesání k obci Božanov, dominantou krajiny je Božanovský Špičák, větvení trasy | pozdně barokní kostel patřící do unikátní broumovské skupiny kostelů, který byl postavený v letech 1735–1743 Kiliánem Ignácem Dientzenhoferem, přilehlý kostelní hřbitov | kulturní památka, nepřehlédnutelná dominanta Božanova, tradiční místo napojení poutníků z broumovské farnosti                                                                |
| 11) kostel sv. Andreje Boboliho v Radkově             |                     | 17,7 km                    | 4,8 km                  | současná trasa vedoucí přes hraniční přechod Božanov / Radków s mírným stoupáním, za hranicí klesání, louky a pastviny s pohledem na Stolové hory přechází v městskou zástavbu, u kostela napojení na Svatojakubskou cestu, asfalt/chodník                                                         | původně evangelický kostel postavený v letech 1905–1906, dnes slouží jako vedlejší farní katolický kostel v Radkově | ulice Grunwaldská, památkově chráněná stavba |
| 12) kostel sv. Doroty v Radkově                       |                     | 18 km                      | 4,5 km                  | Svatojakubská-Kladská cesta vedoucí městskou zástavbou (centrem Radkova), kočičí hlavy/dlažba | původně protestantský kostel z 16. století přestavěný v letech 1738–1740 na pozdně barokní kostel | hlavní farní kostel v Radkově, památkově chráněný, jádro historické centra města u Rynku, v těsné blízkosti pozůstatky městských hradeb                                      |
| 13) socha sv. Kateřiny                                |                     | 18,6 km                    | 3,9 km                  | napojení na Svatojakubskou-Kladskou cestu (úsek etapy Wambierzyce–Broumov, část Radków–Wambierzyce) vedoucí městskou zástavbou přes centrum a navázání na volnou krajinu úpatí Stolových hor, chodník/asfalt                                                                                       | novodobá pískovcová socha na podstavci přibližně 100 m od kraje města | nejnižší bod trasy (368 m n. m.), počátek hustého pásu sakrálních památek na nynější Svatojakubské trase                                                                     |
| 14) socha Panny Marie                                 |                     | 18,9 km                    | 3,6 km                  | Svatojakubská-Kladská cesta (modře značená turistická trasa), počátek velmi mírného stoupání, dominantou okolí je strmý vrch Koruna a kostel sv. Doroty, asfalt/cyklotrasa | pískovcová mariánská socha na sloupu postavená u kamenného obrubníku, 400 m od okraje Radkova | dvě přilehlé lípy u monumentu, neznámá datace |
| 15) socha sv. Barbory                                 |                     | 19 km                      | 3,5 km                  | Svatojakubská-Kladská cesta (modře značená turistická trasa), dominantou krajiny se stávají namísto Broumovských stěn Stolové hory a kostel sv. Doroty, asfalt/cyklotrasa | nově postavená pískovcová socha s vyobrazenými atributy světice (meč a kalich) na podstavci, umístění u dvou kamenných laviček, 500 m od kraje města Radków | nápis na podstavci v překladu: „Svatá Barboro, modli se za nás!“ |
| 16) Boží muka u Radkova                               |                     | 19,2 km                    | 3,3 km                  | Svatojakubská-Kladská cesta (modře značená turistická trasa), pokračování hustého pásu rozmístění drobných sakrálních památek mezi Radkovem a Vambeřicemi, Stolové hory dominantou, kulisu tvoří pastviny a pole, asfalt/cyklotrasa                                                                | nová kamenná (pískovcová) Boží muka s reliéfem, ohrazení kovovým plůtkem, dláždění u objektu a přilehlé dvě kamenné lavičky, 700 m od Radkova | částečný výhled na Božanovský Špičák |
| 17) Kříž u Radkova                                    |                     | 19,4 km                    | 3,1 km                  | Svatojakubská-Kladská cesta (modře značená turistická trasa), dominantou krajiny se stává Velká Hejšovina, pole, louky a pastviny podél cesty, asfalt/cyklotrasa | zdobený pískovcový kříž s korpusem, pod kterým klečí Panna Maria, podstavec s volutami, sochu ohraničují čtyři kamenné sloupky a také obrubníky, původ z 19. století, 900 m od města Radkov | poměrně špatný stav sakrální památky |
| 18) Kaplička u Radkova                                |                     | 19,5 km                    | 3 km                    | Svatojakubská-Kladská cesta (modře značená turistická trasa), dominantou krajiny je Velká Hejšovina a Stolové hory, mírně kopcovitý terén, asfalt/cyklotrasa | nemalá kamenná kaple s dřevěnou střechou, jediná kaplička s vnitřním prostorem v rámci celé Vambeřické cesty, vnitřní prostor přehrazen kovovou mříží, svatý obrázek Panny Marie Čenstochové (Černá madona čenstochovská) uvnitř, přilehlé kamenné sloupky, obrubníky a lavičky, 1 km od Radkova | poblíž prochází pozůstatek bývalé železniční tratě Dzierżoniów (Reichenbach) – Radków (Wünschelburg), úsek Ścinawka Średnia – Radków                                         |
| 19) výklenková kaple Panny Marie Čenstochové          |                     | 21 km                      | 1,5 km                  | Svatojakubská-Kladská cesta (modře značená turistická trasa), dominantou je podhůří Stolových hor a Velká Hejšovina, výraznější kopcovitý terén s okolní lesní vegetací, úsek vedoucí přes obec Ratno Dolne (část Nowy Świat), asfalt/cyklotrasa                                                   | unikátní výklenková zděná kaple s mariánským symbolem z roku 1680, ve výklenku s tyrkysovým rámem je umístěn obraz-ikona Panny Marie čenstochovské, monument ohraničuje kovový plůtek a kamenné schůdky, nedaleké odpočívadlo s posezením a ohništěm, 1,5 km od vambeřické baziliky              | nejstarší dochovaná památka Vambeřické poutní cesty, poslední delší zastávka poutníků na trase                                                                               |
| 20) Kříž nad Vambeřicemi                              |                     | 21,5 km                    | 1 km                    | Svatojakubská-Kladská cesta (modře značená turistická trasa), dominantou je Velká Hejšovina, cestu lemuje alej, podél ní jsou pastviny a pole, výrazný orientační bod v podobě místního telekomunikačního vysílače, asfalt/cyklotrasa                                                              | kovový kříž s destičkou a kamenným reliéfem Panny Marie s datací z roku 1822, dvě lípy u kříže, ohrazení kamennými sloupky s dřevěnými přepážkami | lokace, ze které je poprvé vidět na obzoru vambeřický svatostánek (místo poklony)                                                                                            |
| 21) socha sv. Jana Nepomuckého u Vambeřic             |                     | 21,7 km                    | 0,8 km                  | Svatojakubská-Kladská cesta (modře značená turistická trasa), postupný mírný sestup ke Slezskému Jeruzalému, dominantou jsou Stolové hory a Vambeřice, cestu lemuje alej, asfalt/cyklotrasa | zdobená pískovcová socha sv. Jana Nepomuckého na sloupu s poměrně mohutným podstavcem | pastviny u návrší Syjon |
| 22) Dřevěný kříž na stromě                            |                     | 22 km                      | 0,5 km                  | Svatojakubská-Kladská cesta (modře značená turistická trasa), sestup k bazilice, dominantou je mohutná bazilika, která je objímána krajinou úpatí Stolových hor, vesnická zástavba, asfalt/cyklotrasa/schodiště                                                                                    | 1 m vysoký dřevěný kříž s korpusem, umístění na borovici | místo se nachází u návrší Syjon (406 m n. m.) spojeným se slavným mariánským zázrakem, kříž patrně symbolem dřevěné sošky Madony z Vambeřic                                  |
| 23) bazilika Navštívení Panny Marie ve Vambeřicích    |                     | 22,5 km                    | 0 km                    | cíl Vambeřické poutní cesty s příchodem do malebného Dolnoslezského Jeruzaléma po Svatojakubské cestě (cíl etapy Sudetské poutní trasy), cyklostezka/asfalt/schodiště | velkolepá bazilika na osmiúhelníkovém půdorysu vystavěná v letech 1715–1723, pozdně barokní mariánská svatyně s mohutným sloupovým průčelím a schodištěm | monumentální navazující poutní areál výrazně komponovaný do krajiny a spojený s mariánskými zázraky a kultem                                                                 |

Trasu lze přizpůsobit a modifikovat, poutníci tradičně vyrážejí na cestu i z přilehlých obcí. Nejčastěji se započíná trasa v jednom z těchto třech míst – z Police nad Metují, ze Suchého Dolu či z Machova. Poutníci se v průběhu mohou připojit s historickou návazností ze Slavného a Bělého či z turisticky atraktivního přechodu hřebene Broumovských stěn, na skalnatý hřeben navazuje nejstarší cesta na Broumovsku Hvězda – Hejšovina. V Božanově se dále napojují poutníci z broumovské farnosti (broumovská větev od Otovic) směrem k Radkovu a Vambeřicím.

##### Památkově chráněné objekty Vambeřické poutní cesty
Soubor soch Vambeřické cesty – skládá se ze čtyř sakrálních skulptur na bývalé trase cesty u Velké Ledhuje a Suchého Dolu, dnes mimo značené cesty: 1) Kříž z červeného pískovce z roku 1885 (pův. ev. č. 1891); 2) Fulkův kříž z roku 1796 (pův. ev. č. 1892); 3) Švorčíkův kříž II - původně z roku 1804, nahrazen kopií rolku 1999 (ev. č. 1890), nápis: „Kde Boží přítel stojí, zla mocnost kráčet se bojí.“; 4) Sousoší Korunování Panny Marie z roku 1847 (ev. č. 1893)

Skupina křížů dokládá lidovou mariánskou zbožnost i zdobné lidové kamenosochařství (zbudování na popud majitelů pozemků) z přelomu 18. a 19. století, které souvisí s rozvojem lokálního poutnictví. Od roku 1958 je soubor soch zapsán jako kulturní památka, od roku 1964 je pak uváděný v památkovém katalogu. Naprostá většina sakrálních objektů na Vambeřické poutní cestě pak má některý ze stupňů ochrany památek. Poutní cesta byla lemována na dohled vzdálenými kříži a sochami promyšleně zasazenými do krajiny. Stále se však jednalo o nejkratší možnou spojnici přes polní cesty.

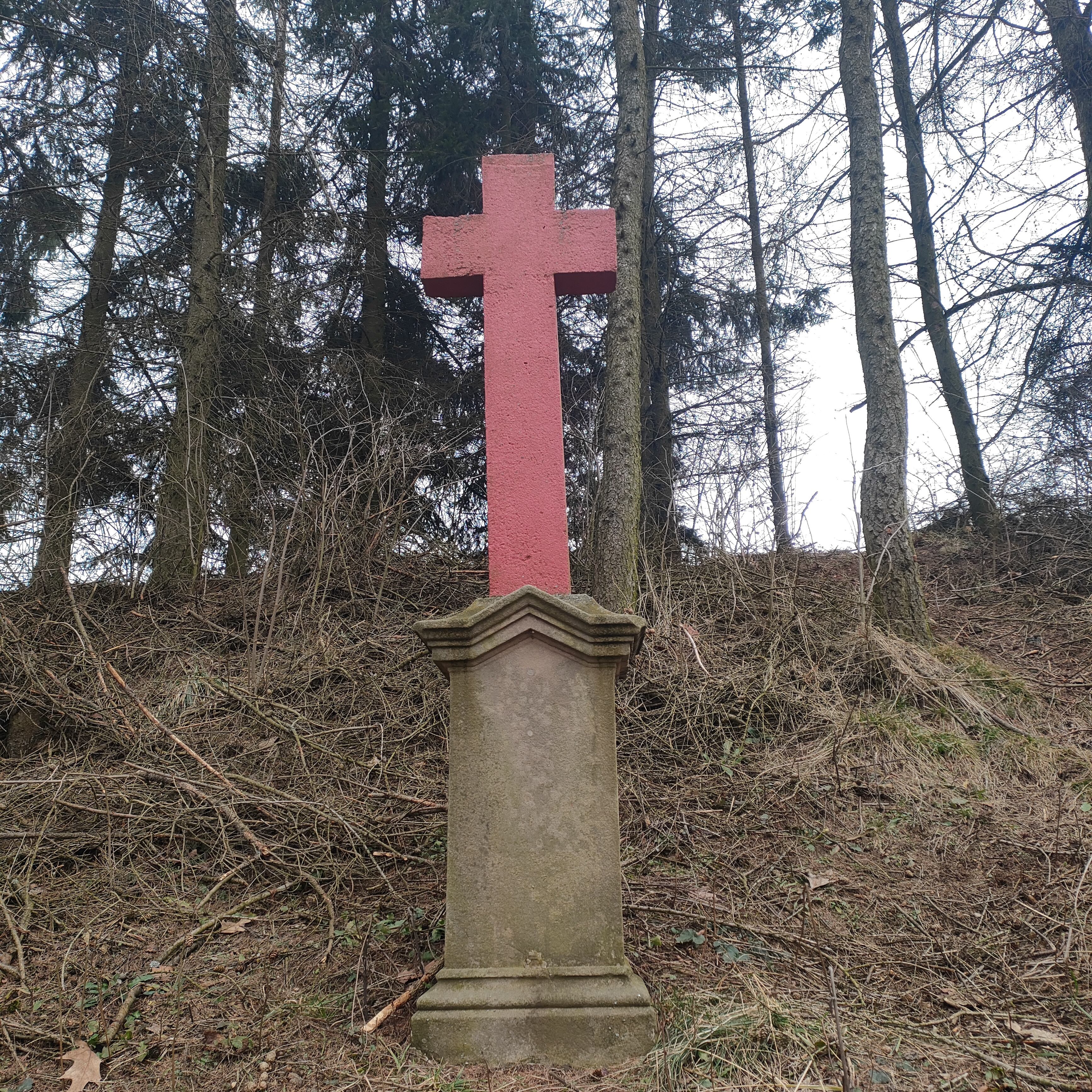
Soubor soch Vambeřické cesty – kříž z červeného pískovce (Suchý Důl)
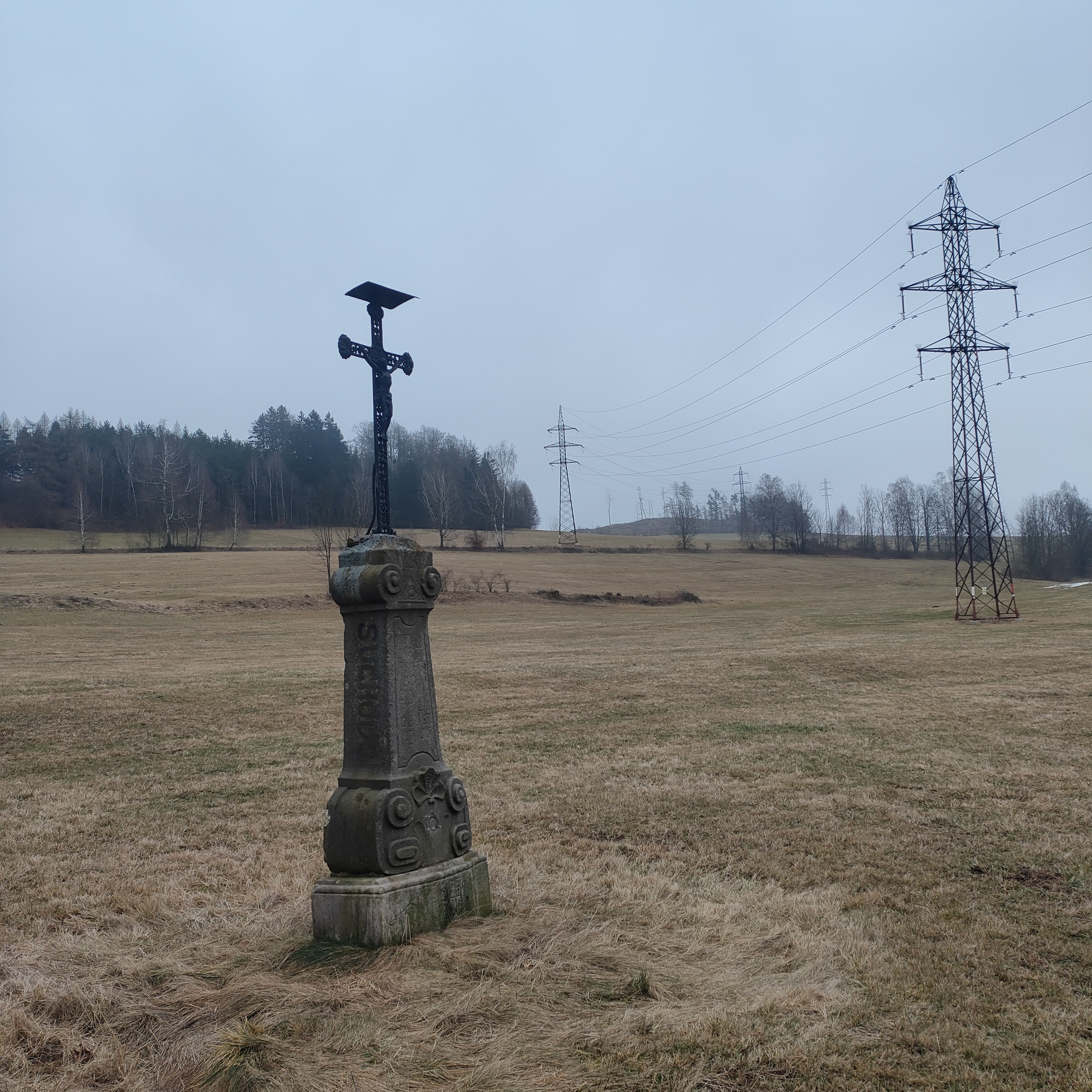
Soubor soch Vambeřické cesty –Fulkův kříž
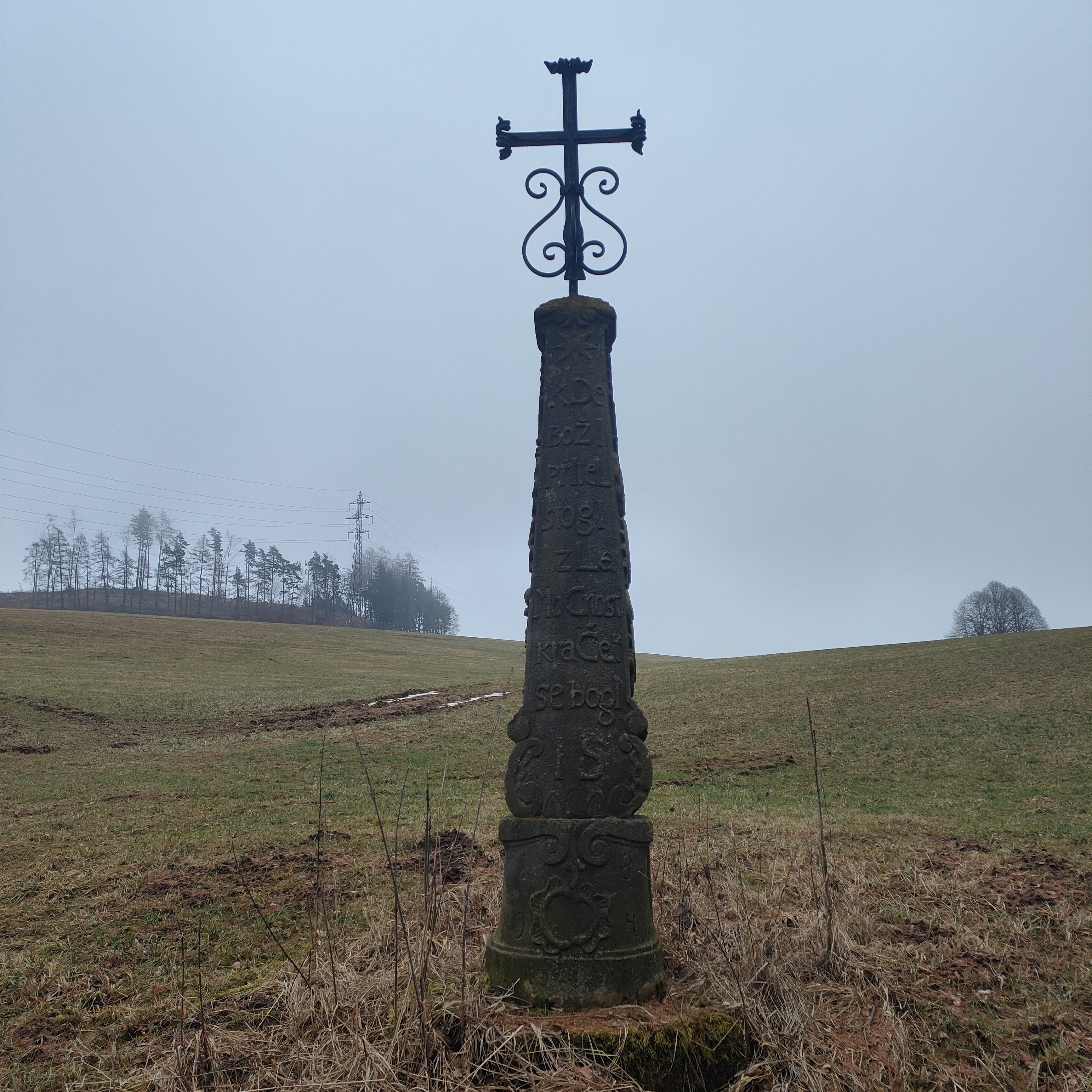
Soubor soch Vambeřické cesty – Švorčíkův kříž II
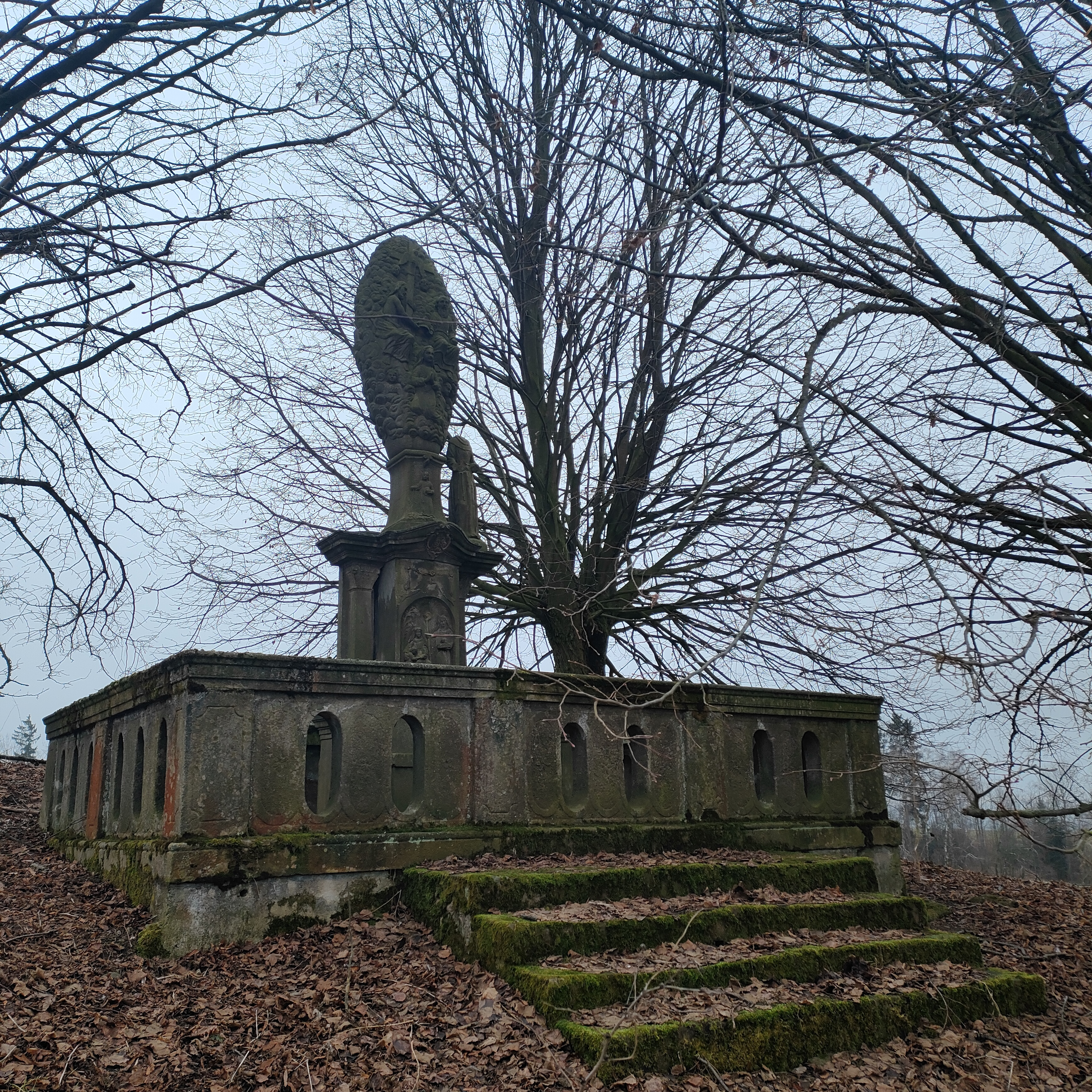
Soubor soch Vambeřické cesty –sousoší Korunování Panny Marie

##### Specifika a znaky krajiny současné trasy
První část trasy začíná v dnešní Městské památkové zóně Police nad Metují, lemuje ji tedy historická zástavba a přilehlá městská část Velká Ledhuje a obec Suchý Důl. Následně cesta navazuje na volnou krajinu s postupným stoupáním (převýšením). Vyskytuje se zde rozptýlená vegetace a mozaikovitá struktura luk, pastvin a polí až po Cihlářův kříž. Místní dominantu a nepřehlédnutelnou kulisu krajiny tvoří stolová hora Ostaš. Jedná se o úsek, který jen částečně kopíruje historickou poutní cestu.
Druhá část je charakteristická pro svůj přechod v lesnatý porost a horský terén s poměrně náročným stoupáním. Je vymezena Národní přírodní památkou Polické stěny (od Barklovy rokle až po rozcestí u Božanovského Špičáku), Národní přírodní rezervací Broumovské stěny (Machovský kříž až po Kříž U Veverky). Úsek je typický pro své kopírování historické poutní cesty a současně je protkaný značenými turistickými trasami KČT. Dominantou jsou skalní výchozy Polických a Broumovských stěn.
Třetí a poslední úsek, který lze modifikovat přes hraniční přechod u Studené Vody či spíše dnes u Božanova, vede z velké části vesnickou a městskou zástavbou (gmina Radków). Vambeřická cesta navazuje i z polské strany v Radkově na Sudetskou/Kladskou Svatojakubskou cestu (značení modrožlutou mušlí). Vede úpatím Stolových hor a mezi Radkovem a Vambeřicemi je charakteristická jednak širými lány, jednak hustým výskytem sakrálních památek a zastavení. Vyskytuje se zde také zpravidla nejvíce poutníků z celé trasy. Úsek je fyzicky nejméně náročný, terén klesá až k bazilice Navštívení Panny Marie. Krajinnou dominantou je stolová hora Velká Hejšovina.

Na trase se nachází přibližně na 25–30 (historická/současná trasa) kamenných křížů či jiných drobných sakrálních objektů jako jsou boží muka či kapličky. Dále je nutné připomenout větší objekty, tedy klášter a kostely – Police nad Metují (polický klášter a kostel Nanebevzetí Panny Marie), Božanov (kostel sv. Máří Magdaleny), Radków (kostel sv. Andreje Boboliho a kostel sv. Doroty) a bazilika ve Vambeřicích. Rozložení je nerovnoměrné, což je způsobeno členitostí terénu zejména u přechodu Broumovských stěn a zástavbou podél cesty obecně.

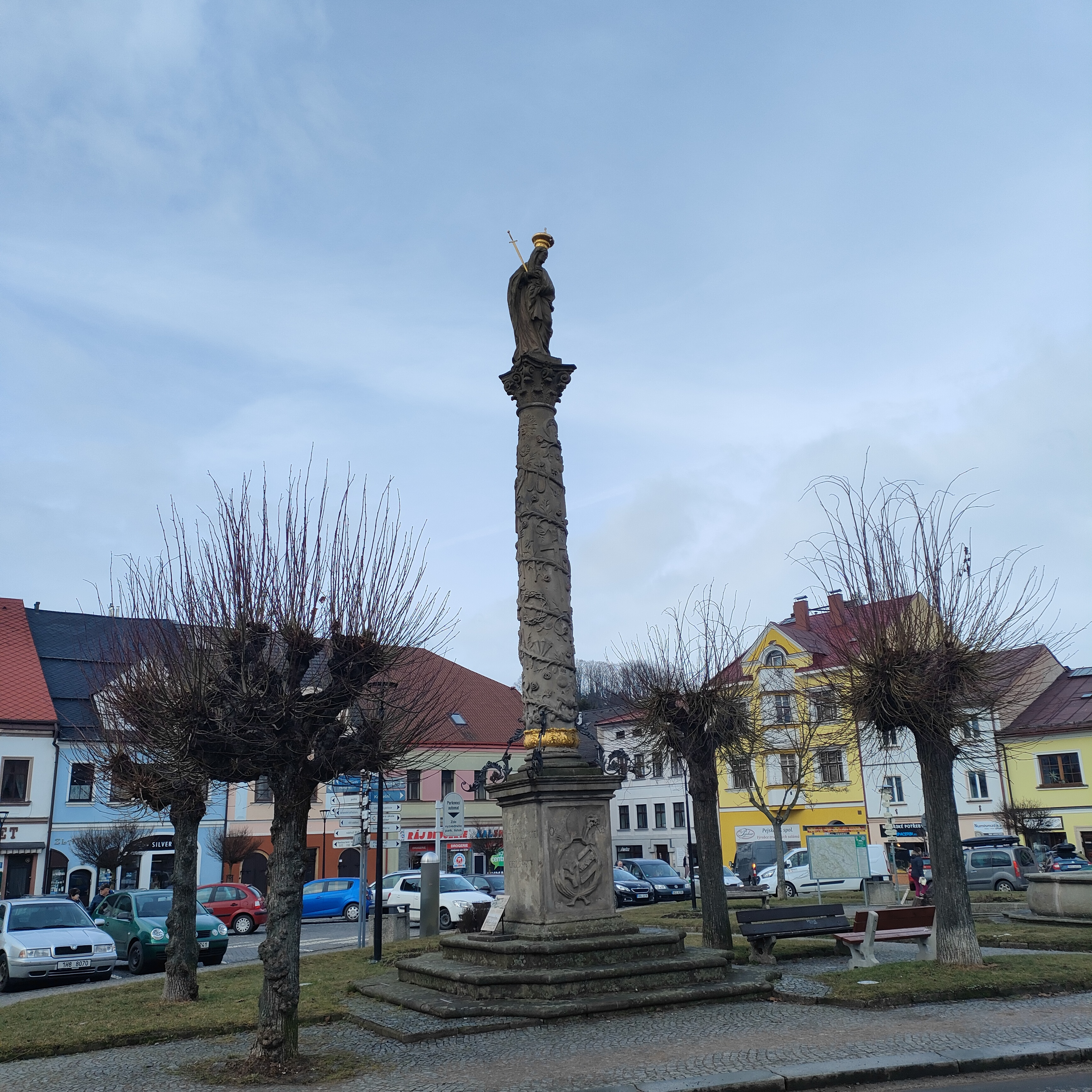
Polické náměstí se sloupem Panny Marie
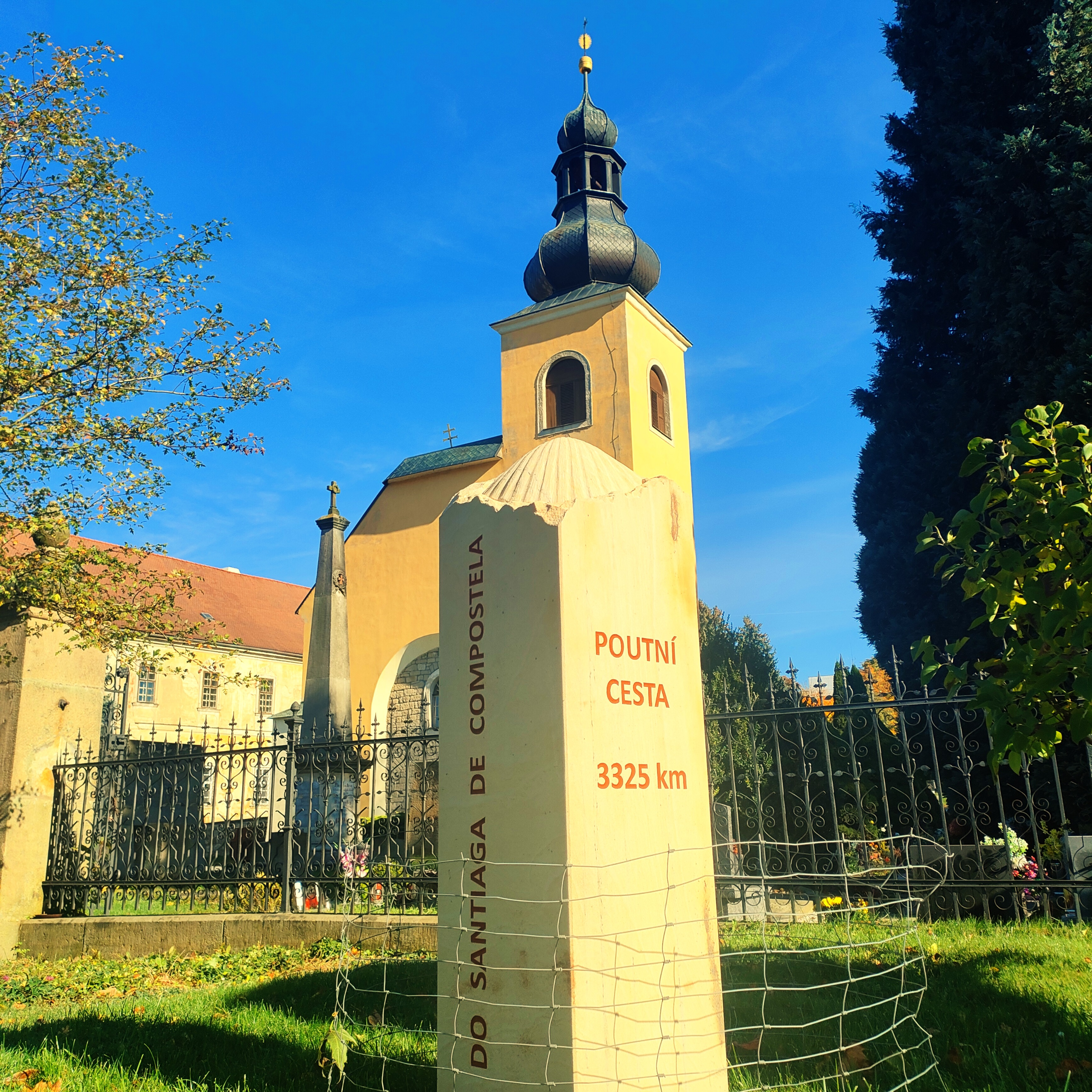
Svatojakubská cesta v Polici nad Metují (výchozí bod Vambeřické cesty), polický klášter
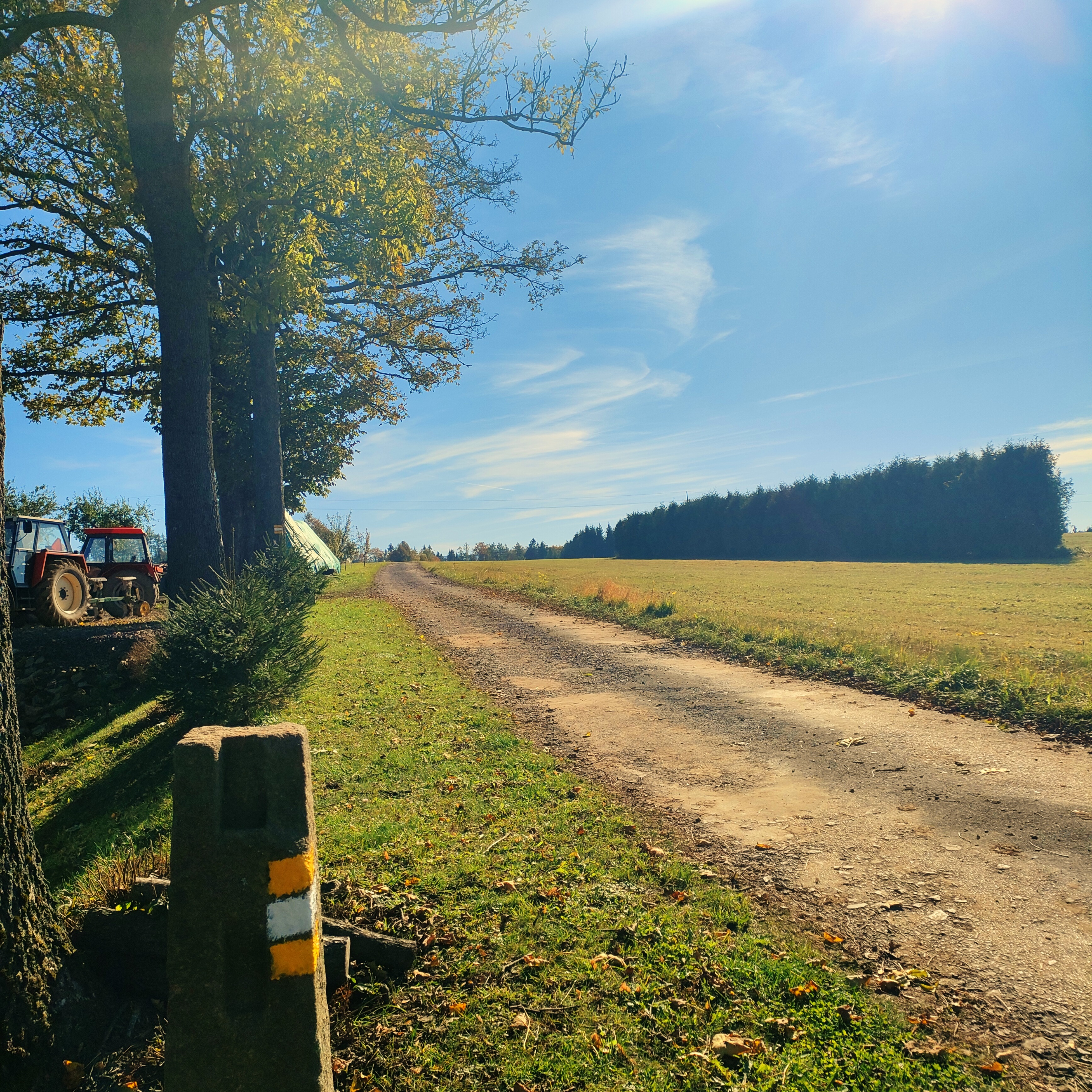
Počátek současné Vambeřické poutní cesty ve volné krajině (u Suchého Dolu)
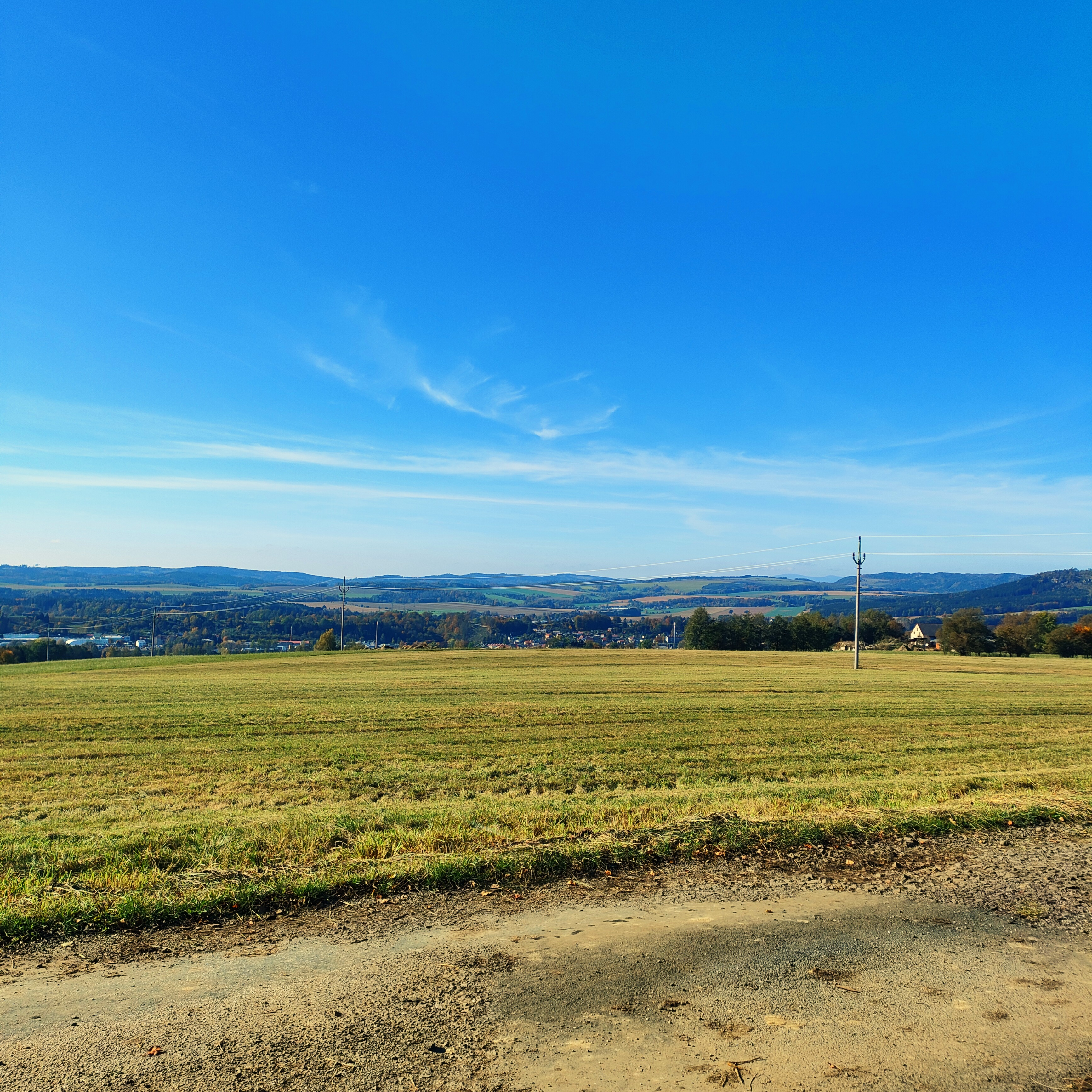
Vambeřická cesta u Suchého Dolu (CHKO Broumovsko)
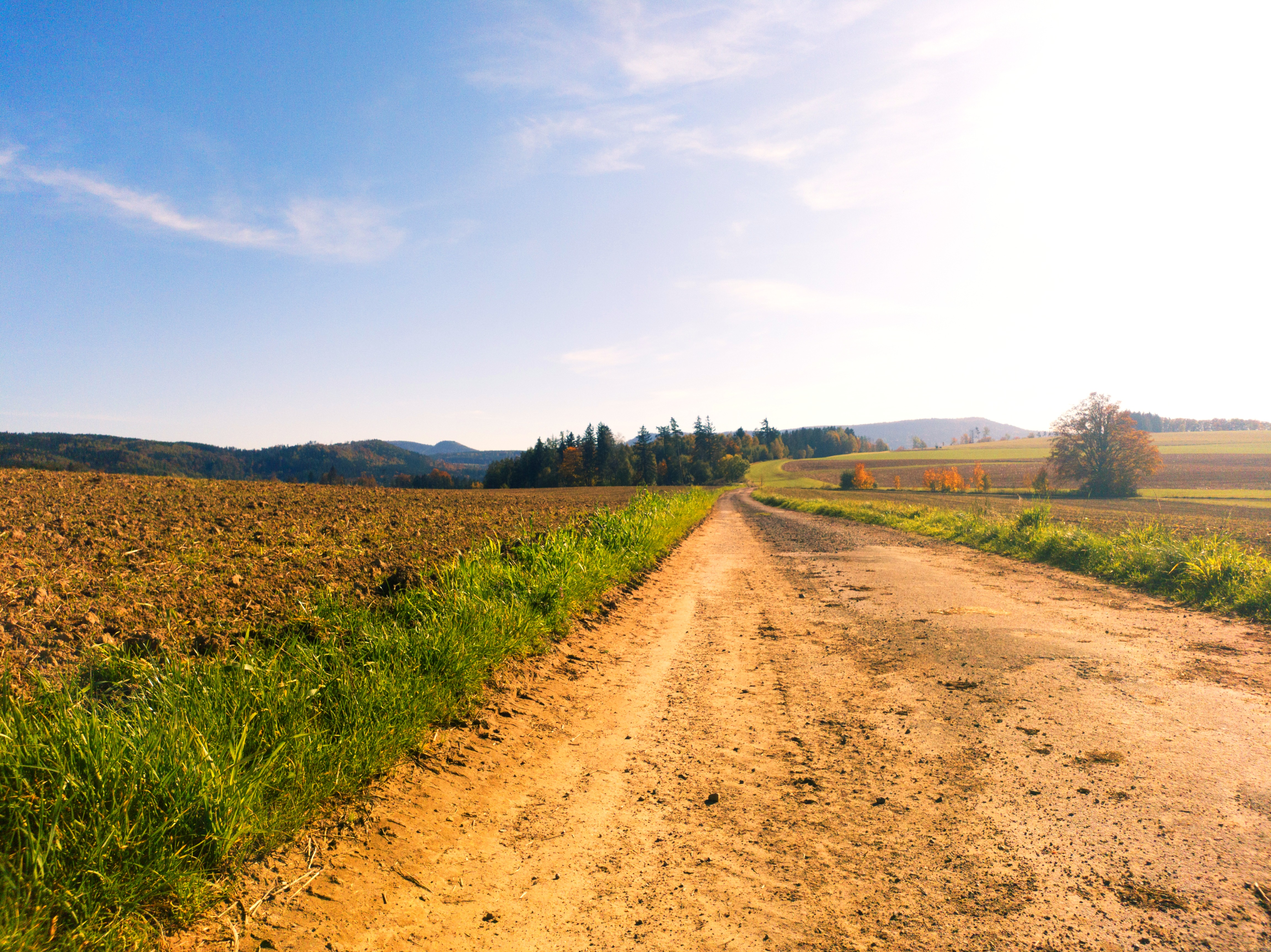
Vambeřická cesta s pohledem na Broumovské stěny
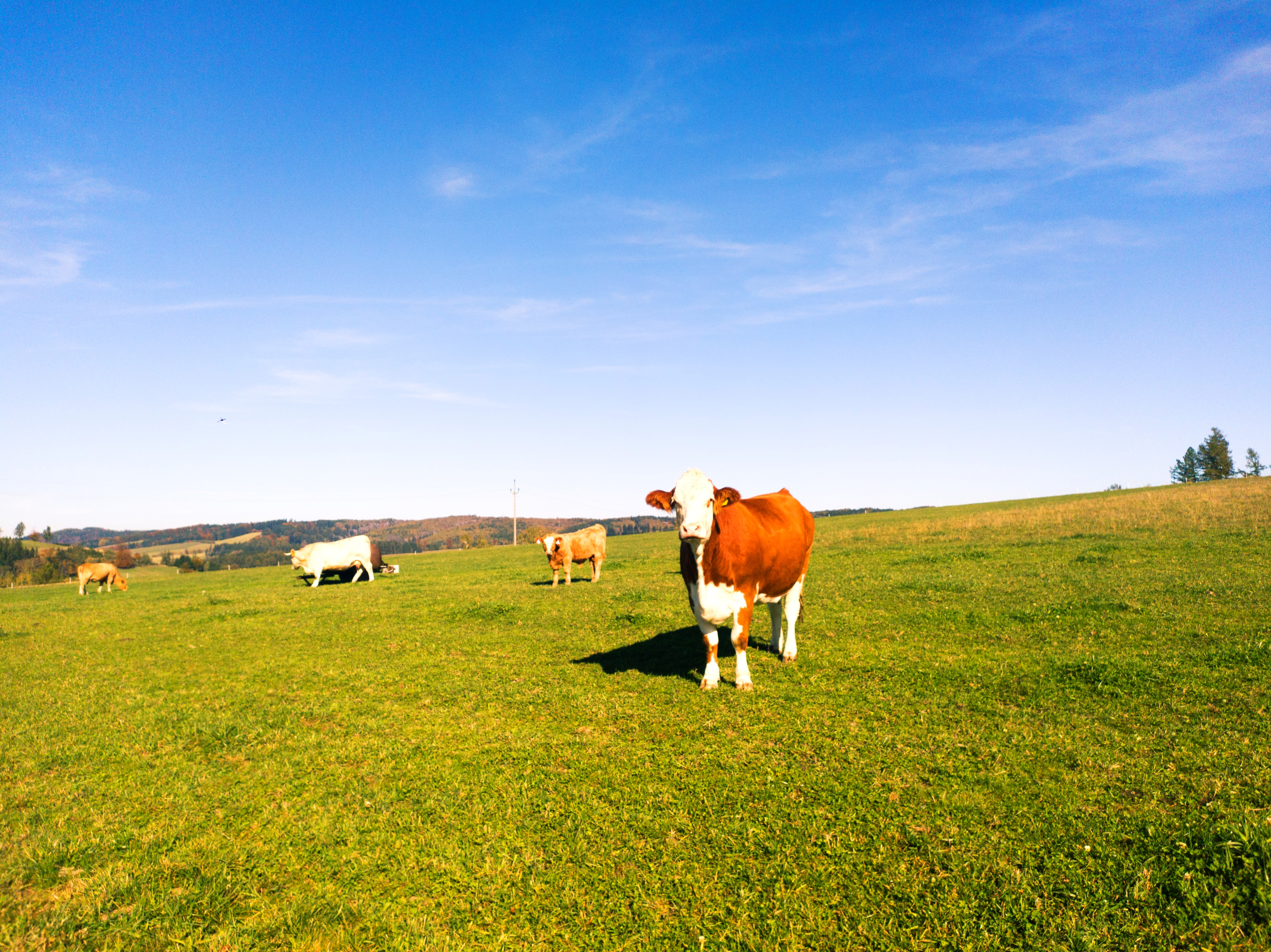
Vambeřická cesta u Suchého Dolu (pastviny)
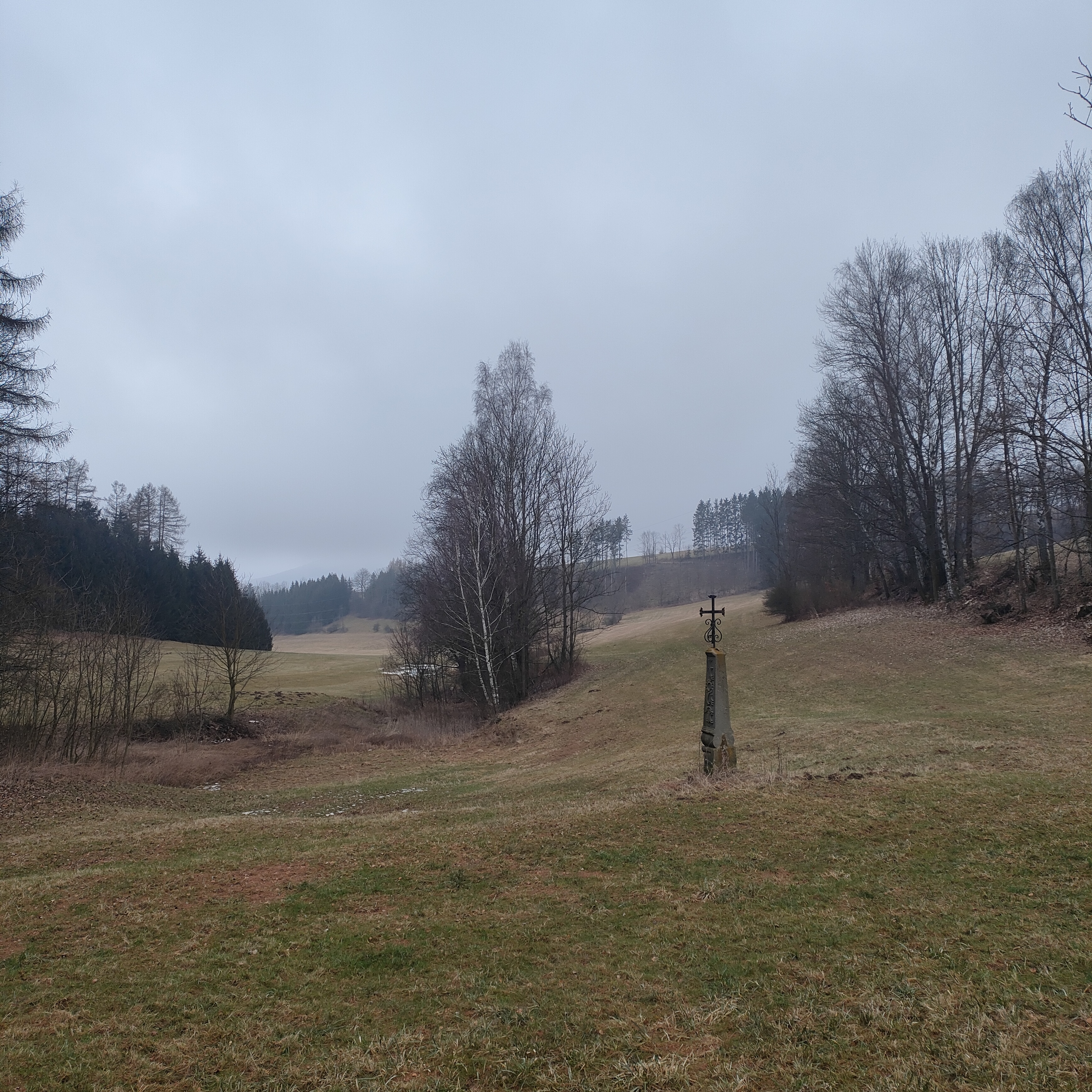
Pohled na historickou trasu Vambeřické poutní cesty ve Vižňovém dole (údolíčko Chrast) u Švorčíkova kříže II
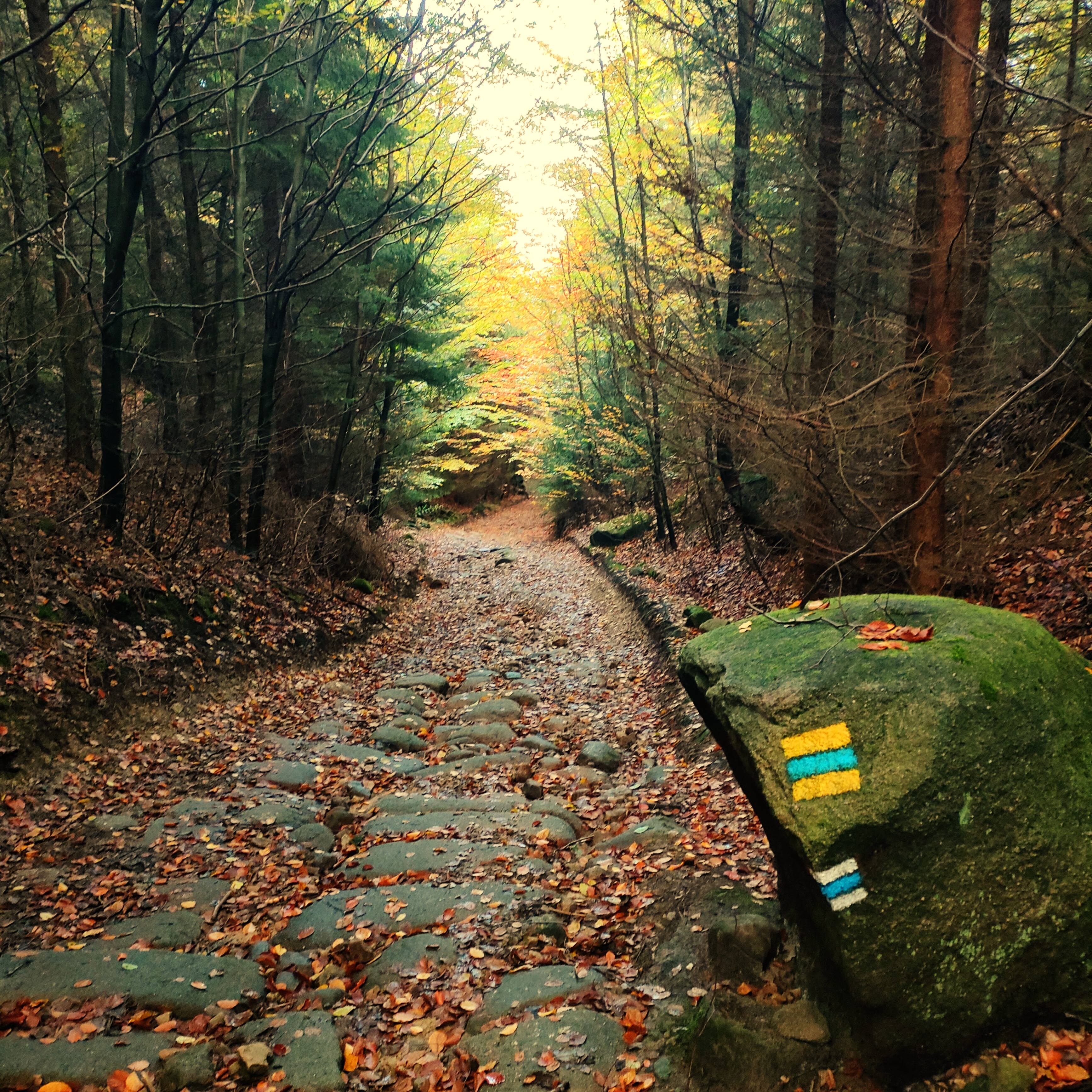
Vambeřická cesta pod Machovským křížem s historickou kamennou dlažbou (cesta k Božanovu)
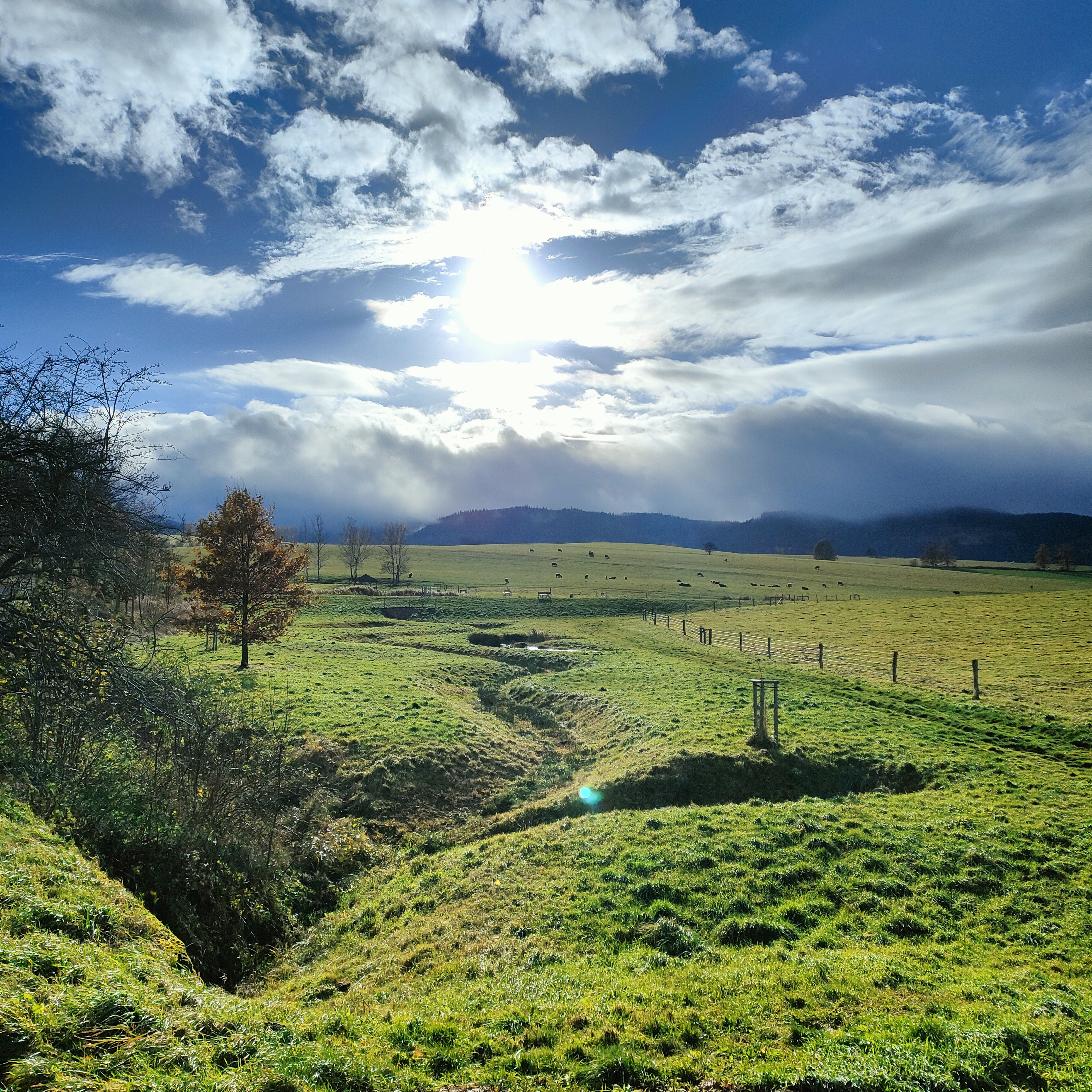
Krajina Broumovska u Božanova u státní hranice
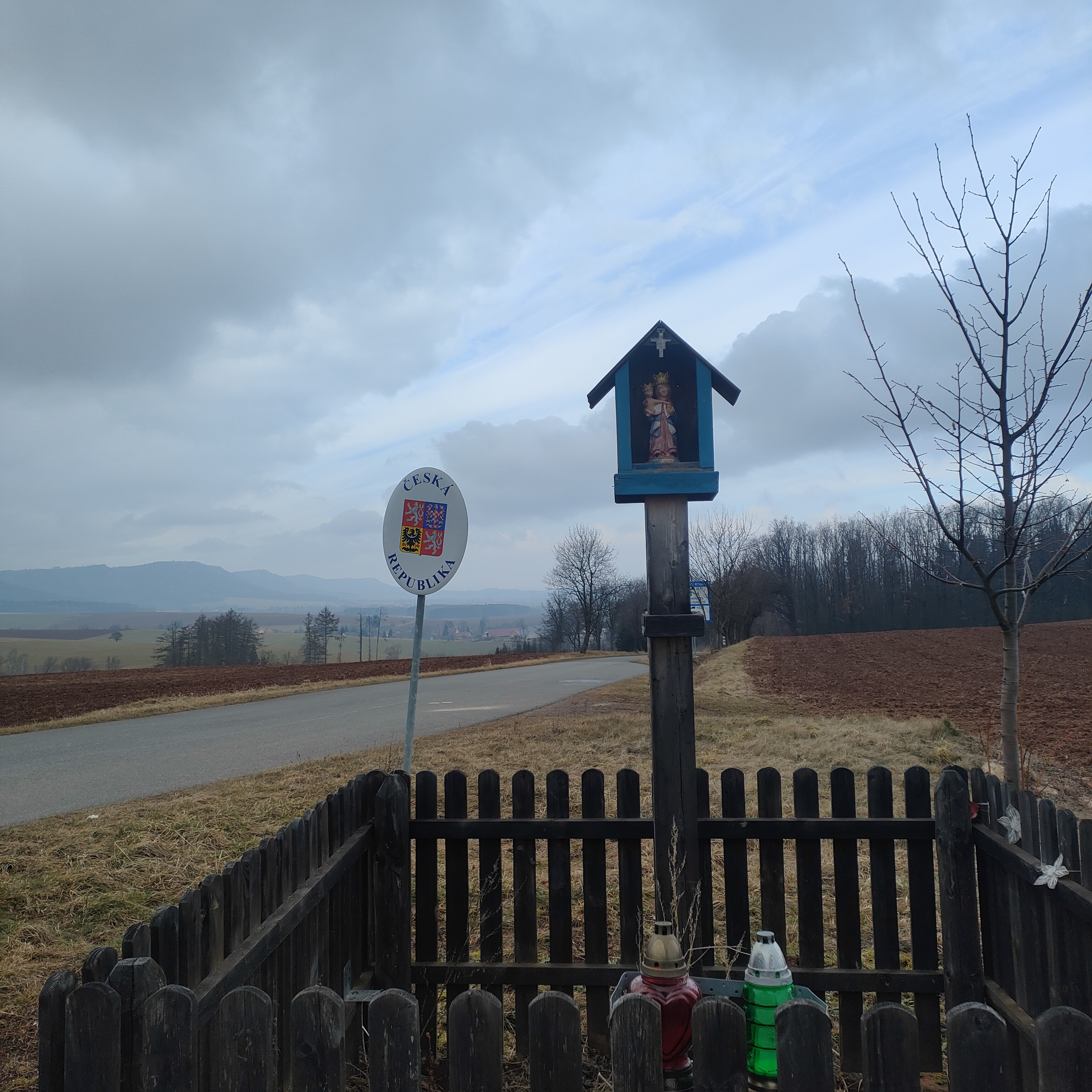
Hraniční přechod u Radkova (Vambeřická cesta)
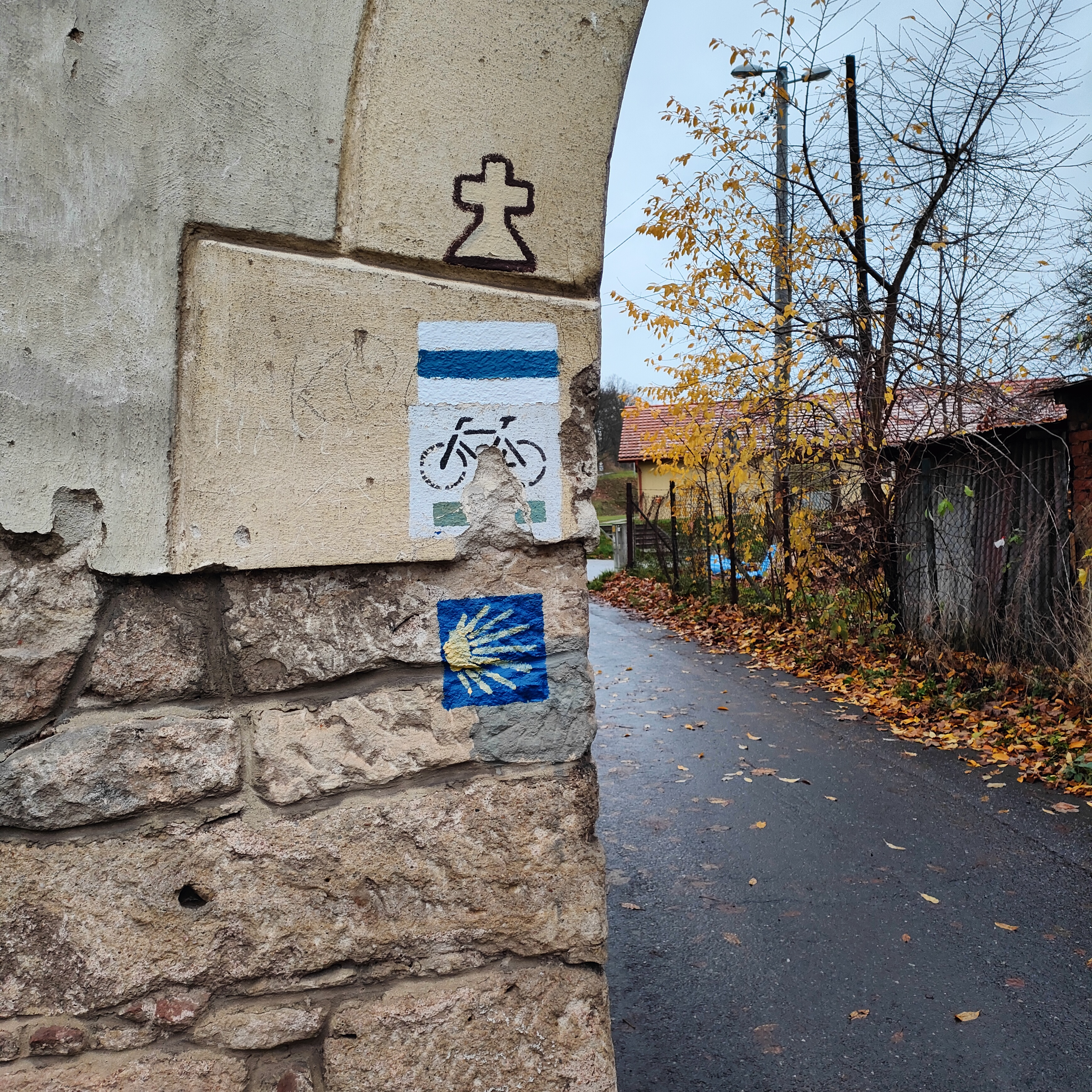
Svatojakubská-Sudetská cesta ve Vambeřicích

## Současnost
Poutní tradice procesí do Vambeřic byla obnovena roku 2002 po 55 letech zejména díky polické farnosti. Desítky poutníků pravidelně vychází první květnovou sobotu (navazují tak na tradiční májové pouti mariánského měsíce) z Police nad Metují od kostela Nanebevzetí Panny Marie do Vambeřic.

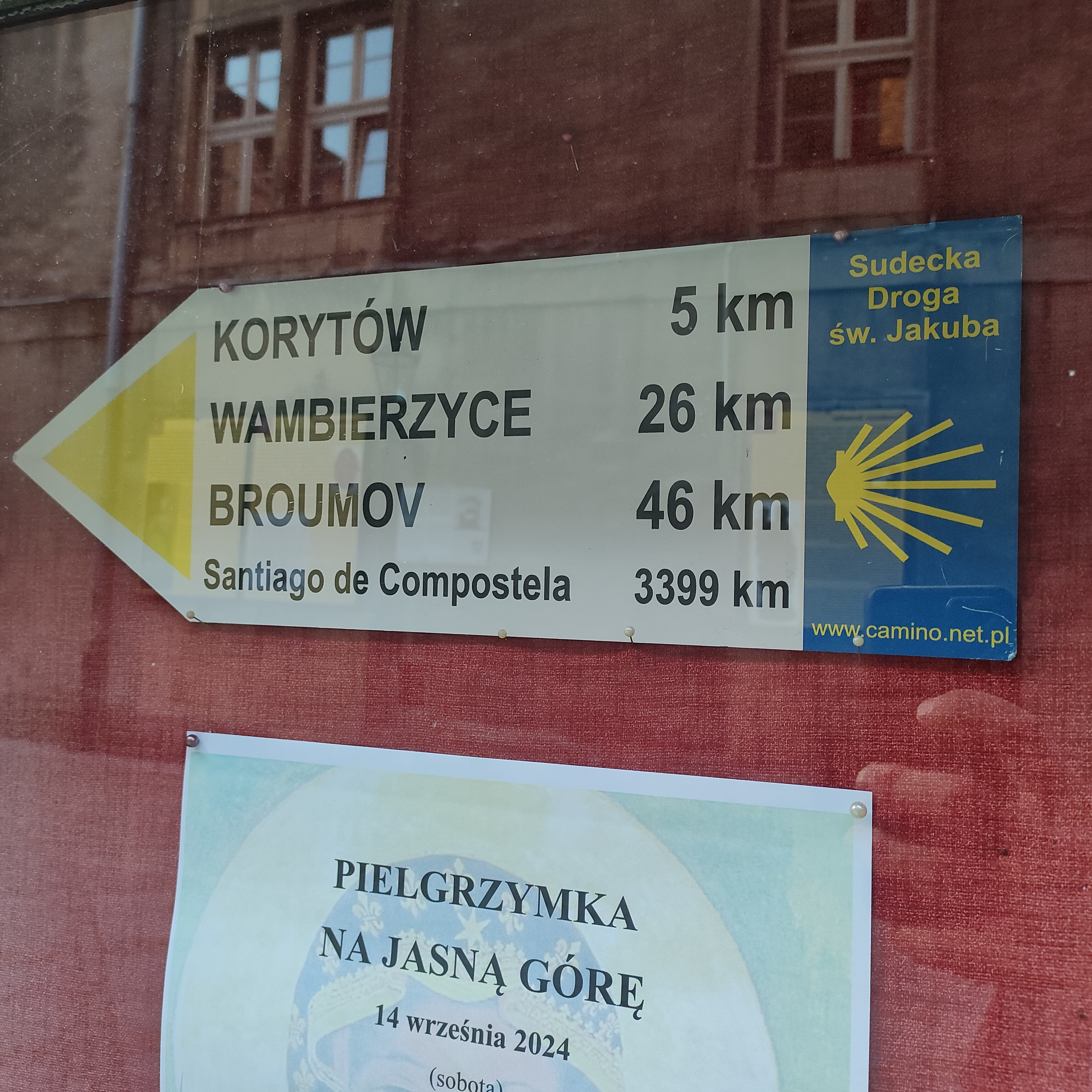
Značení Sudetské Svatojakubské cesty s ukazatelem v Kladsku

Ve Vambeřicích se pravidelně každý rok konají poutní slavnosti k významným svátkům. Jde o Navštívení Panny Marie 31. května, Nanebevzetí Panny Marie 15. srpna a Narození Panny Marie 8. září. V průběhu těchto celebrací je možnost navštívit pašijový areál. Soška Madony je převlékána do různých barev šatů dle liturgického období. Od roku 2005 (předtím jezuité a diecézní kněží) spravují svatyni Vambeřické Královny místní františkáni.
Odkaz putování do Kladska v dnešní době sice přetrvává, nicméně se jedná spíš jen o symbolické zlomky pěšího poutnictví. Duchovní odkaz tak zachovává zejména zmiňovaná Svatojakubská cesta. Tradici urbanistické kulturní krajiny v okázalém odlesku dávné slávy však lze obdivovat stále. Přitom motivace a důvody pro vykonání Vambeřické pouti jsou v 21. století více než pestré. Některé kříže na trase byly navíc obnoveny na konci 20. století či během 21. století.

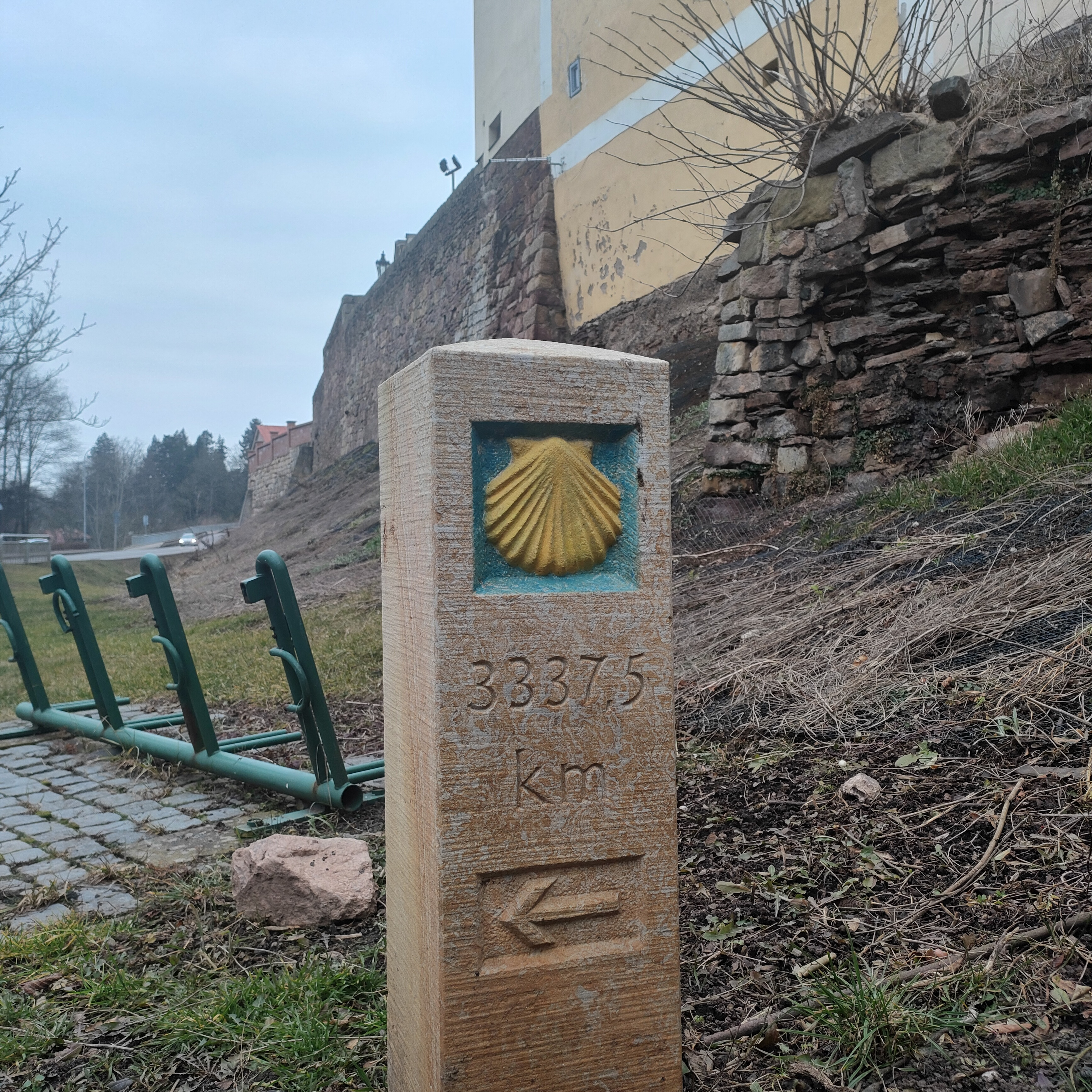
Východočeská trasa Svatojakubské cesty v Broumově se značením v podobě patníku s modrožlutou mušlí (2025)

Z iniciativy spolku Slaveňáci vznikla roku 2015 stezka o 7 zastaveních s názvem „Wambeřická spojovací“ (v místní části Suchého Dolu Slavný), která si klade za cíl zpopularizovat odkaz putování do Vambeřic a oživit její tradici. Zároveň prezentuje i místní zajímavosti a historii obce. Tvoří tak asi 2,2 / 2,3 km dlouhou trasu, která začíná u Dostálova statku (penzion Majka), vede přes Dostálův les (kolem Barklovy rokle) a končí pak napojením na červenou značenou turistickou trasu u rozcestí Pelovka. Zde se již setkává s historickou trasou Vambeřické cesty vedenou od Police nad Metují.

Od roku 2014 navazuje a propojuje Vambeřická poutní cesta Sudetskou větvi Svatojakubské cesty, která prochází napříč Broumovským výběžkem v úseku: hraniční přechod Libná (PL/CZ) – Zdoňov – Vernéřovice – Meziměstí – Jetřichov – Broumov – Křinice – Martínkovice – Božanov. V české větvi ji doplňuje od roku 2017 Východočeská trasa Svatojakubské cesty, která spojuje jednak Sudetskou cestu (Krzeszów – Broumov – Vambeřice), jednak Vambeřickou cestu a její odbočky napříč Broumovskem. V Broumově pak již samostatně vytváří samostatnou poutní trasu do Vlašimi dlouhou přes 220 km. Úseky Svatojakubské cesty i v rámci Vambeřické cesty jsou v celém úseku značeny charakteristickou modrožlutou mušlí dle svatojakubské tradice od roku 2018. 

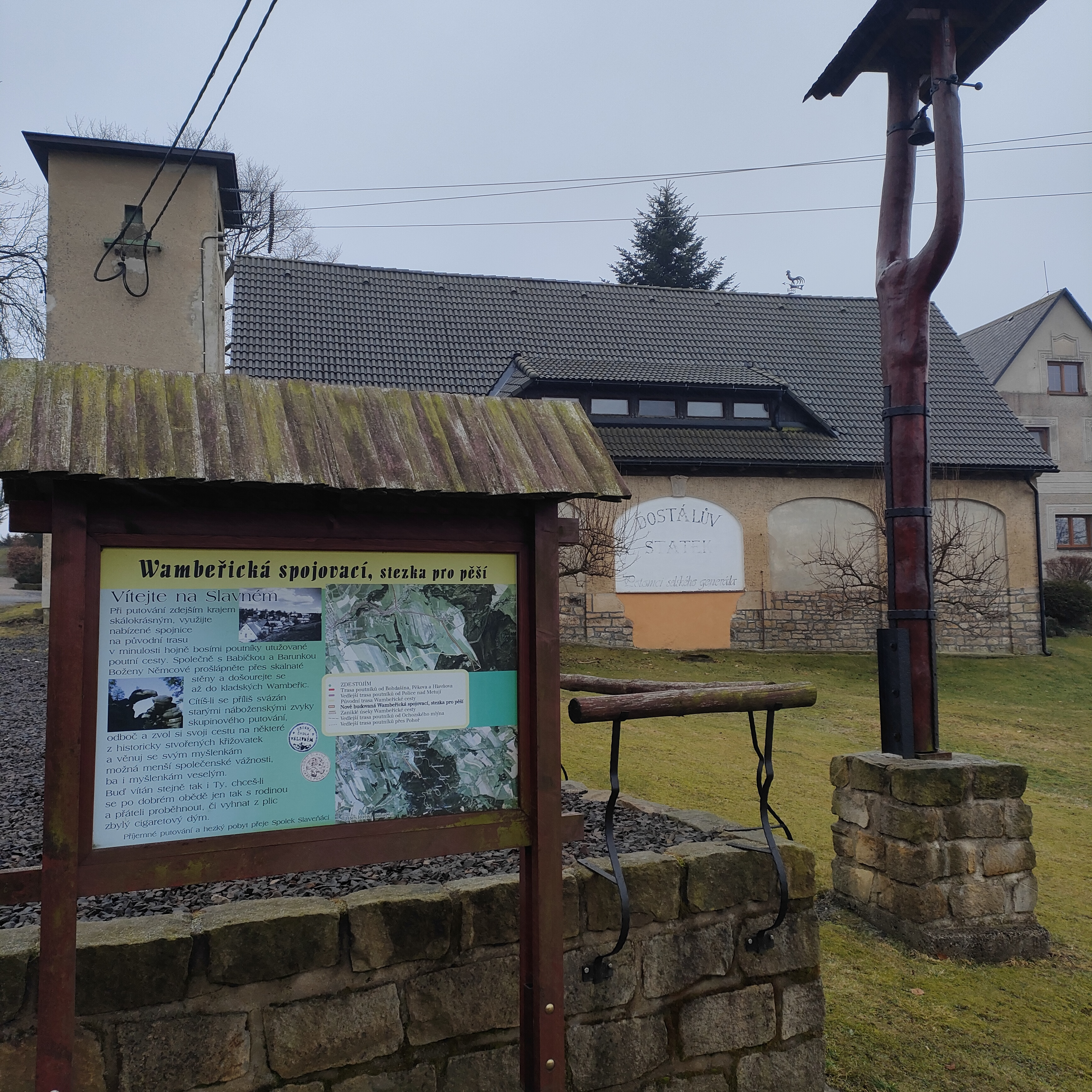
Wambeřická spojovací stezka (1. zastavení)
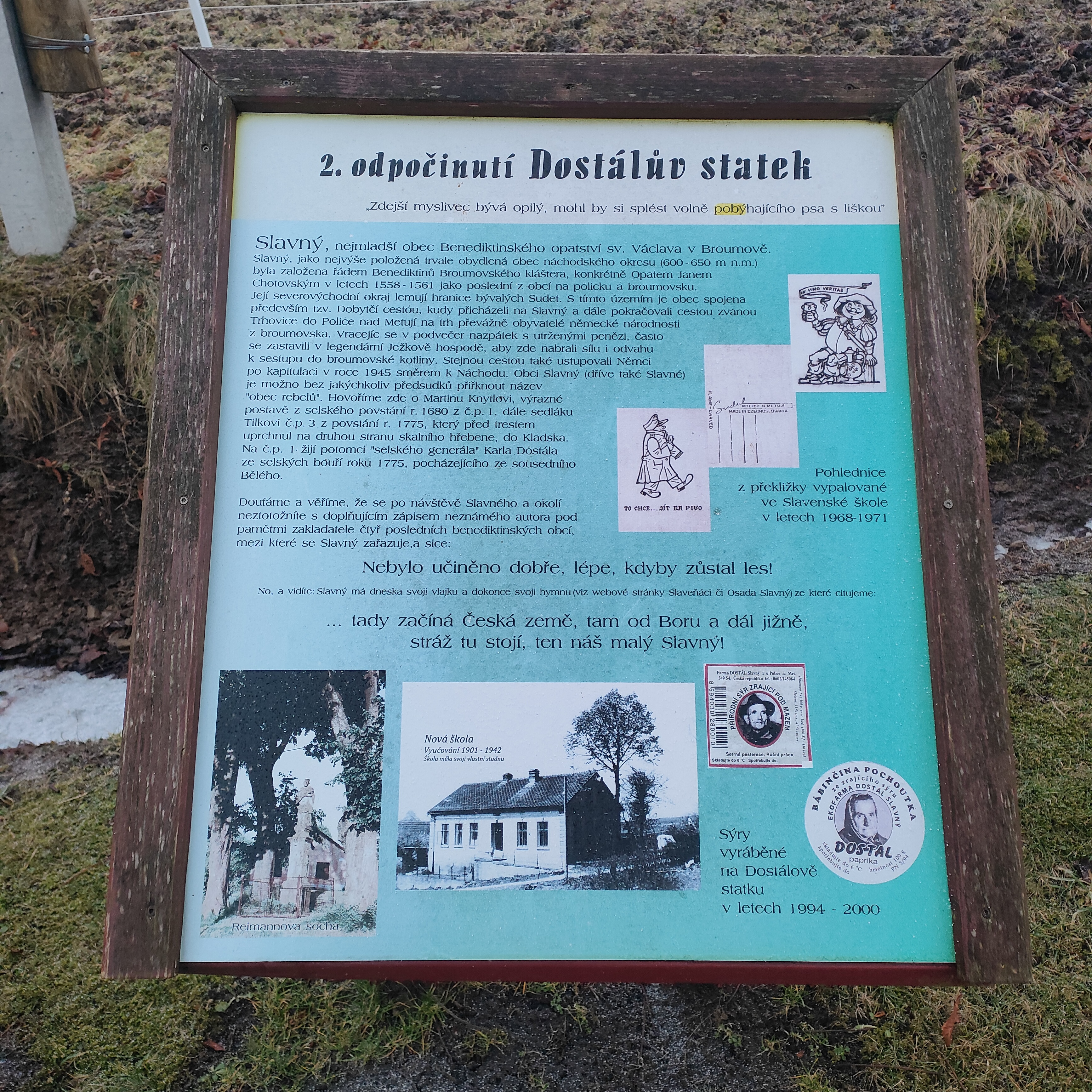
Wambeřická spojovací stezka (2. zastavení)
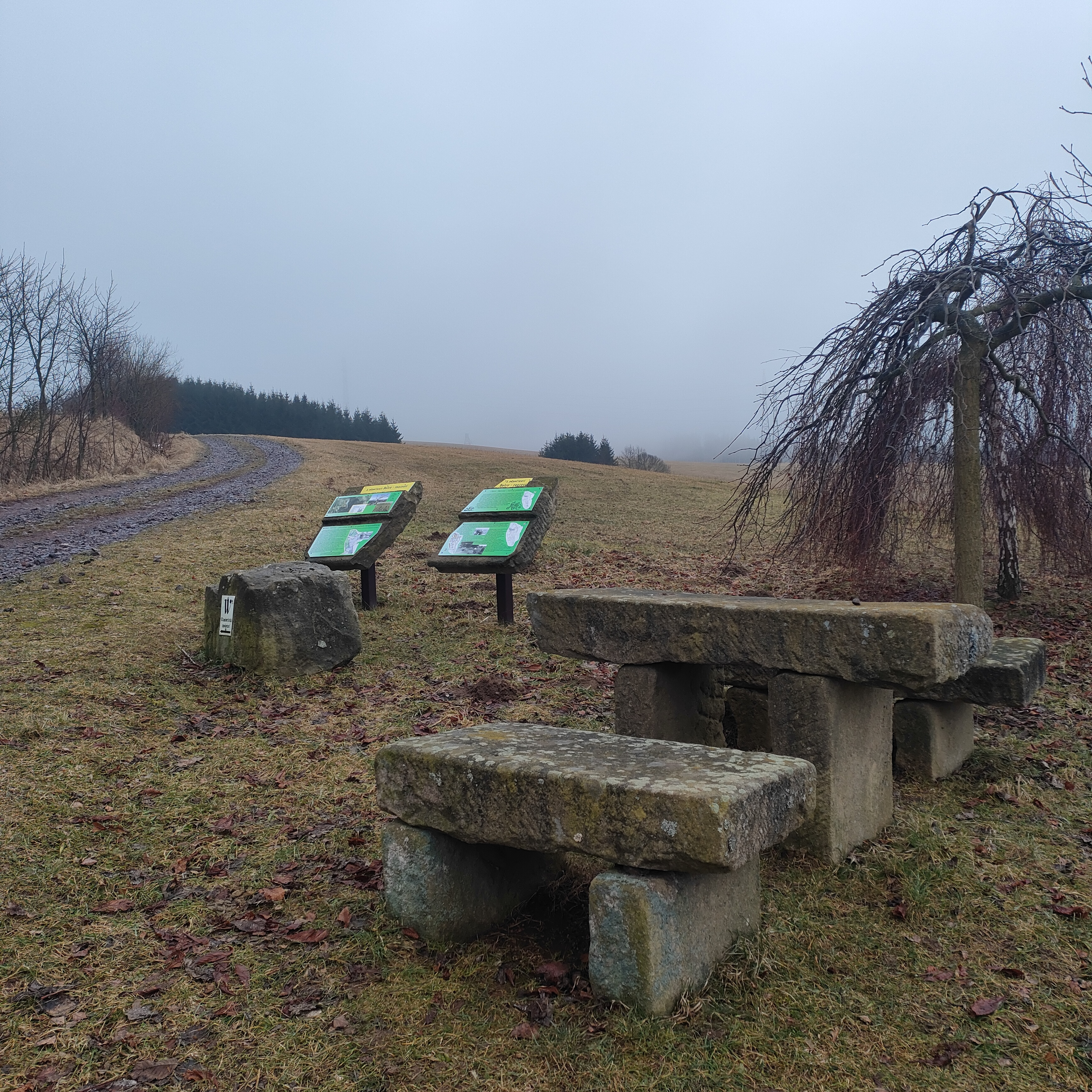
Wambeřická spojovací stezka (3. zastavení)
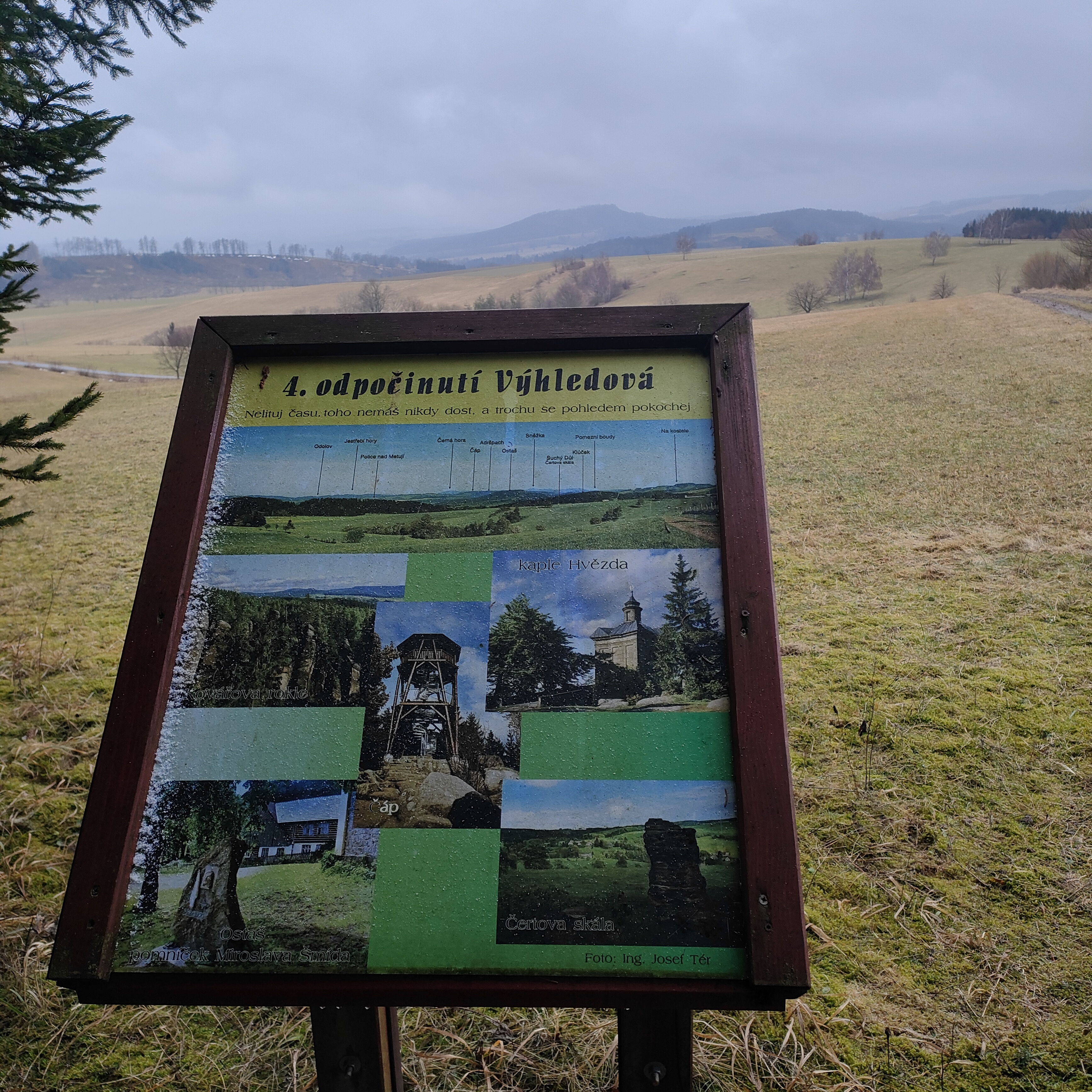
Wambeřická spojovací stezka (4. zastavení)
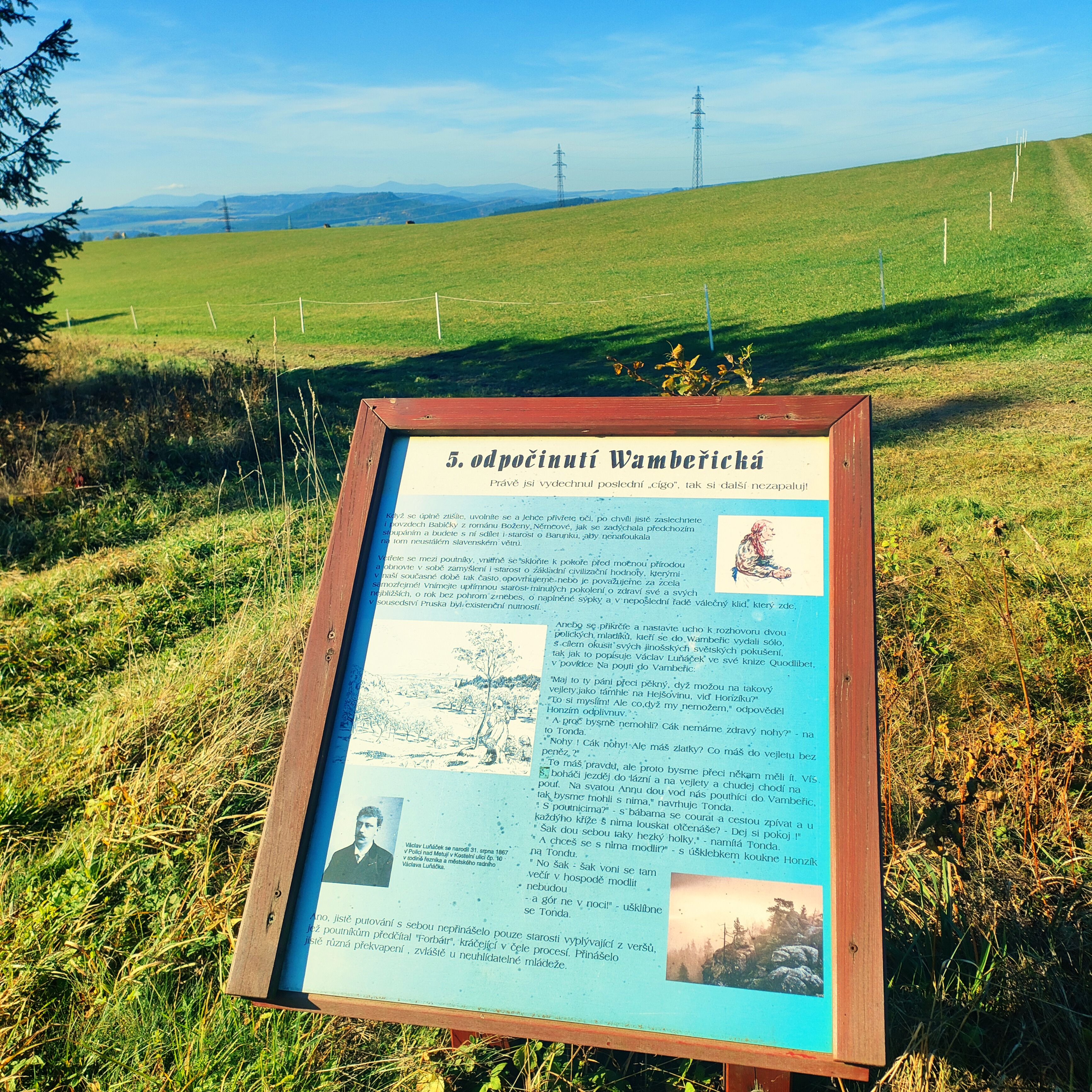
Wambeřická spojovací stezka (5. zastavení)
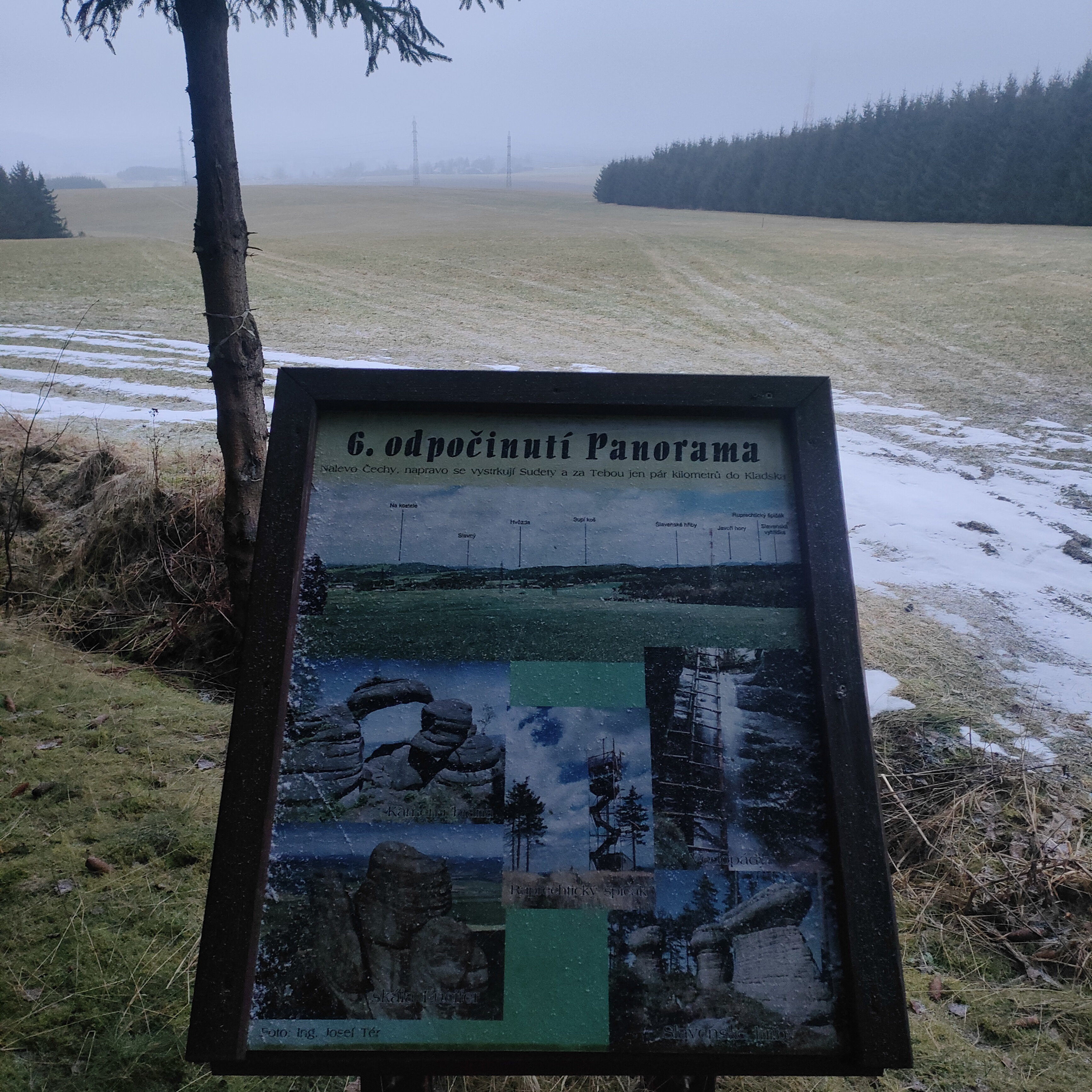
Wambeřická spojovací stezka (6. zastavení)
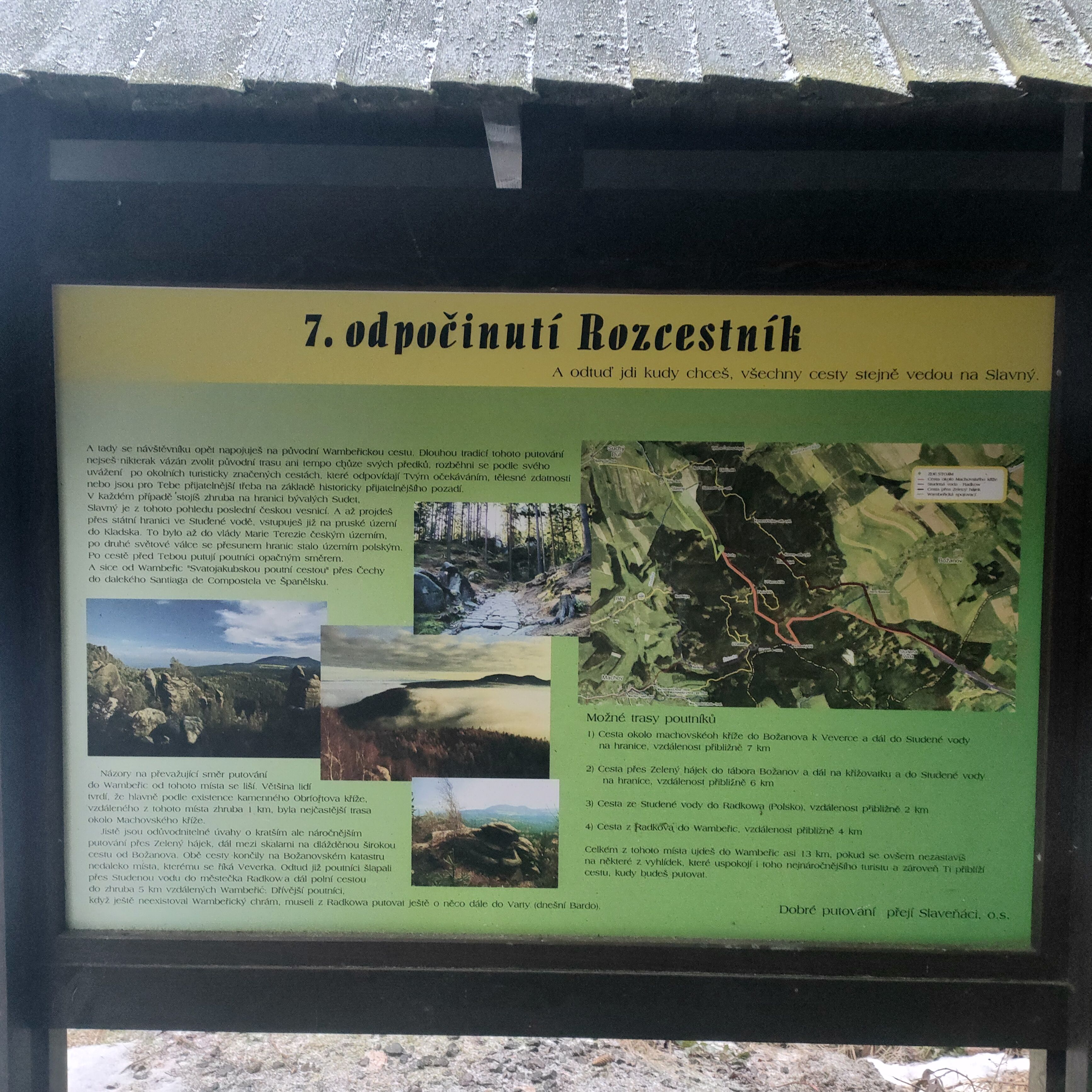
Wambeřická spojovací stezka (7. zastavení)
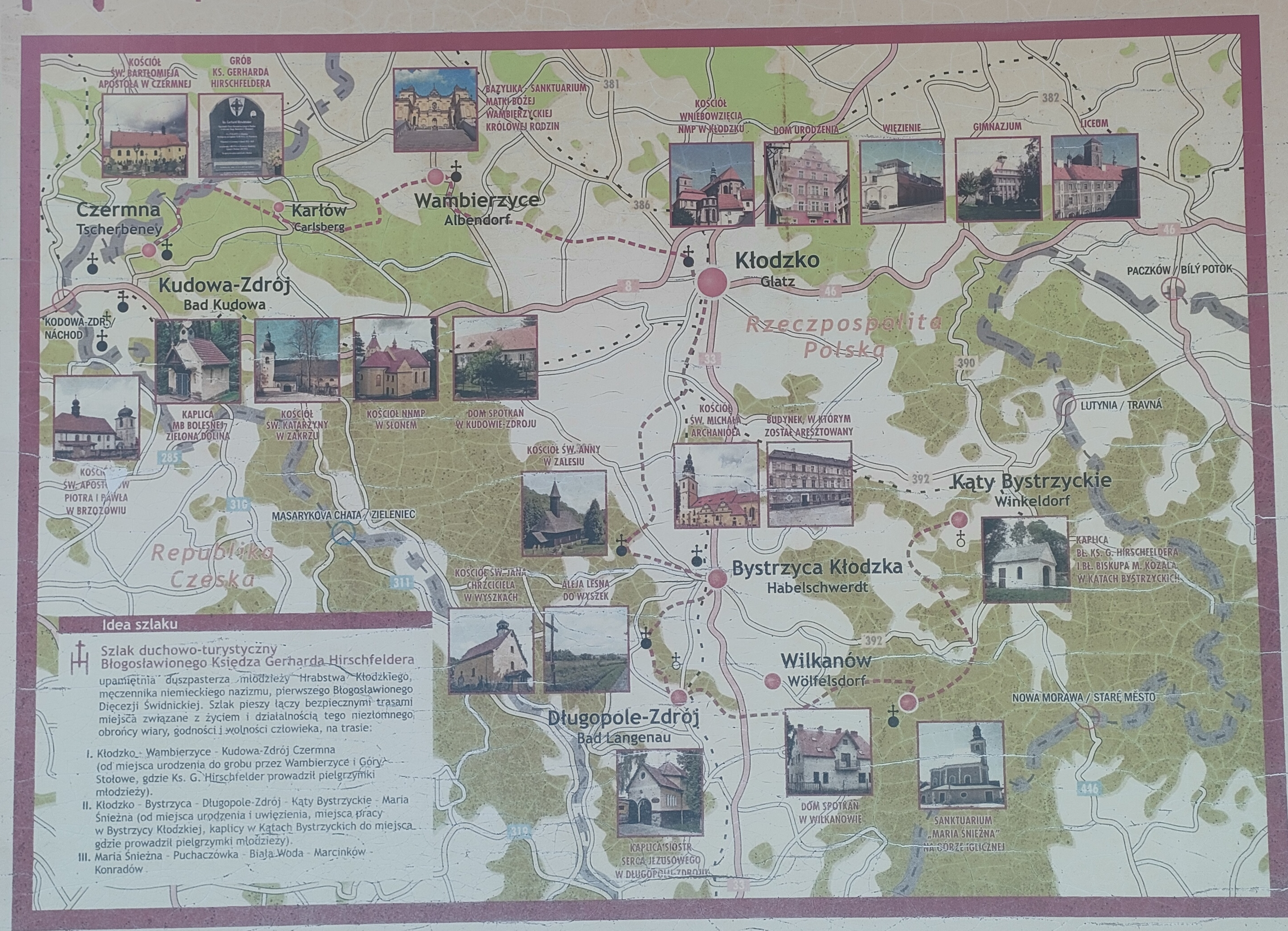
Detail návazné trasy Stezky blahoslaveného kněze Gerharda Hirschfeldera v Kladském výběžku